# Méduses de Méditerranée

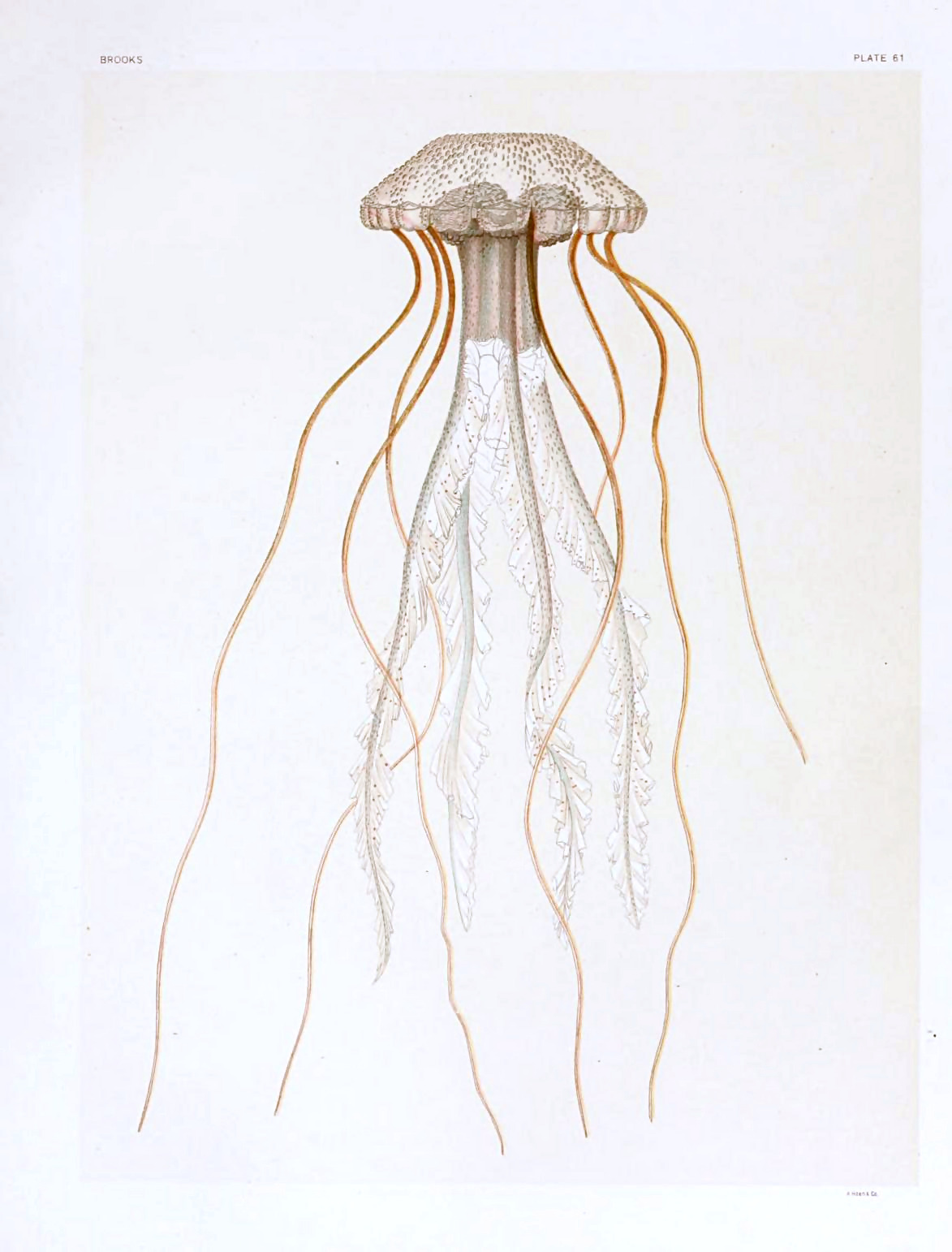
Dessin naturaliste d'une Pelagia noctiluca, méduse la plus célèbre de Méditerranée.

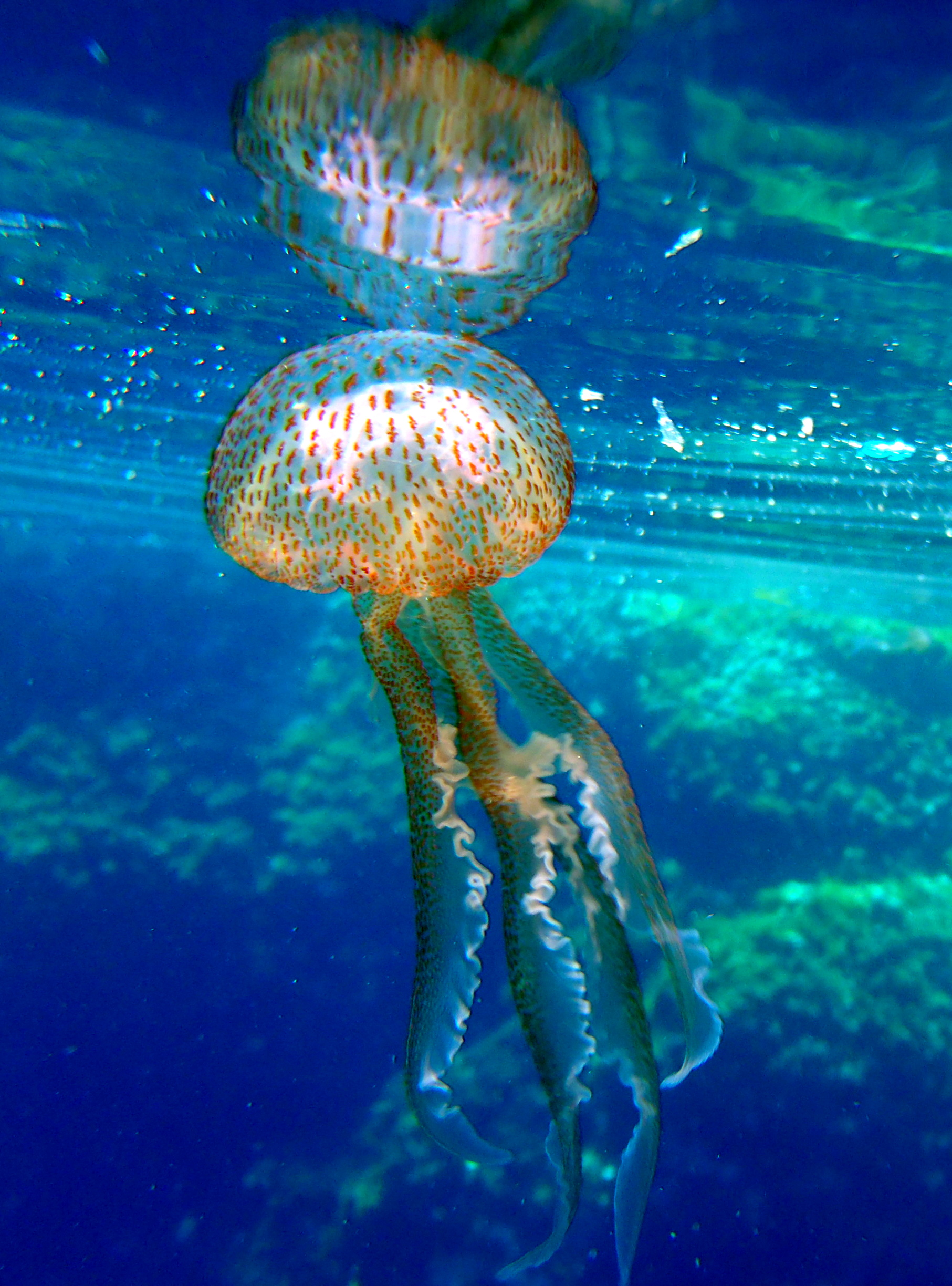
Pelagia noctiluca, in situ en Italie.

Les méduses de Méditerranée constituent un assemblage unique d'espèces de cnidaires pélagiques présentes dans le bassin quasi-fermé de la mer Méditerranée. En Méditerranée, les méduses au sens strict (classe des Scyphozoa) sont représentés par environ vingt espèces, auxquelles s'ajoutent des cuboméduses, hydroméduses et éventuellement des siphonophores (qui ne sont pas organisés morphologiquement dans une forme méduse), ainsi qu'un certain nombre d'autres animaux gélatineux qui ne leur sont pas apparentés.
L'espèce urticante Pelagia noctiluca est l'une des méduses les plus abondantes dans cette mer (avec celles du genre Aurelia, inoffensives), et sans doute la plus célèbre pour les pullulations auxquelles elle est sujette, et les nombreux désagréments que cela peut entraîner pour les usagers de la mer. Toutefois, la plupart des autres méduses scyphozoaires sont inoffensives, mais partagent la mauvaise réputation de leur congénère. Toutes participent activement à l'équilibre biologique de la Méditerranée, et constituent un maillon essentiel de la chaîne alimentaire. 

## Situation géographique

Image satellite du bassin méditerranéen.

La mer Méditerranée est une mer quasi-fermée, séparée en quatre bassins principaux : le bassin occidental, la mer Adriatique, la Méditerranée centrale et le bassin oriental ou levantin — chacun étant à son tour subdivisé en mers secondaires. La Méditerranée est connue comme étant une mer très oligotrophe, c'est-à-dire pauvre en nutriments (et encore plus le bassin oriental) : seuls deux fleuves majeurs s'y jettent (le Rhône et le Nil), et son faible courant limite la circulation des nutriments, et en particulier des nitrates et des phosphates. En conséquence, la quantité de phytoplancton y est assez faible, et l'écosystème pélagique moins dense que dans d'autres régions océaniques. Cela explique des disparités parfois importantes dans les populations de méduses.
Bordée par 23 pays méditerranéens où réside une population côtière de 150 millions d'habitants, la Méditerranée est la première destination touristique mondiale et l'une des principales voies de navigation commerciale de la planète, qui voit défiler un quart du trafic commercial et un tiers du trafic pétrolier mondiaux. En conséquence, les pollutions et nuisances y sont très importantes, et le transport maritime accentue les risques d'invasions biologiques.

## Généralités sur les«méduses»

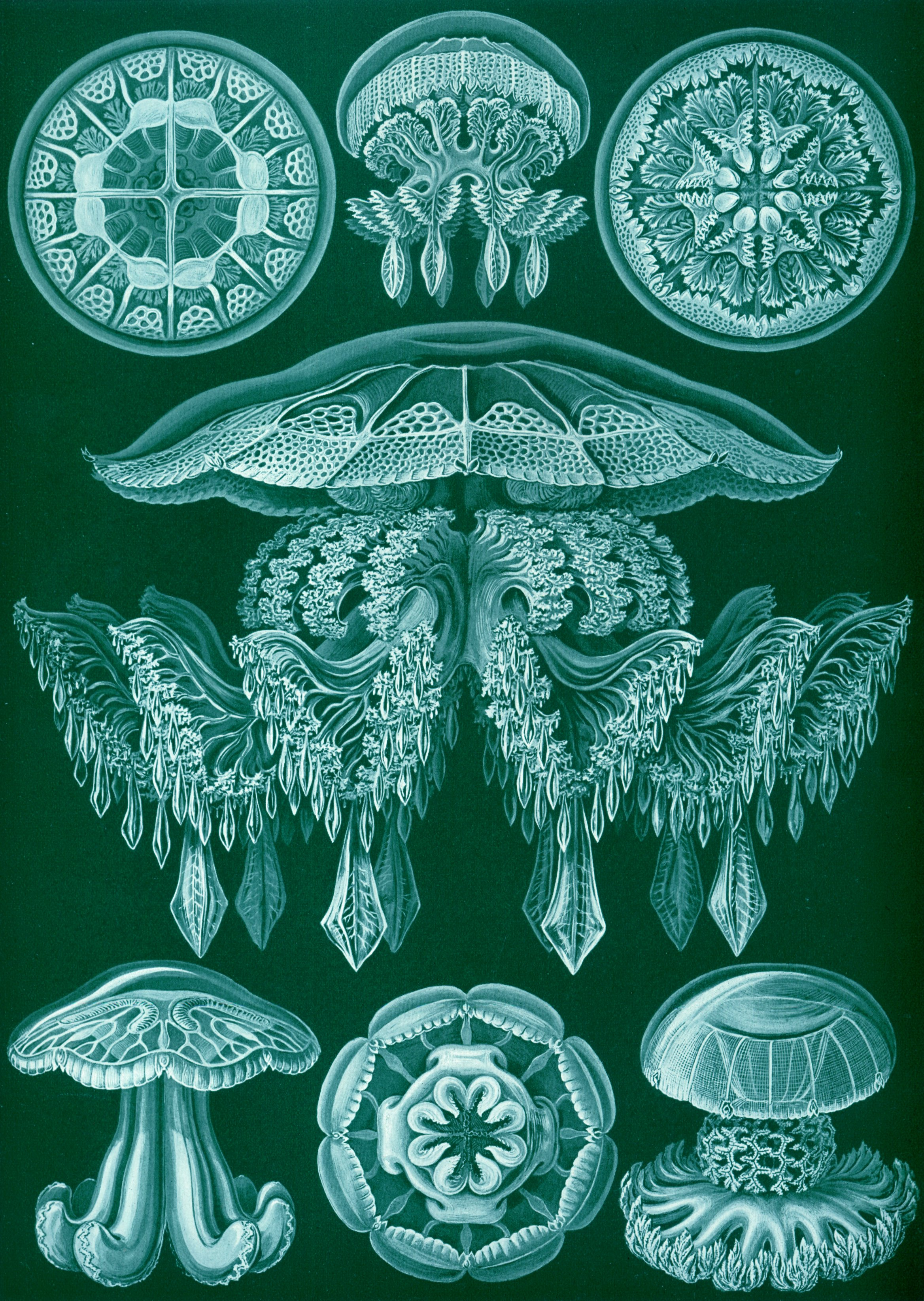
Illustrations représentant des Discomedusae, issues des Formes artistiques de la nature d'Ernst Haeckel (1904).

Le terme « méduse » est un nom vernaculaire désignant les formes nageuses de nombreux groupes de cnidaires et qui s'opposent donc aux formes « polypes », sessiles (attachées au fond), telles que les coraux et anémones. Quasiment tous les cnidaires passent à un moment de leur vie par un stade polype et un stade méduse, même si ce dernier n'est parfois que court et uniquement larvaire. Les méduses peuvent donc être définies au sens large comme les cnidaires chez lesquels le stade méduse domine (ou constitue le stade final, reproducteur). Leur mode de vie les range dans la catégorie du zooplancton (animaux vivant en suspension et incapables de nager contre le courant), même si certaines peuvent être énormes. Ce sont des animaux gélatineux, organisé selon un plan rayonnant, dépourvus d'organes durs et généralement translucides. Ils s'organisent généralement en une ombrelle (qui contient la plupart des organes, généralement dupliqués selon le plan d'organisation rayonnant, donc le plus souvent en 4 ou 8), d'où descendent des filaments (qui contiennent les cellules chasseresses, les nématocystes) et parfois des bras (essentiellement chez les scyphozoaires). Ils sont dépourvus de squelette, de cerveau et de branchies mais, en réalité, leur structure peut être plus complexe qu'elle n'en a l'air, et certaines espèces peuvent même posséder des structures sensorielles très élaborées comme des ocelles (yeux rudimentaires), rassemblées au sein de rhopalies.
Les Scyphozoaires sont les « vraies méduses », avec un stade polype fixé très réduit et parfois absent, qui vivent dans les eaux salées, en haute mer ou dans les régions néritiques. Les Staurozoaires, les Cubozoaires et les Hydrozoaires, caractérisés par l'alternance successive de formes polypes (asexués) et de formes méduses (sexuées), sont également des espèces essentiellement marines à l'exception de l'ordre des Hydroida qui vit en eau douce.
Il existe environ 1 500 espèces de méduses répertoriées au début du XXIe siècle, dont seulement une minorité (182) sont des méduses « vraies » (scyphozoaires), la majorité des cnidaires pélagiques étant des hydroméduses, plus petites et de formes moins régulières. La base de données TaxRef ne recense que 24 espèces de méduses scyphozoaires pour toute la France métropolitaine (Atlantique inclus), et le site DORIS en compte 10 de relativement communes et observables sur la Méditerranée française seule, auxquelles il ajoute une cuboméduse et 22 hydrozoaires pélagiques. En général, on compte environ 18 espèces de scyphoméduses, 15 hydroméduses et 1 cuboméduse (ainsi que 7 siphonophores, qui ne sont pas morphologiquement des méduses). 
Un grand nombre d'autres animaux ont adopté une morphologie et un mode de vie similaires, comme les cténophores, sans faire partie des cnidaires pour autant, et ne devraient donc pas être appelés « méduses », même si la désignation anglaise de « jellyfish » les englobe tous.

## Liste des espèces

### Méduses au sens strict: Scyphoméduses (Scyphozoa)
Les Scyphoméduses (ou Acalèphes) sont les méduses « vraies », plus évoluées que les autres groupes. L'ombrelle est le plus souvent hémisphérique et sa musculature est bien développée (muscle coronal situé sous l’ombrelle). Les acalèphes sont généralement de grande taille et pélagiques. Elles appartiennent soit au plancton côtier, soit au plancton de haute mer. Les Acalèphes ont été répartis en trois ordres. 

#### Séméostomes

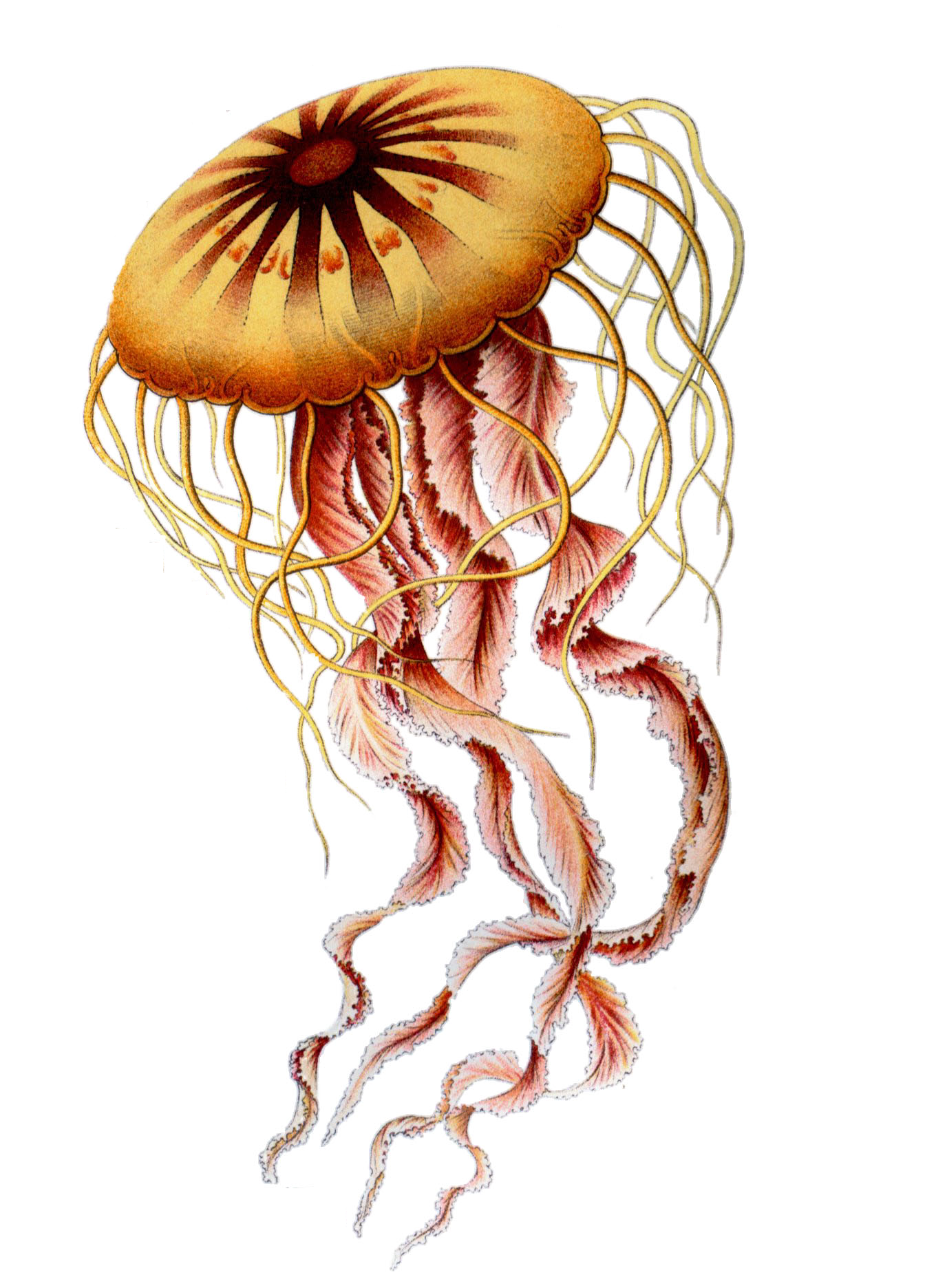
Dessin de Chrysaora hysoscella par Ernst Haeckel.

Les Séméostomes sont des méduses possédant des filaments urticants (mais pas toujours capables de percer un épiderme humain). Aurelia aurita est une méduse séméostome de grande taille bien connue en Europe, et relativement inoffensive. Pelagia noctiluca est une méduse séméostome très urticante de couleur rose (parfois appelée « méduse violette »), régulièrement sujette à de vastes invasions en Méditerranée.
- Drymonema dalmatinum
- Chrysaora hysoscella -- Méduse rayonnée
- Mawia benovici (anciennement Pelagia benovici)
- Pelagia noctiluca -- Pélagie ou méduse violette
- Aurelia aurita -- Aurélie
- Aurelia coerulea -- Aurélie de Méditerranée
- Aurelia solida
- Discomedusa lobata -- Discoméduse

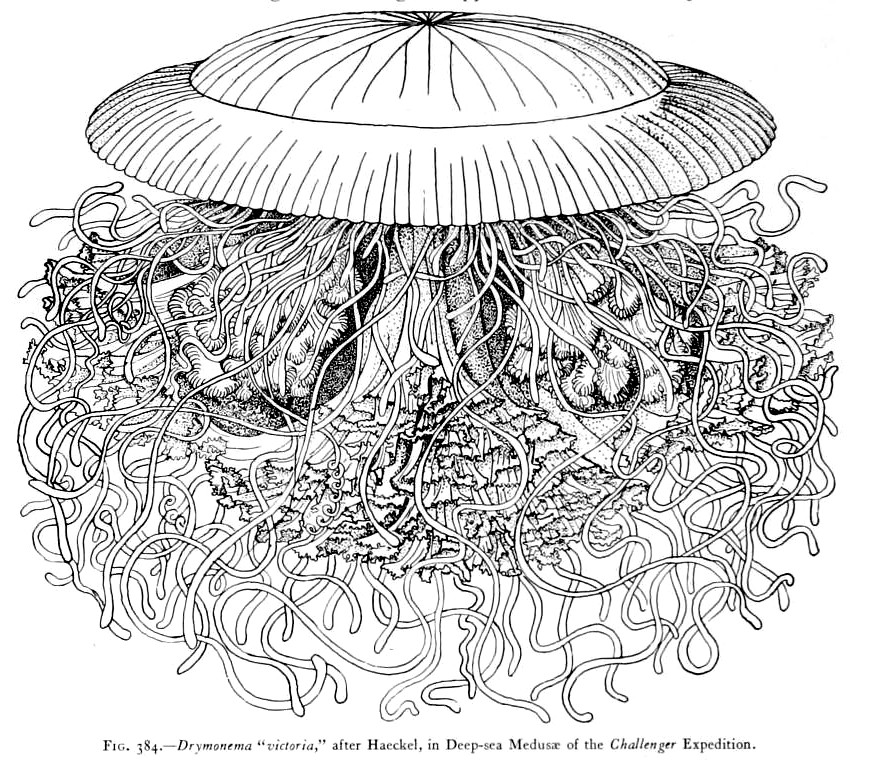
Dessin de Drymonema dalmatinum
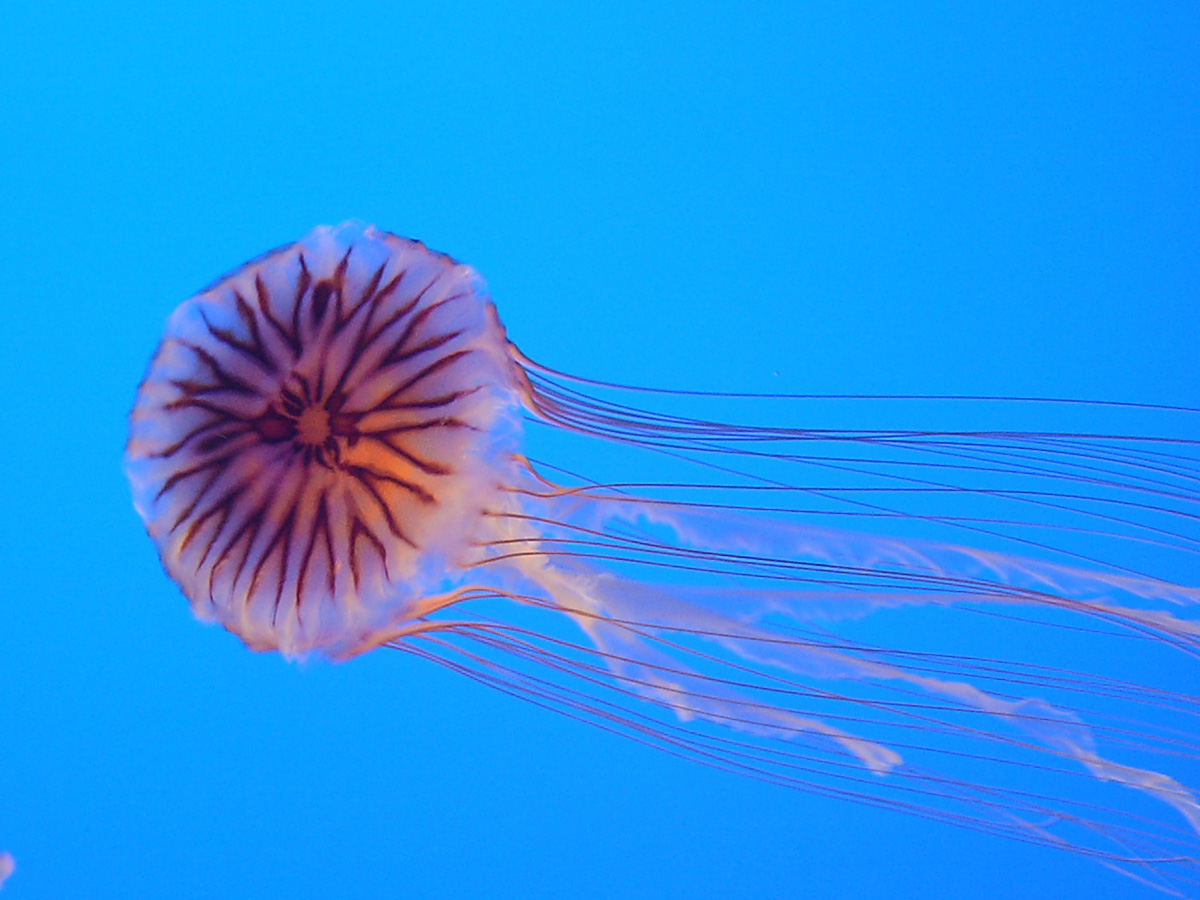
Chrysaora hysoscella
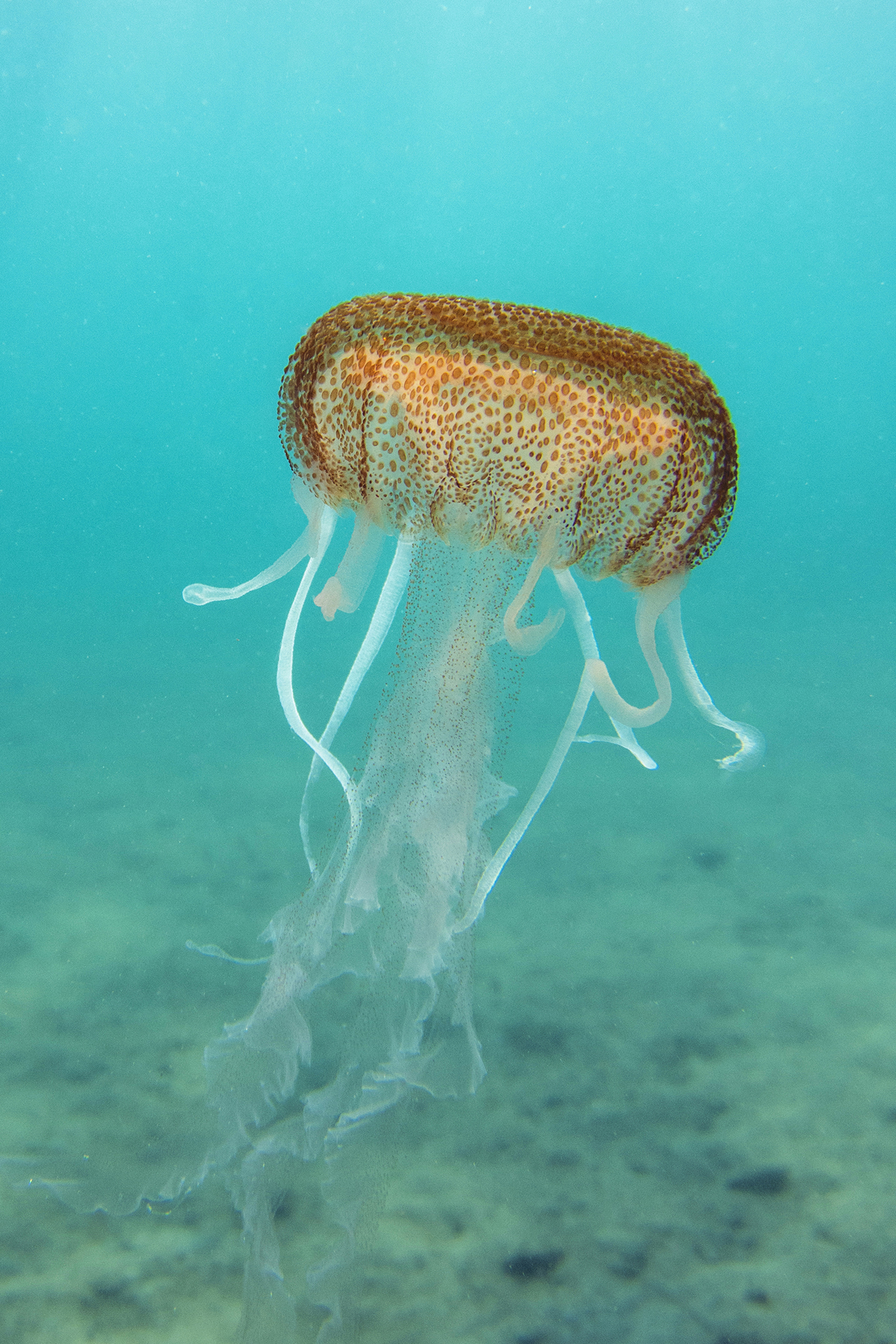
Mawia benovici
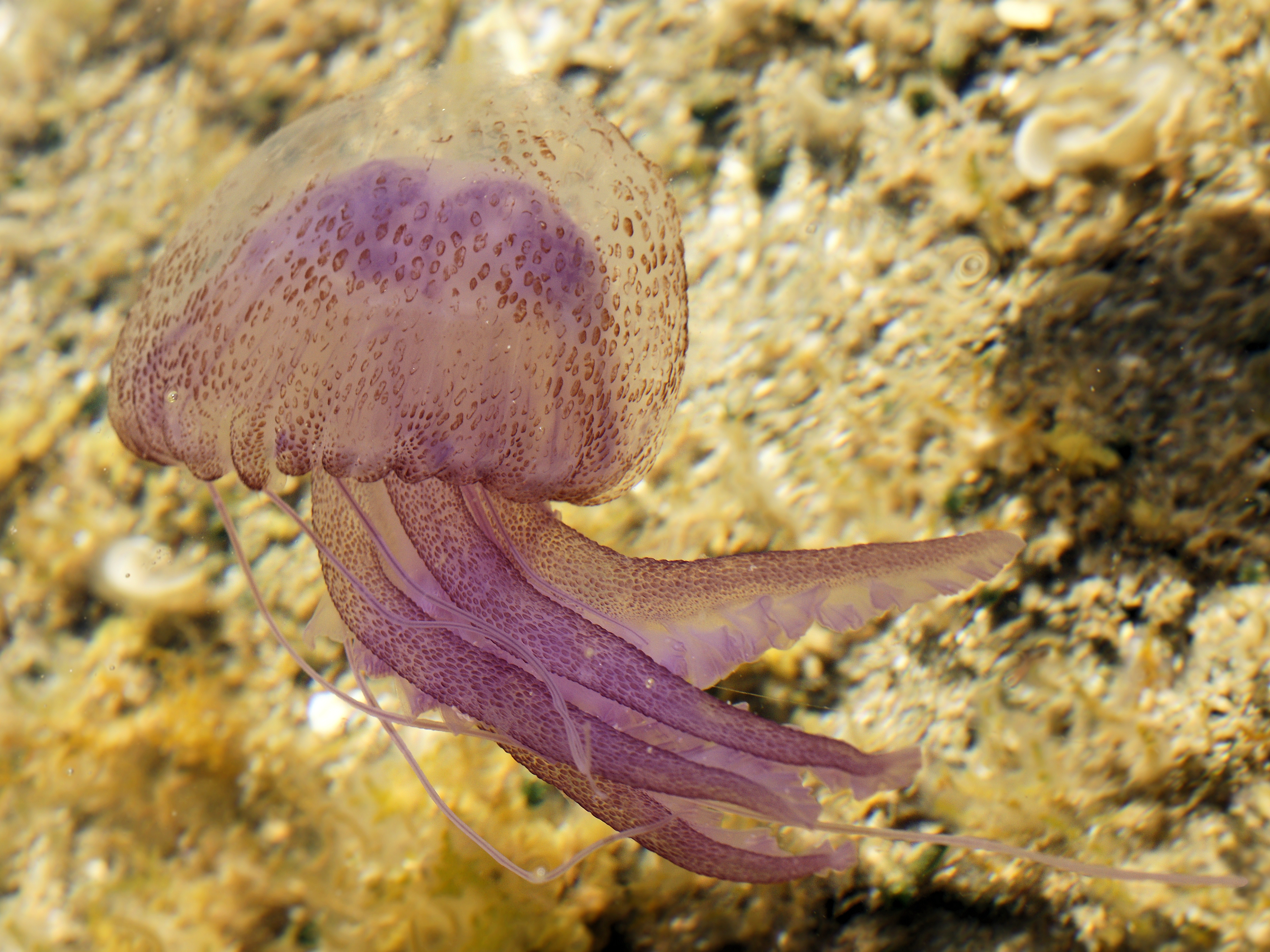
Pelagia noctiluca
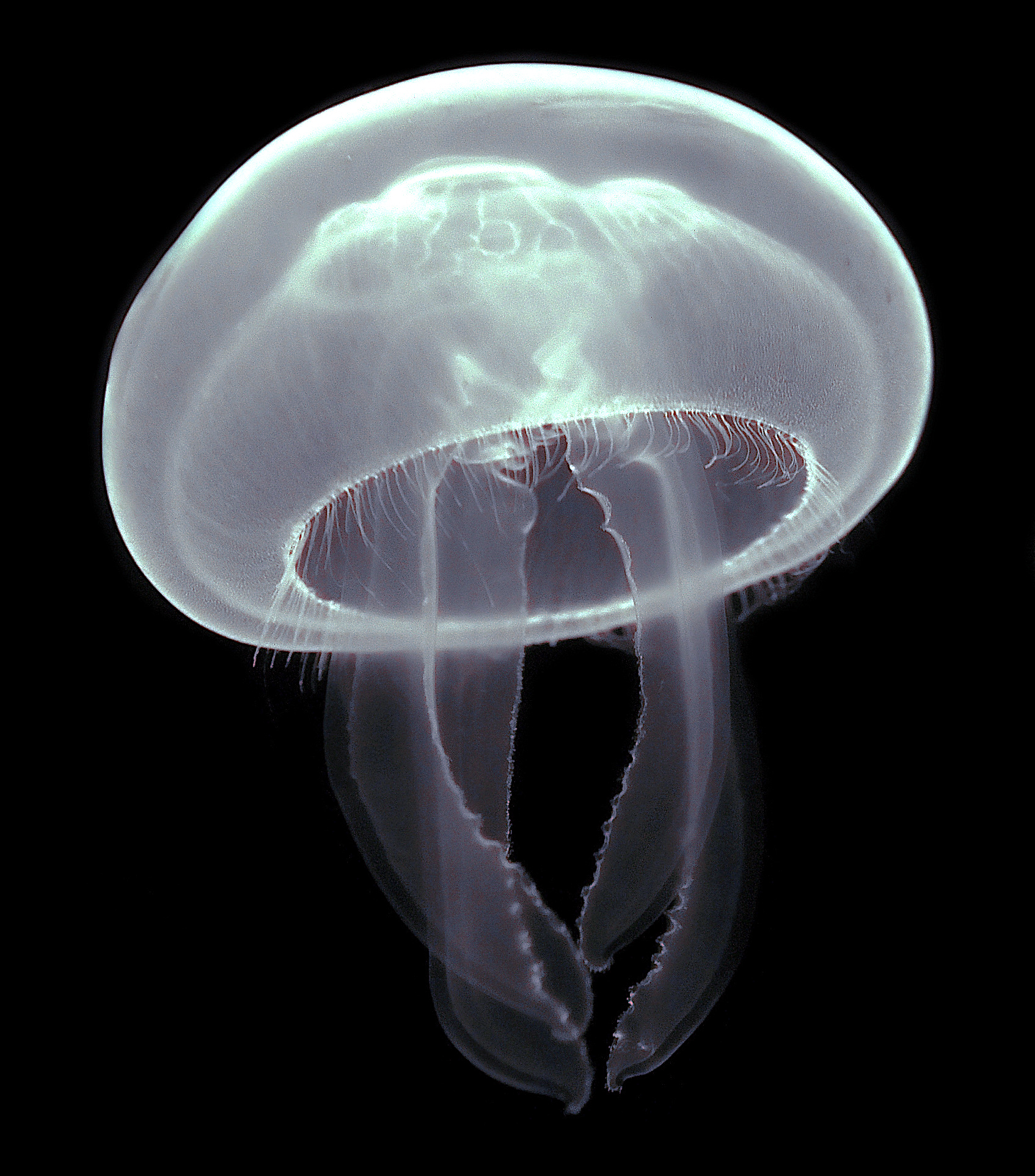
Aurelia aurita
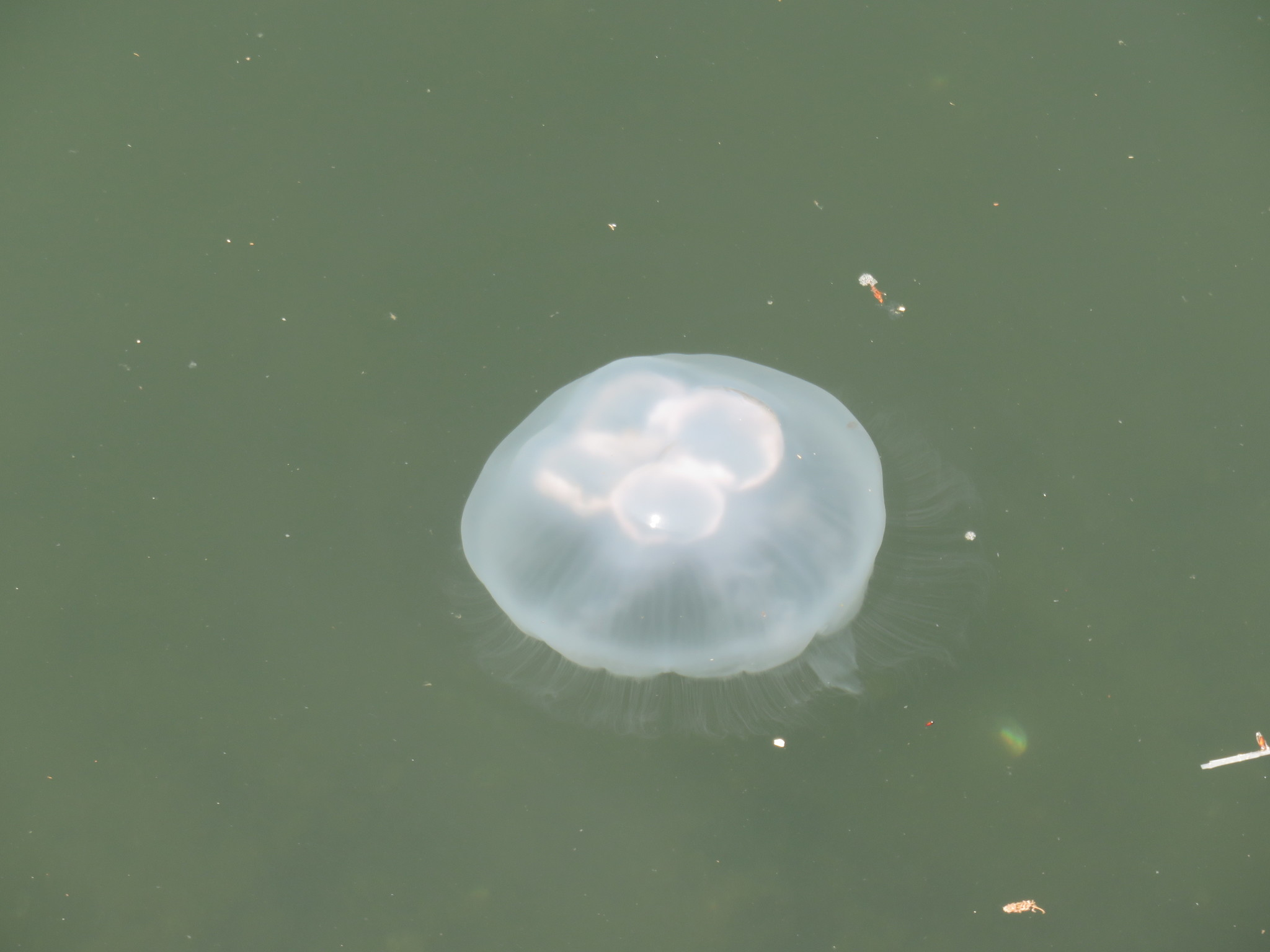
Aurelia coerulea
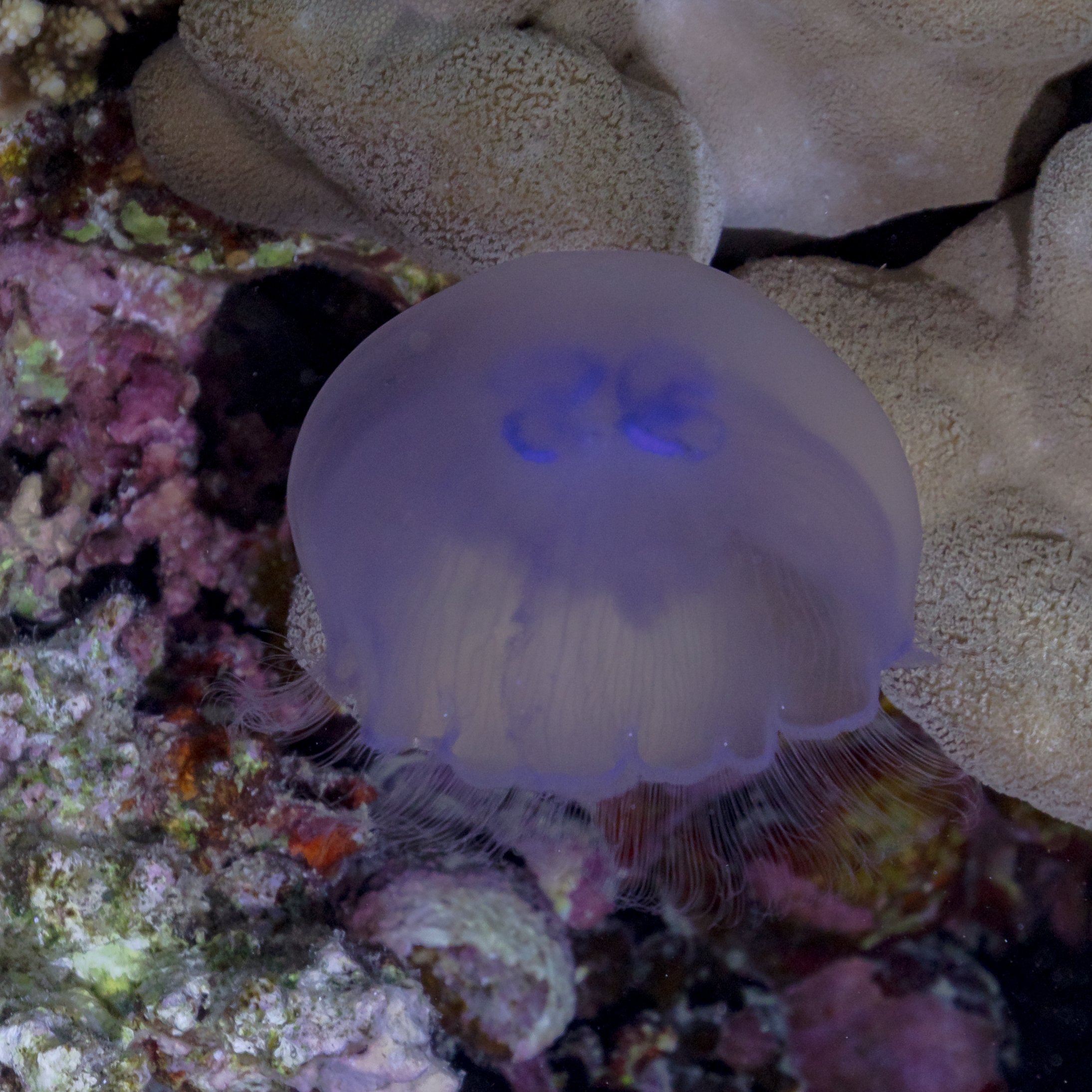
Aurelia solida

#### Rhizostomes

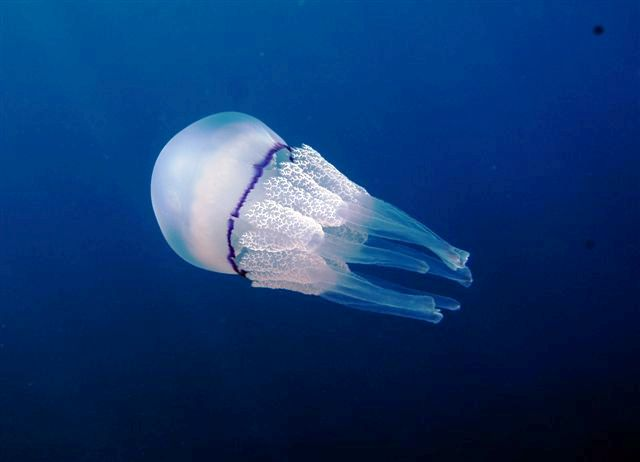
Rhizostoma pulmo est une grosse espèce assez commune en Méditerranée.

Les Rhizostomes sont les méduses les plus évoluées. Elles se nourrissent de petits animaux planctoniques, et complètent leur alimentation grâce à une association avec des algues symbiotiques : les zooxanthelles. Les Rhizostomes abondent surtout dans les mers chaudes, mais elles se plaisent relativement bien en Méditerranée, à tel point que plusieurs espèces tropicales importées par mégarde semblent s'y acclimater. La plupart sont inoffensives ou faiblement urticantes pour les humains, et leurs filaments sont souvent atrophiés. 
- Cassiopea andromeda (méduse « inversée »)
- Catostylus tagi
- Cotylorhiza tuberculata -- Méduse œuf au plat
- Marivagia stellata
- Phyllorhiza punctata (introduite)
- Rhizostoma luteum -- Rhizostome jaune
- Rhizostoma pulmo -- Rhizostome
- Rhopilema nomadica -- Méduse nomade

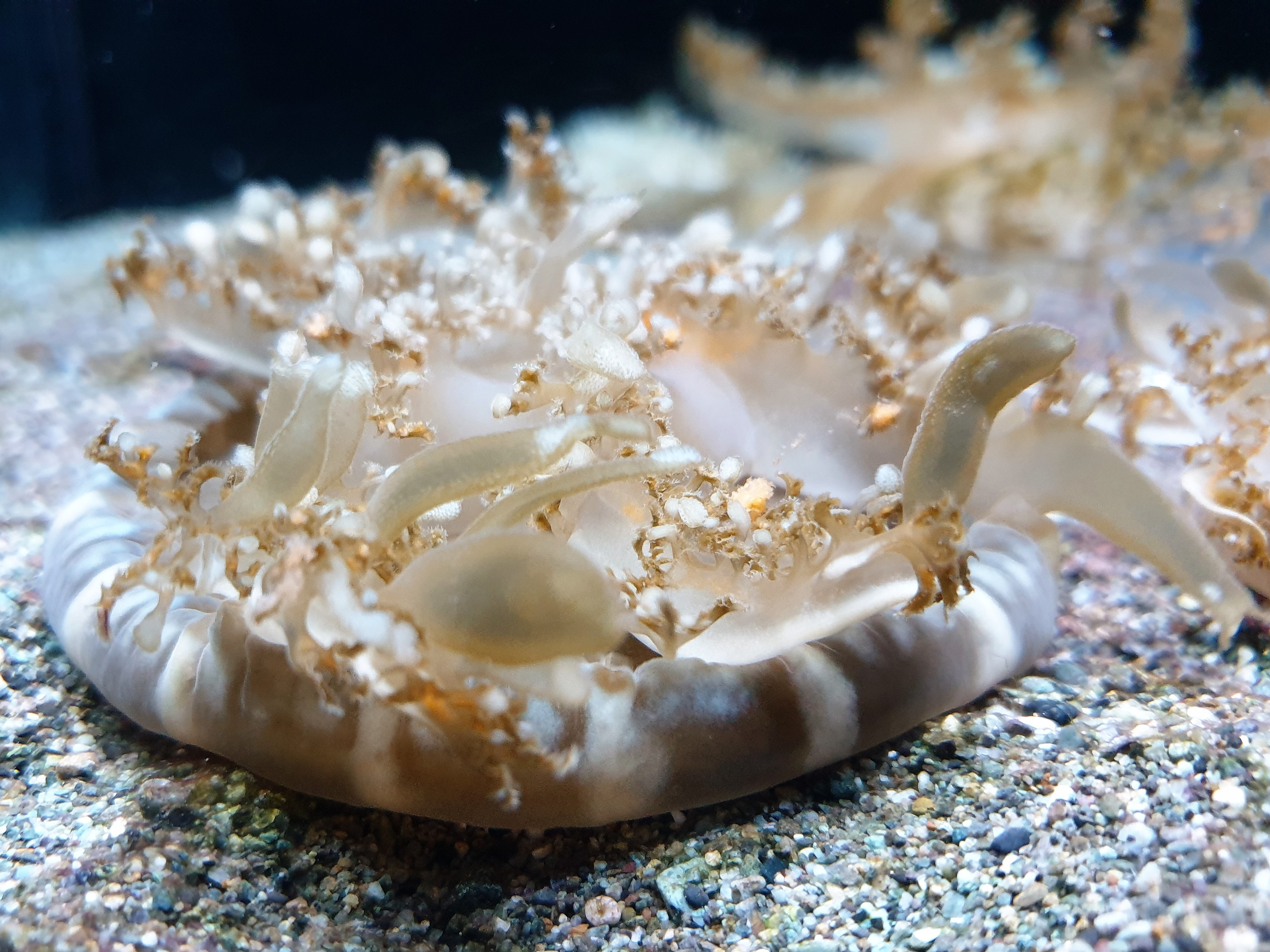
Cassiopea andromeda
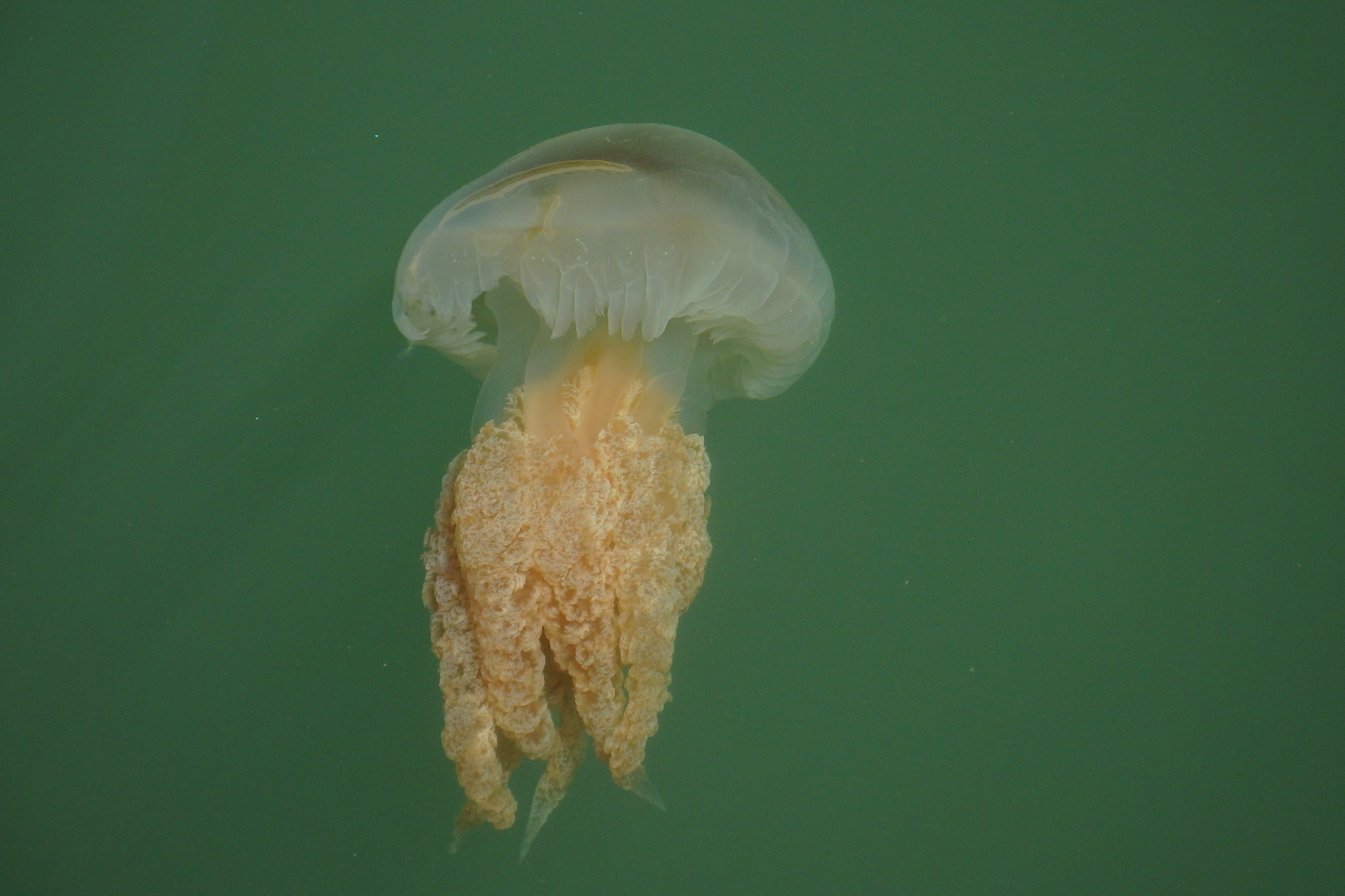
Catostylus tagi
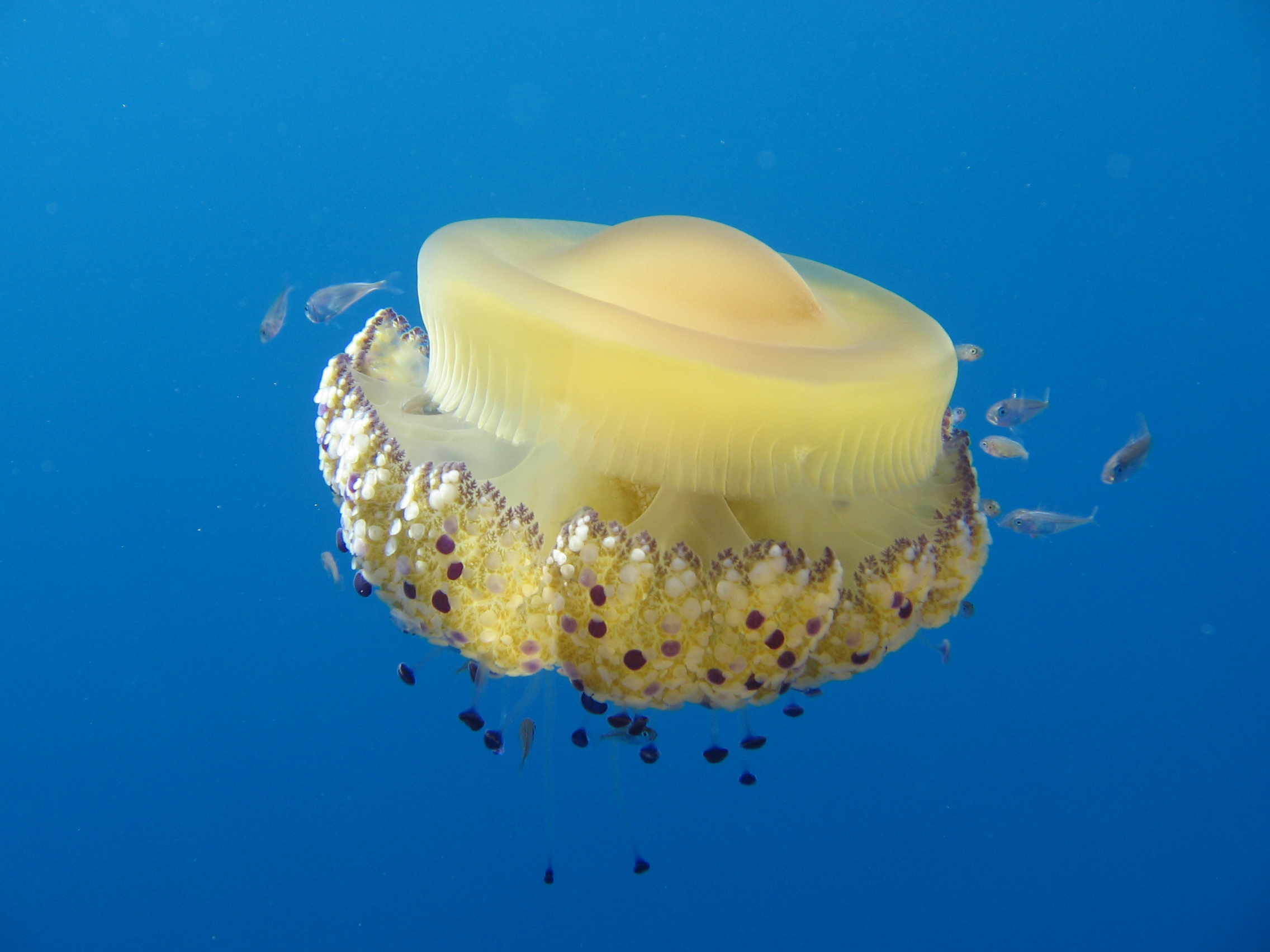
Cotylorhiza tuberculata
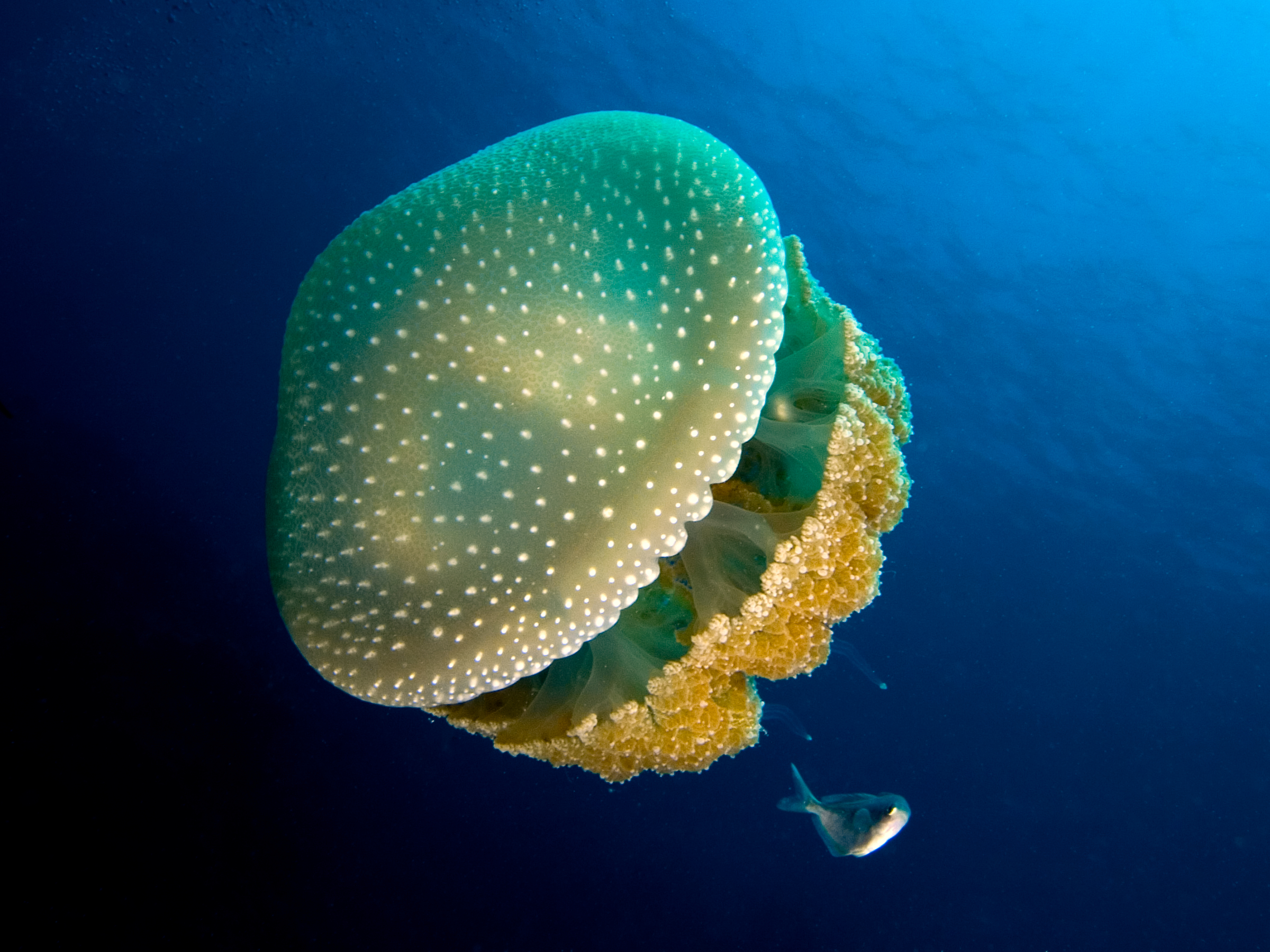
Phyllorhiza punctata
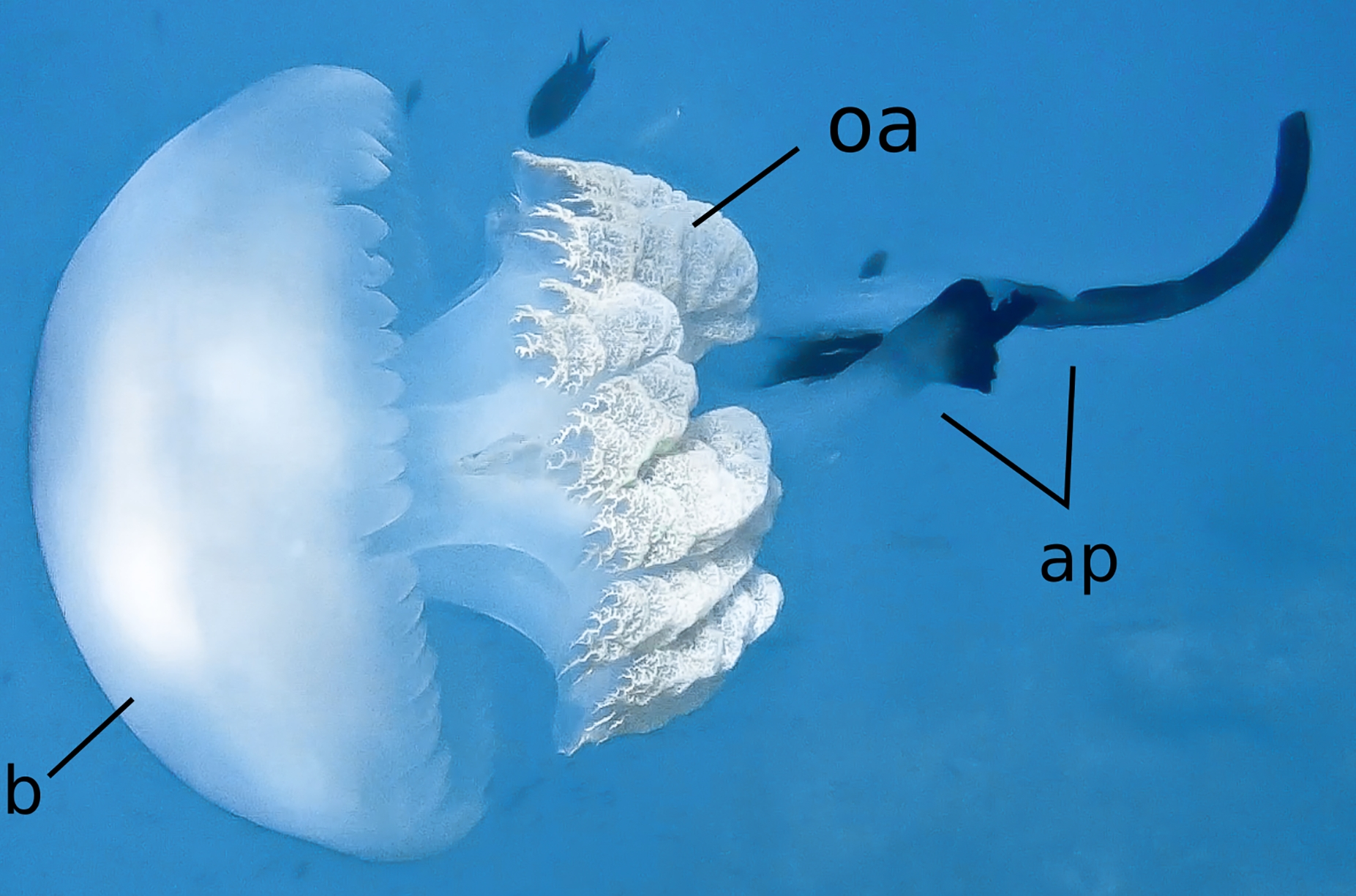
Rhizostoma luteum
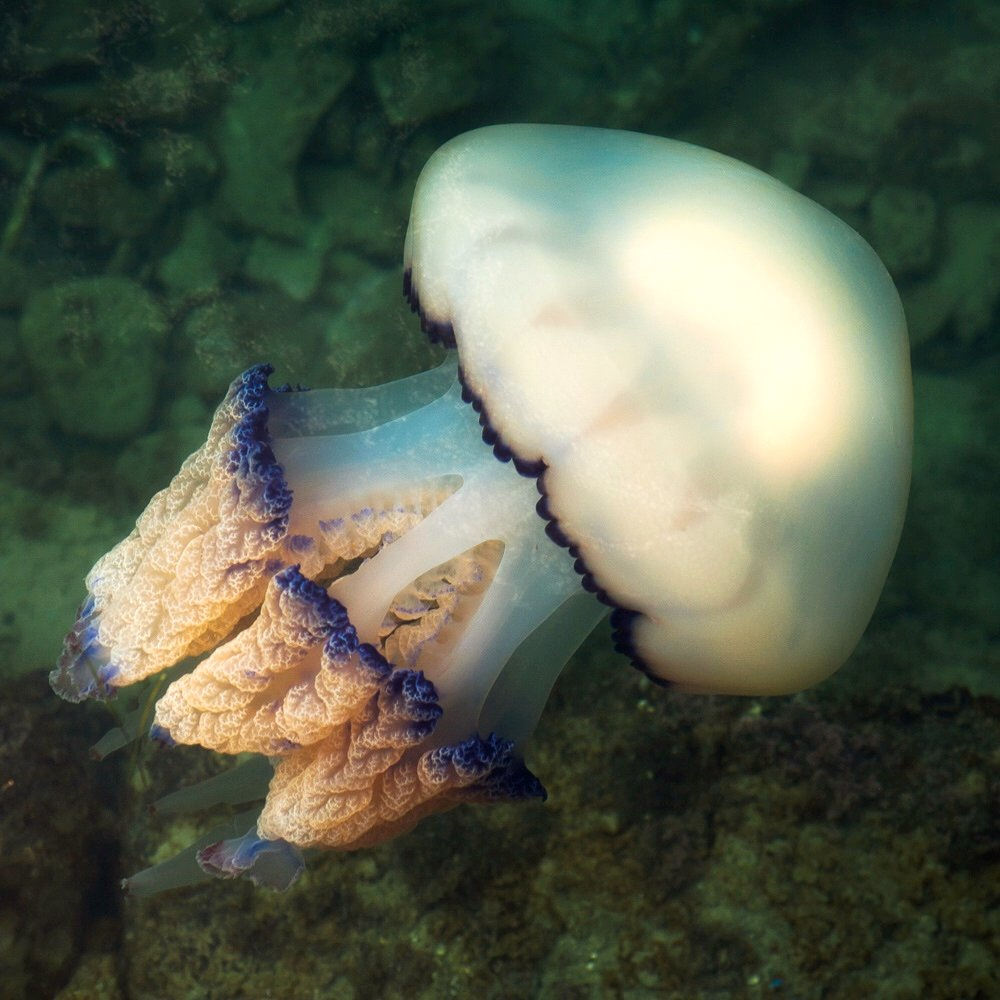
Rhizostoma pulmo
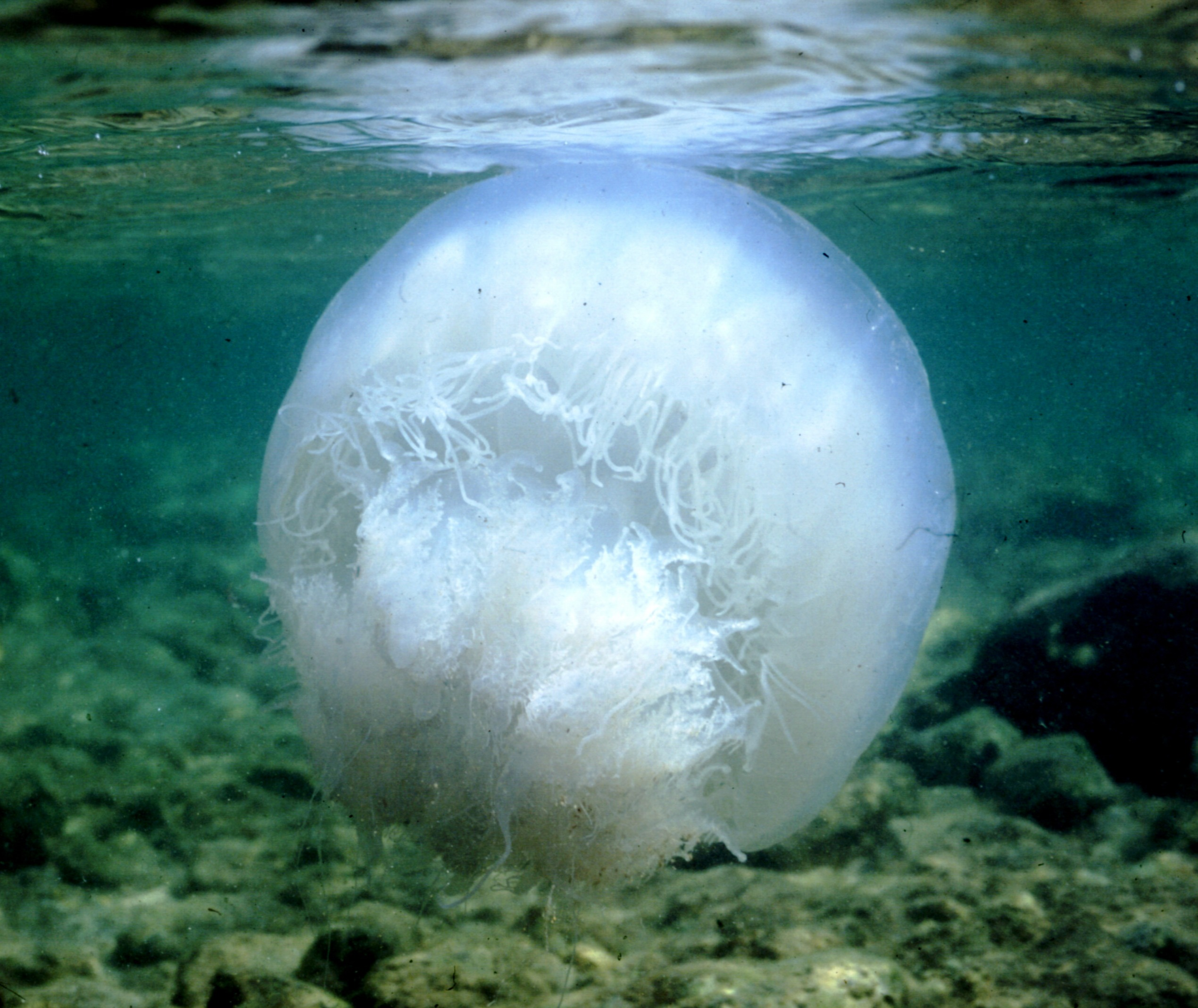
Rhopilema nomadica

#### Coronates

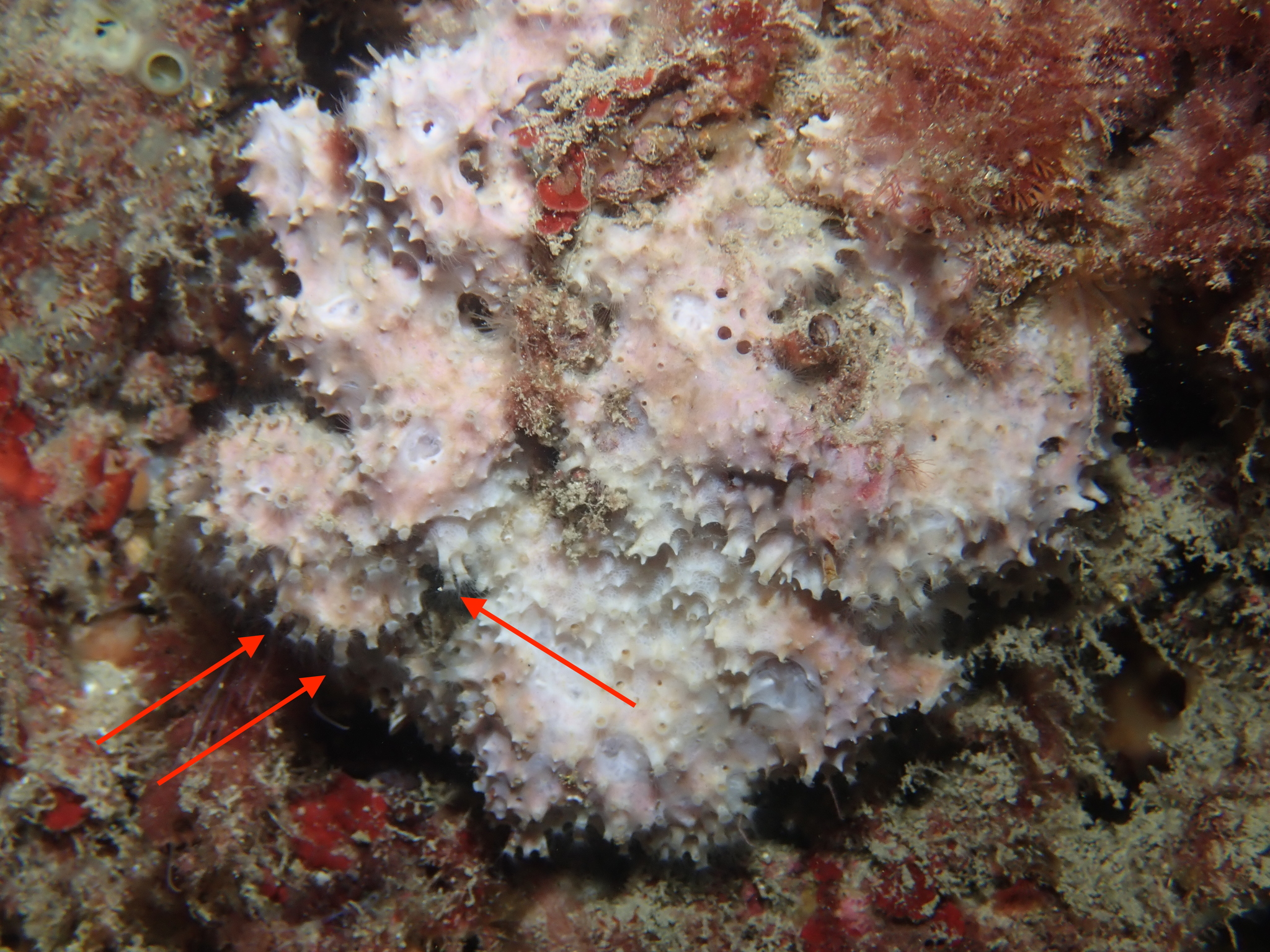
L'espèce Nausithoe punctata se rencontre surtout à son stade fixé, comme ici près de Marseille, associée à une éponge.

Les Coronates sont des méduses dont le bord de l'ombrelle est découpé en lobes, au fond desquels sont insérés les tentacules. Les Coronates sont de petites espèces, vivant essentiellement en haute mer (et parfois très profond), le plus souvent dans les régions tropicales.
- Nausithoe punctata -- Nausithoé

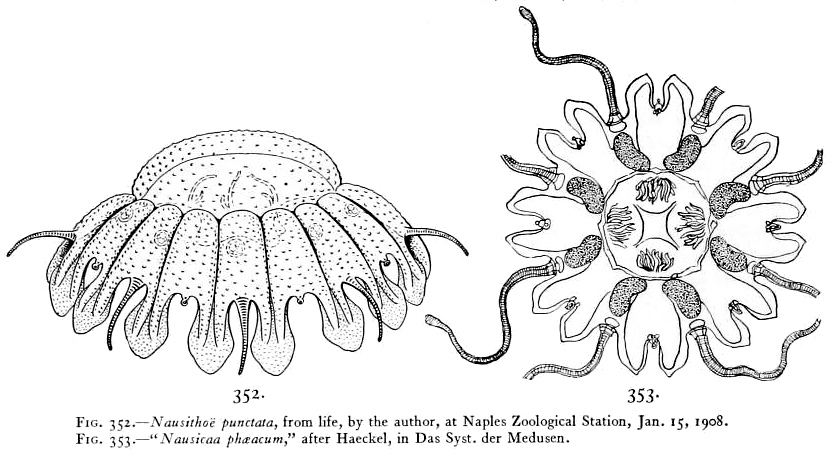
Dessin de Nausithoe punctata

### Hydroméduses (Hydrozoa)
La classe des Hydroméduses regroupe les formes méduses autonomes de différentes espèces d'hydrozoaires (elles possèdent par ailleurs toutes un stade benthique, plus ou moins long). Ces méduses ont l'organisation la plus simple du groupe, et on en compte cinq ordres principaux. Quasiment tous les hydrozoaires ont un stade pélagique durant leur cycle de vie, mais seuls certains adoptent alors une morphologie « méduse ». Les Porpitidae ont des formes discoïdes et flottantes, et les siphonophores ont des formes complexes généralement sans organe en forme d'ombrelle. 

#### Trachyméduses
Les Trachyméduses sont des méduses de petite taille, mesurant quelques centimètres de diamètre. Elles sont hémisphériques ou aplaties. Le nombre de leurs filaments varie de 8 à 32. Les trachyméduses habitent généralement en haute mer et ne sont présentes dans les zones côtières que pendant les saisons froides, amenées par les courants. L'espèce Geryonia proboscidalis est cosmopolite et peut être rencontrée en Méditerranée (elle se reconnaît à sa symétrie d'ordre 6, rare chez les méduses).
- Geryonia proboscidalis -- Geryonia à trompe

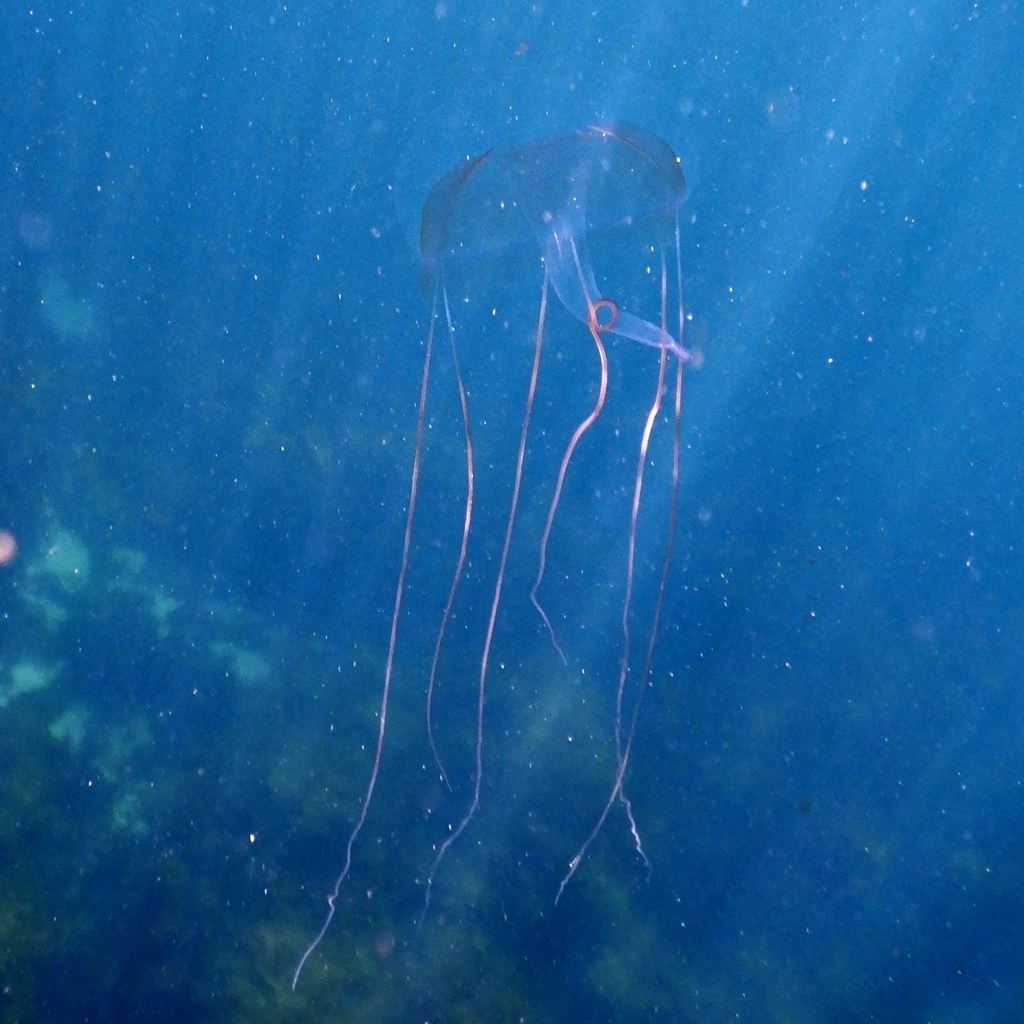
Geryonia proboscidalis

#### Narcoméduses

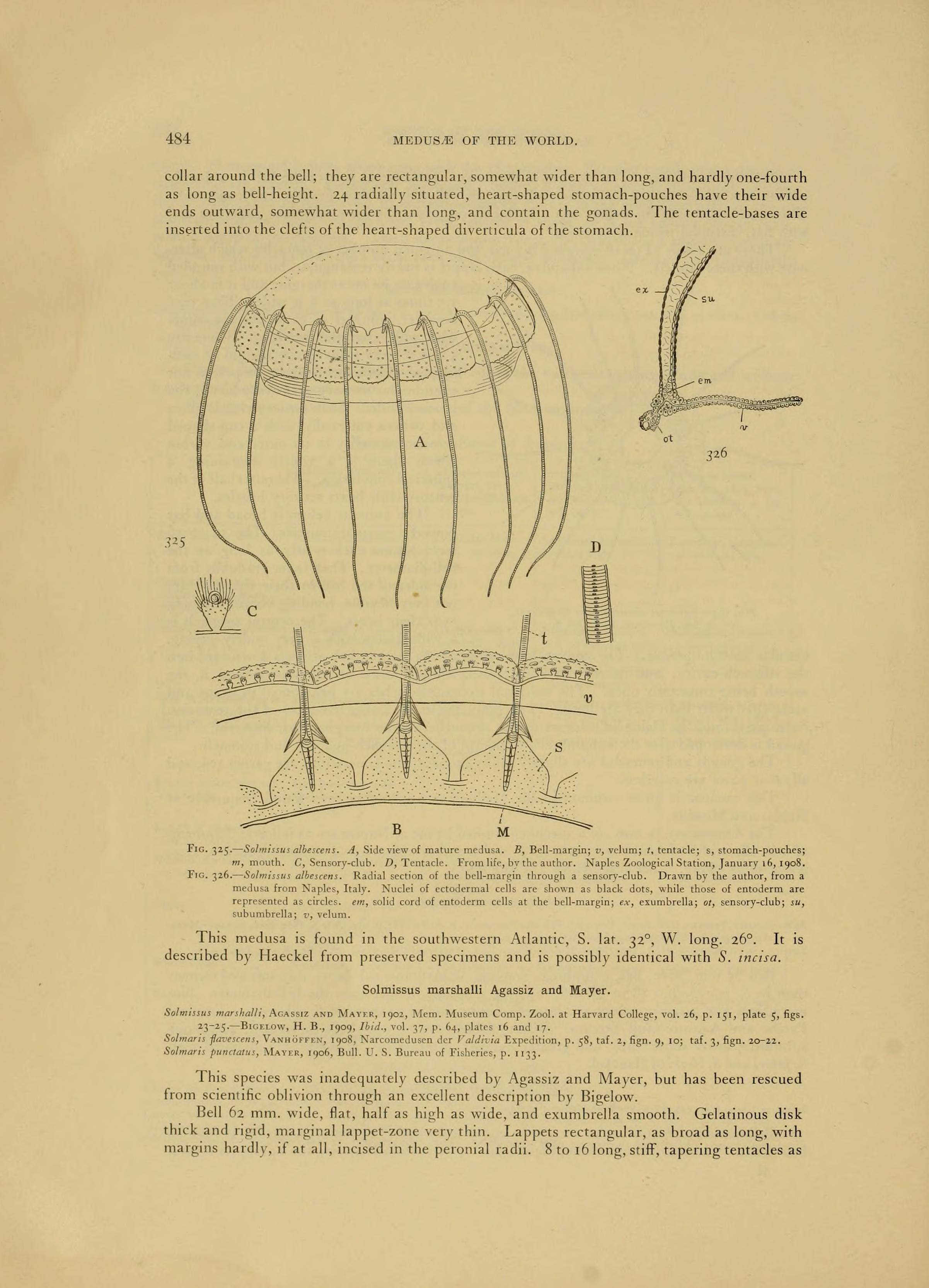
Dessin de Solmissus albescens, espèce abyssale parfois visible en surface.

Les Narcoméduses disposent d'une organisation plus complexe. Leur ombrelle est le plus souvent aplatie, lenticulaire ou discoïdale. Les narcoméduses sont peu nombreuses, mais abondantes en Méditerranée en grande profondeur ; elles sont plus rares dans les mers tropicales et à peine représentées dans les mers froides. Leur taille varie en général de 3 à 30 mm de diamètre. Elles sont amenées près des rivages par les courants pendant la saison froide.
- Solmissus albescens -- Solmissus

#### Limnoméduses

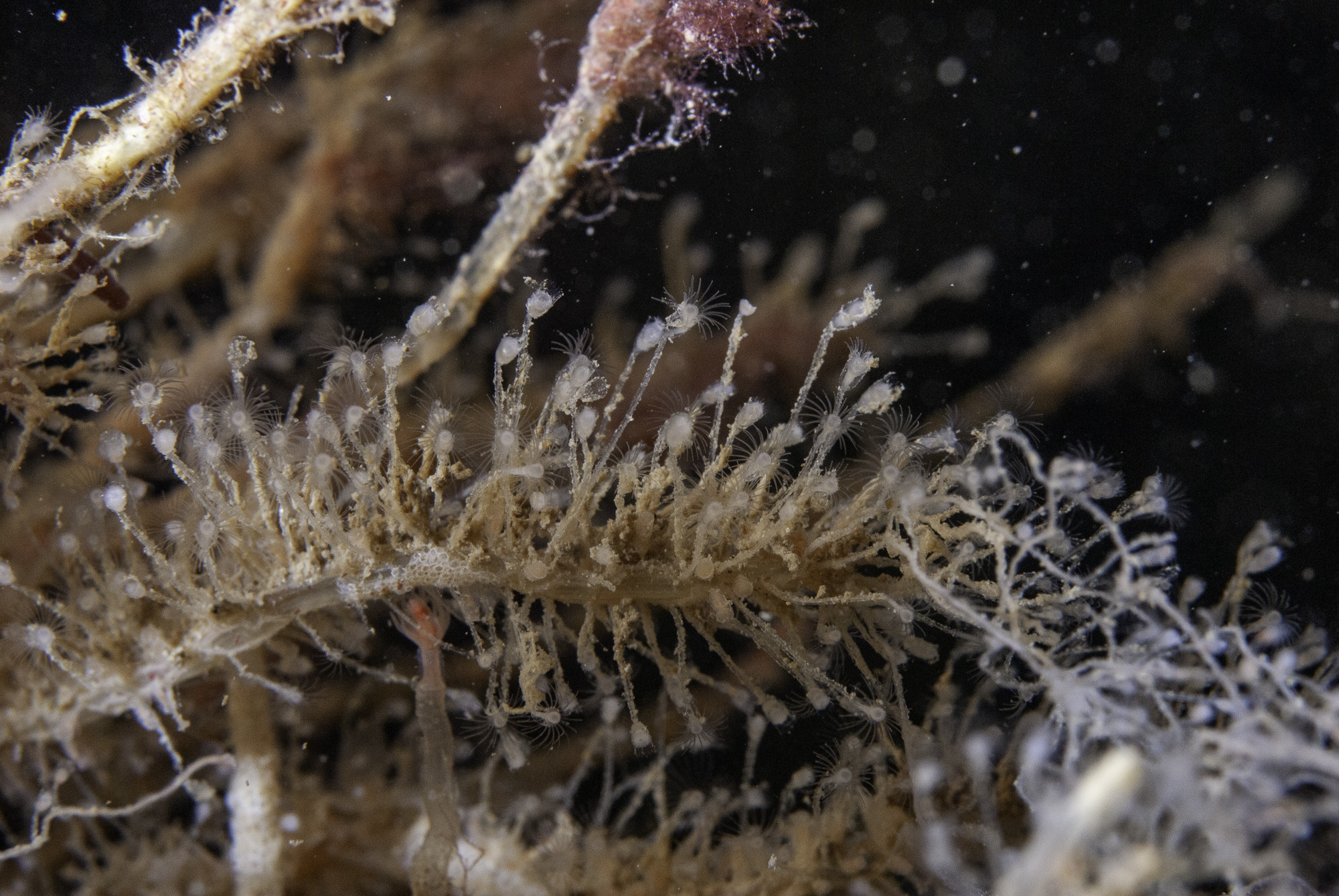
Stade polype de Clytia hemisphaerica.

Les Limnoméduses sont de petits hydroïdes en forme de méduses simples, principalement solitaires et rarement coloniales et sessiles. Elles peuvent avoir des tentacules ou non, n'ont pas de thèque mais un périderme muqueux. Quelques espèces peuvent être trouvées en eaux douces. 
- Clytia sp. (nombreuses espèces minuscules très difficiles à distinguer)
- Gonionemus vertens -- Méduse adhésive
- Olindias muelleri (synonyme de Olindias phosphorica)

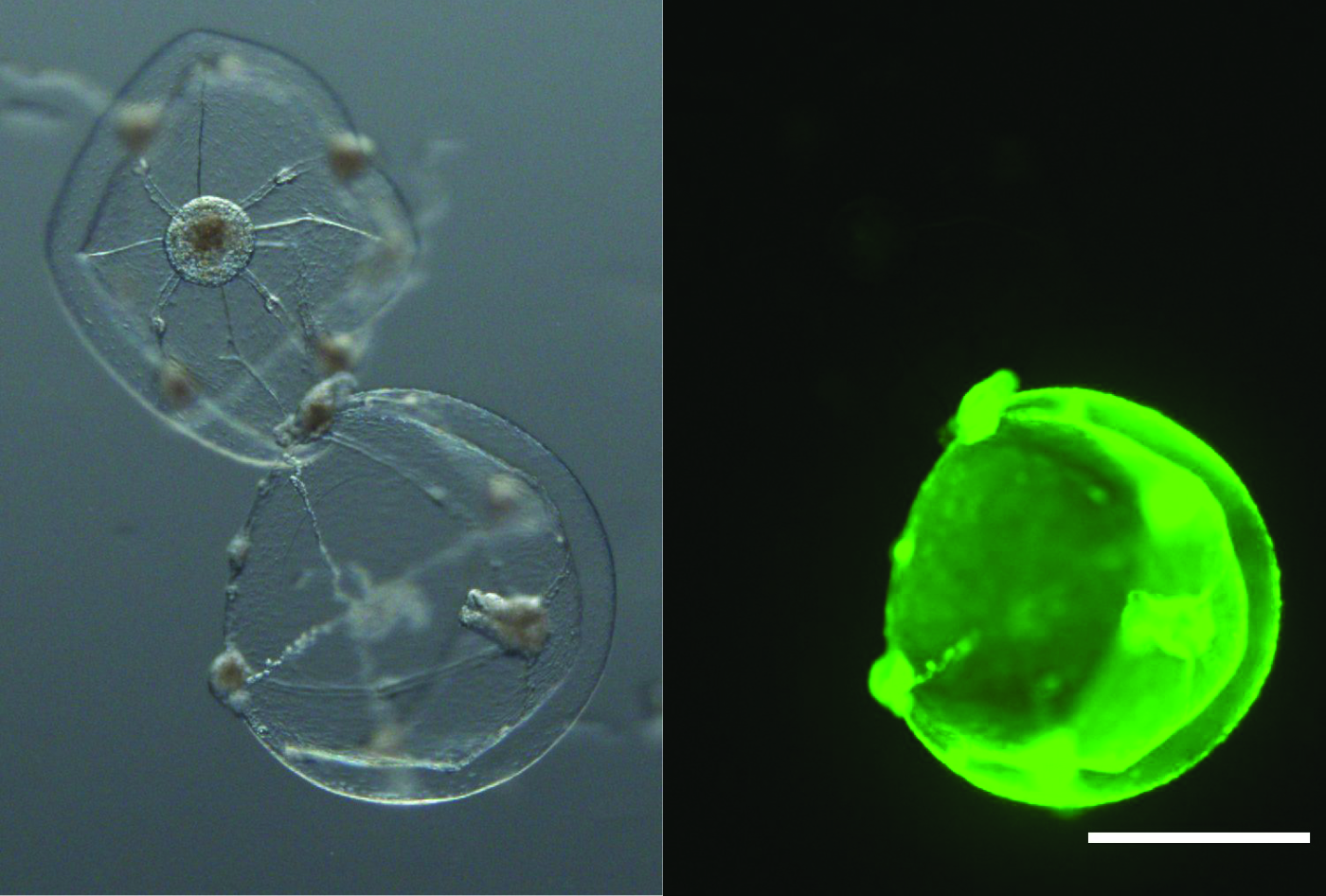
Observation au microscope de Clytia hemisphaerica
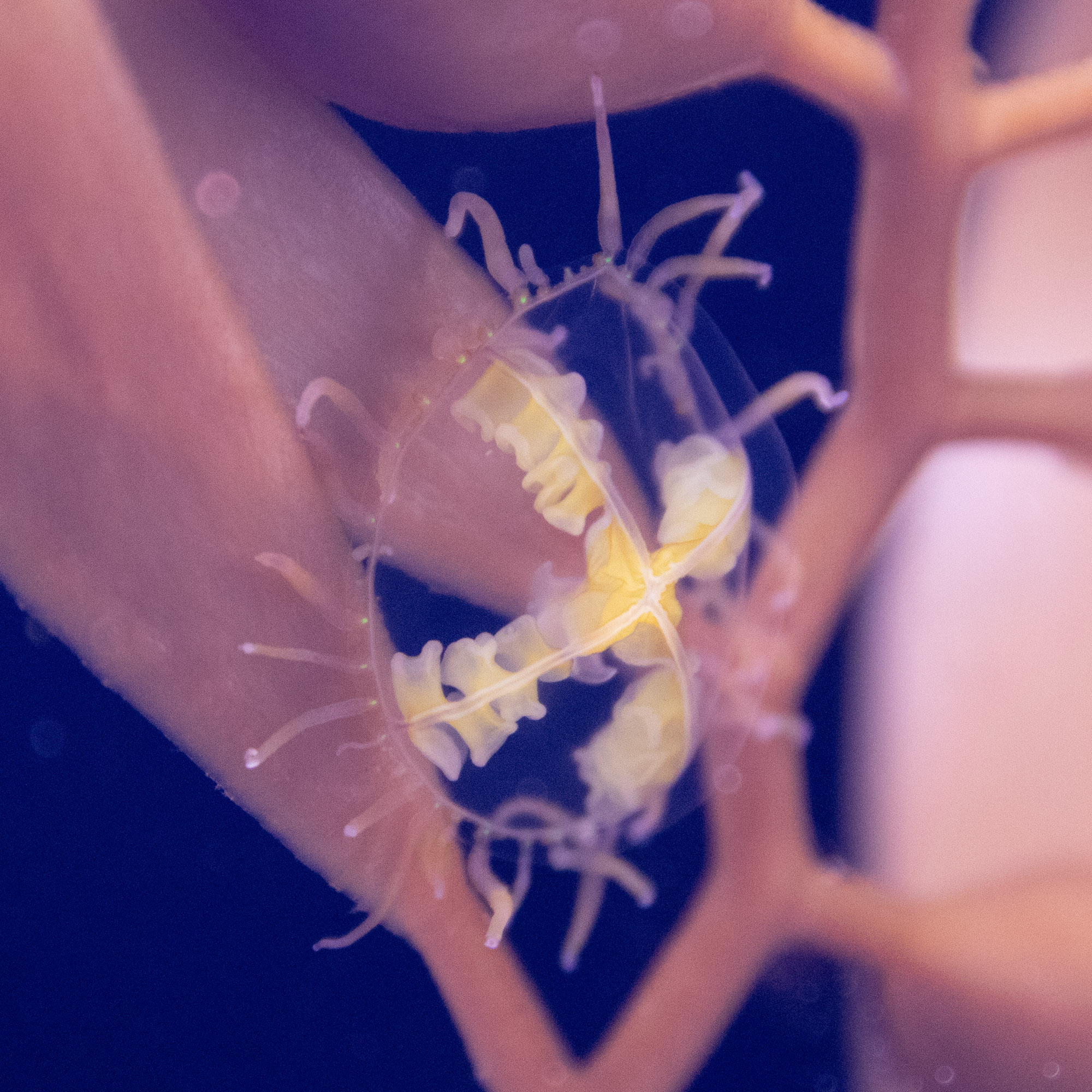
Gonionemus vertens
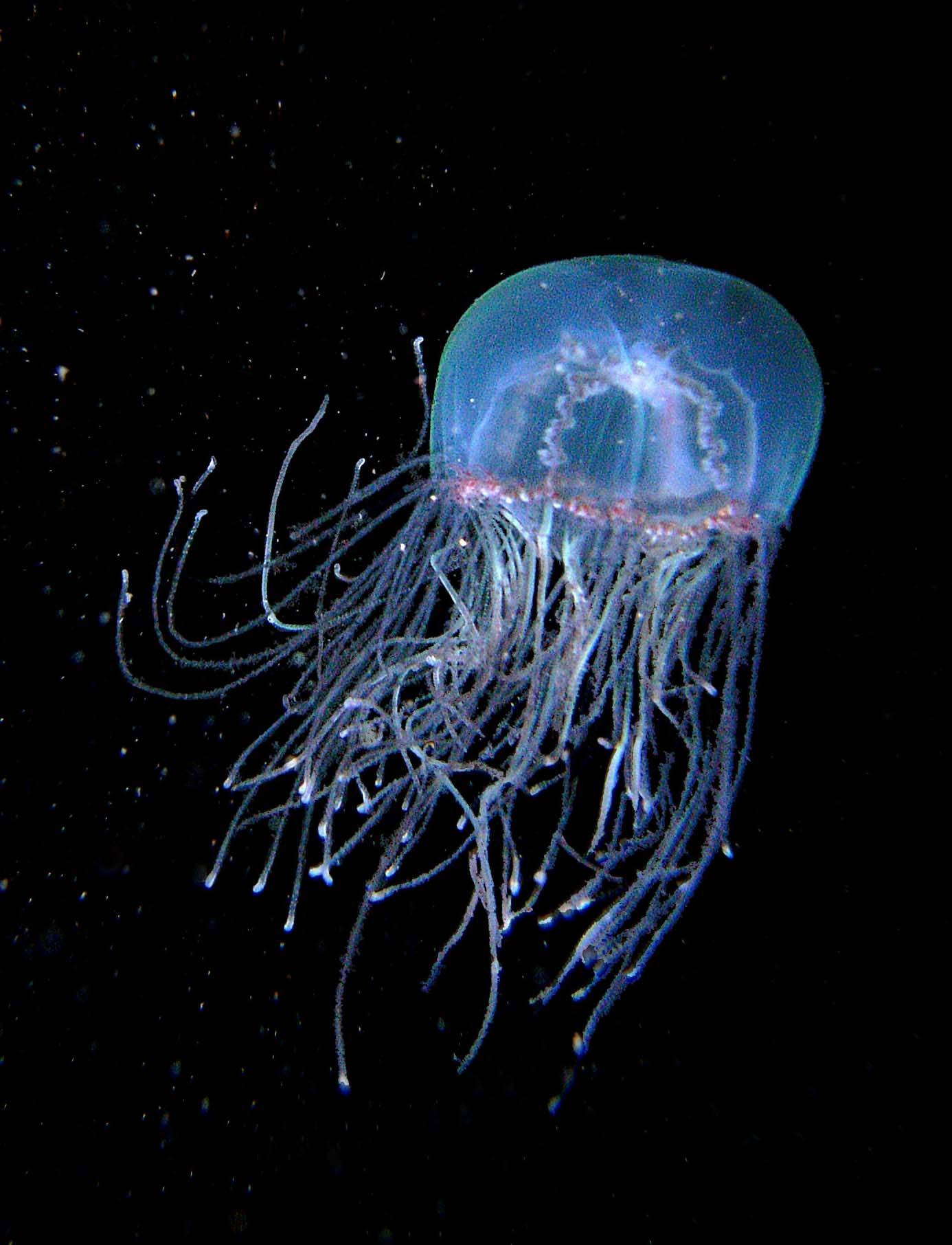
Olindias muelleri

#### Leptoméduses
Les Leptoméduses sont de petites méduses pélagiques à l'organisation extrêmement simple. Beaucoup d'espèces de ce groupe privilégient cependant la forme polype, fixée et coloniale (formant des ramifications d'allure végétale). 
- Aequorea forskalea -- Equorée
- Eutima gegenbauri
- Laodicea undulata -- Laodice
- Neotima lucullana

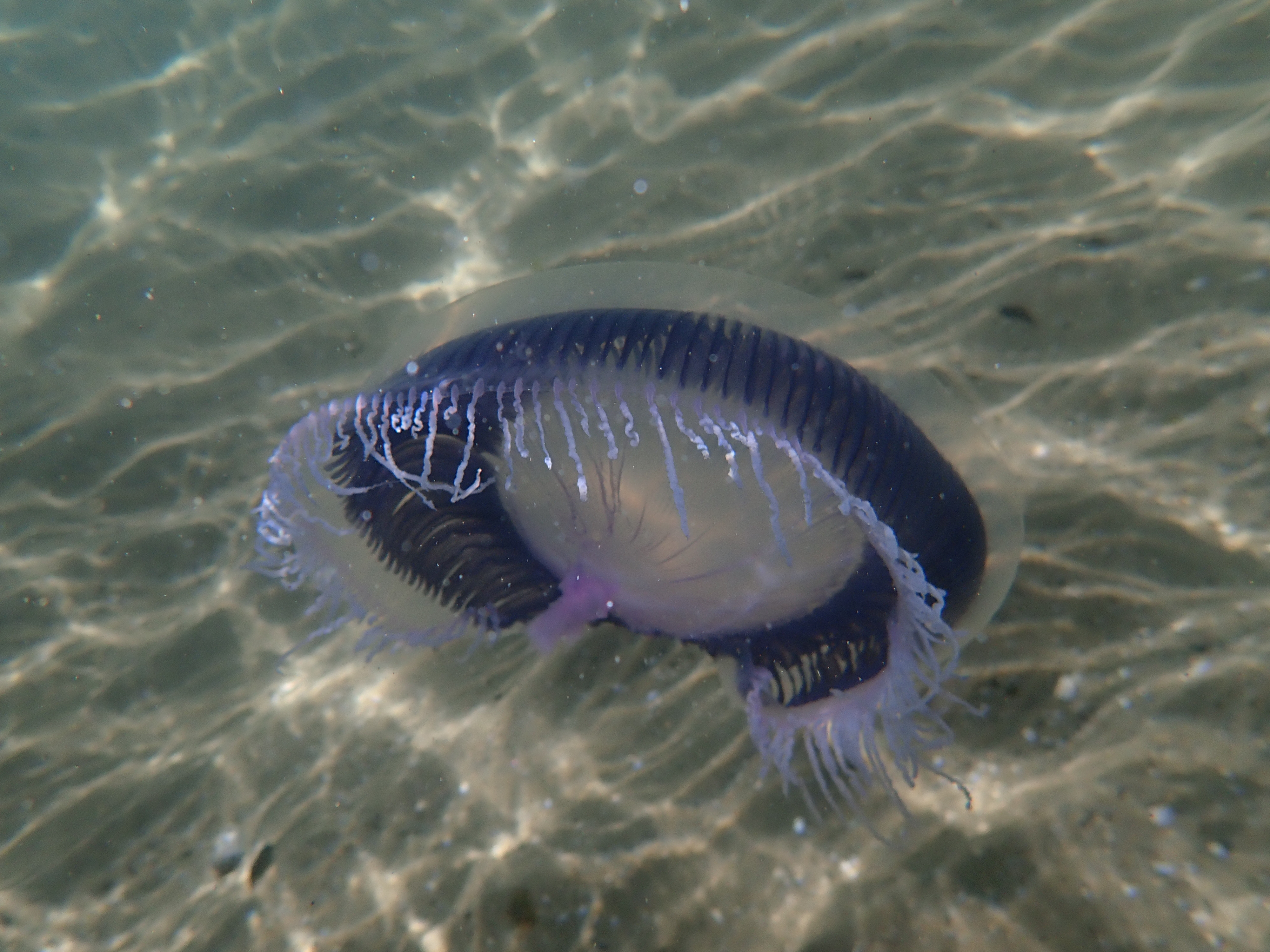
Aequorea forskalea
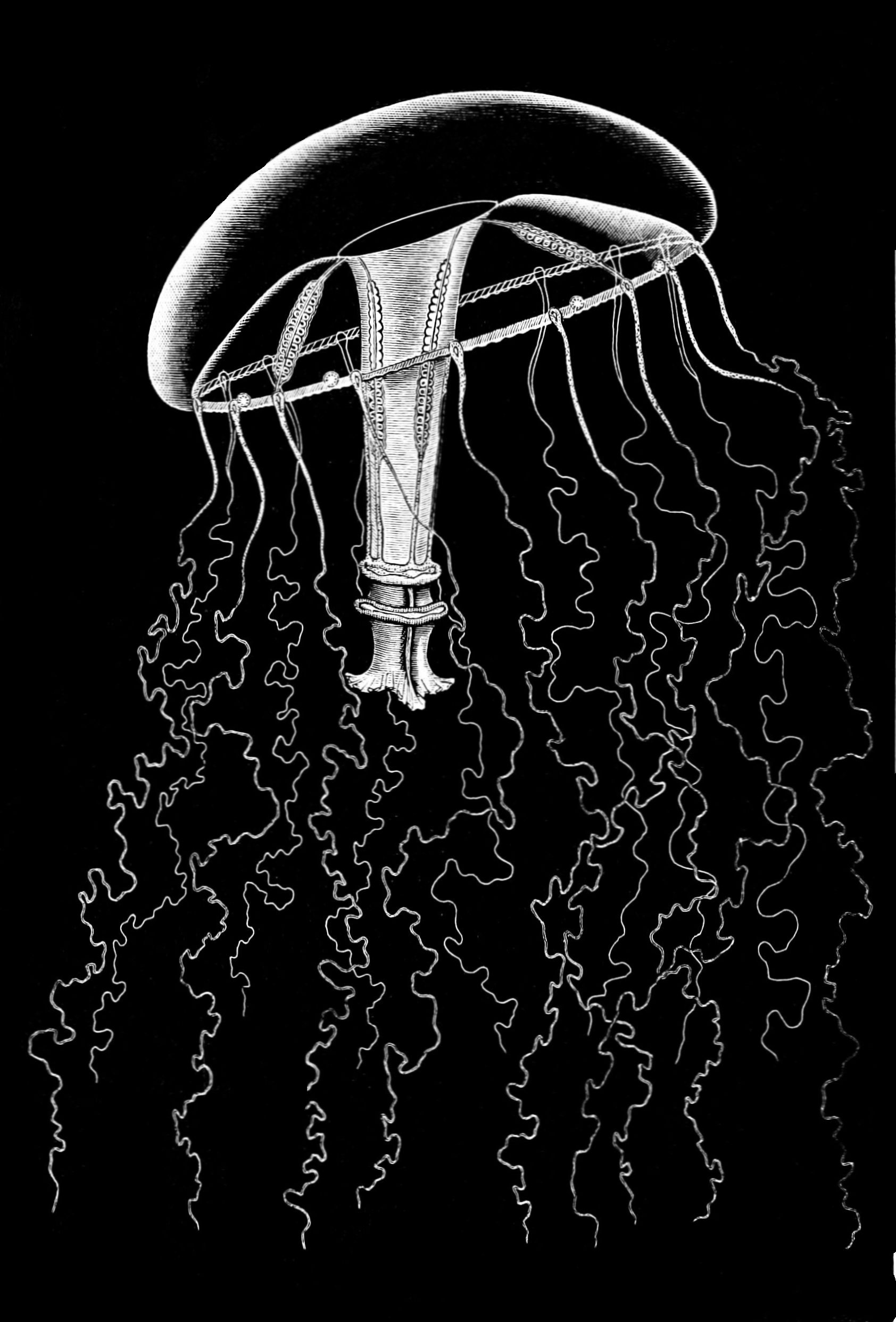
Dessin d'une Eutima sp.
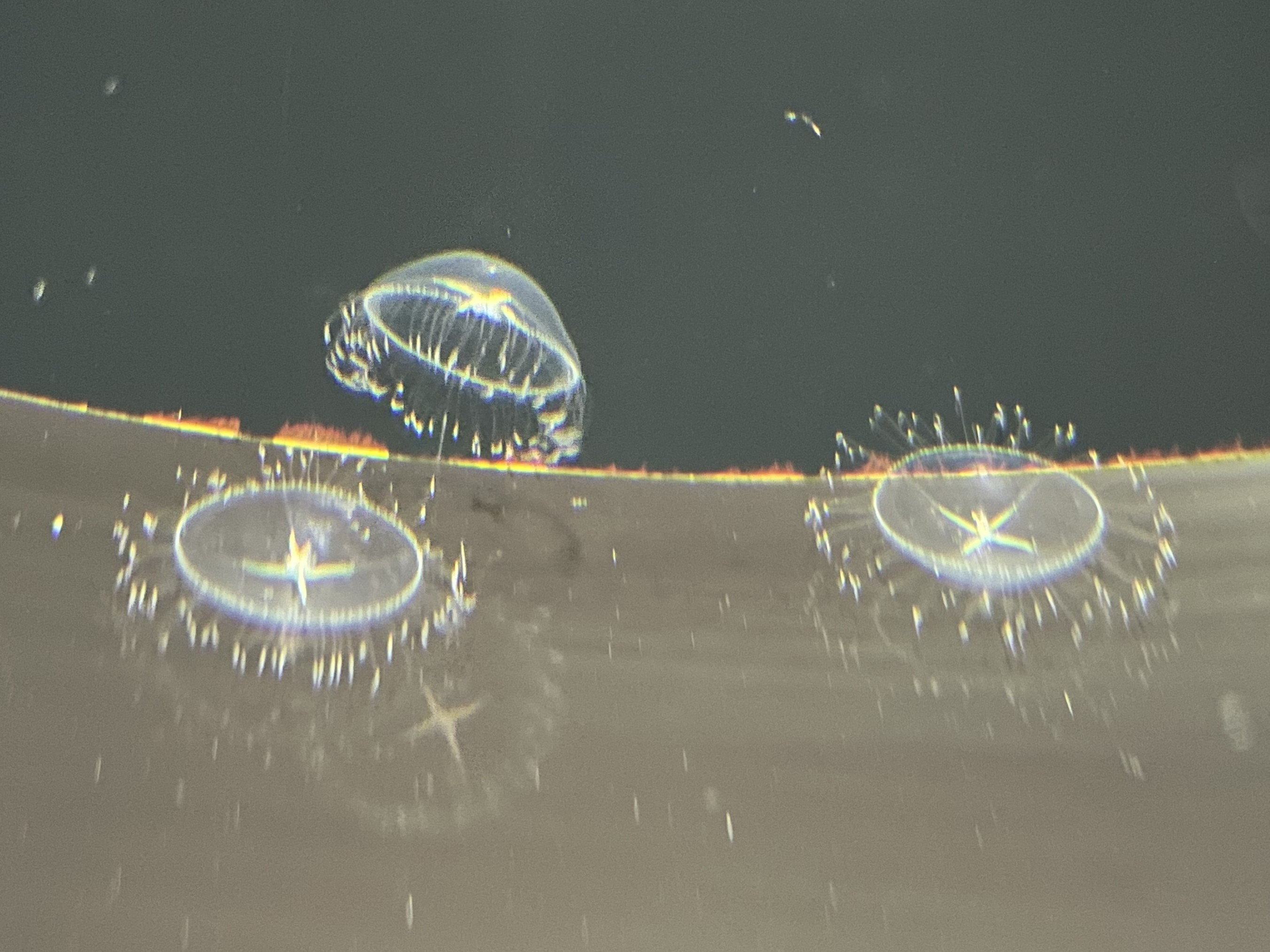
Laodicea undulata

#### Anthoméduses
Les Anthoméduses regroupent les espèces à stade pélagique dominant au sein du groupe des Anthoathecata, principalement peuplé d'hydrozoaires coloniaux benthiques (notamment les « coraux nobles »). Seules certaines espèces ont une vraie forme de méduse, mais beaucoup sont très différentes. Ces méduses ne sont pas coloniales, n'ont pas de statocystes, mais des gonades ou un manubrium, des canaux radiaires et des tentacules rayonnant depuis la marge d'une coupe. Les espèces de la famille des Porpitidae (dont Porpita porpita et surtout Velella velella, très abondante sur les plages au printemps et absolument inoffensive) ne se comportent pas comme des méduses mais flottent à la surface de l'eau : elles font partie du neuston. 
- Eleutheria dichotoma
- Leuckartiara octona -- Octarine de Rincevent
- Oceania armata -- Océanie armée
- Pandea conica -- Pandéa
- Porpita porpita -- Porpite (flottante)
- Velella velella -- Vélelle (flottante)

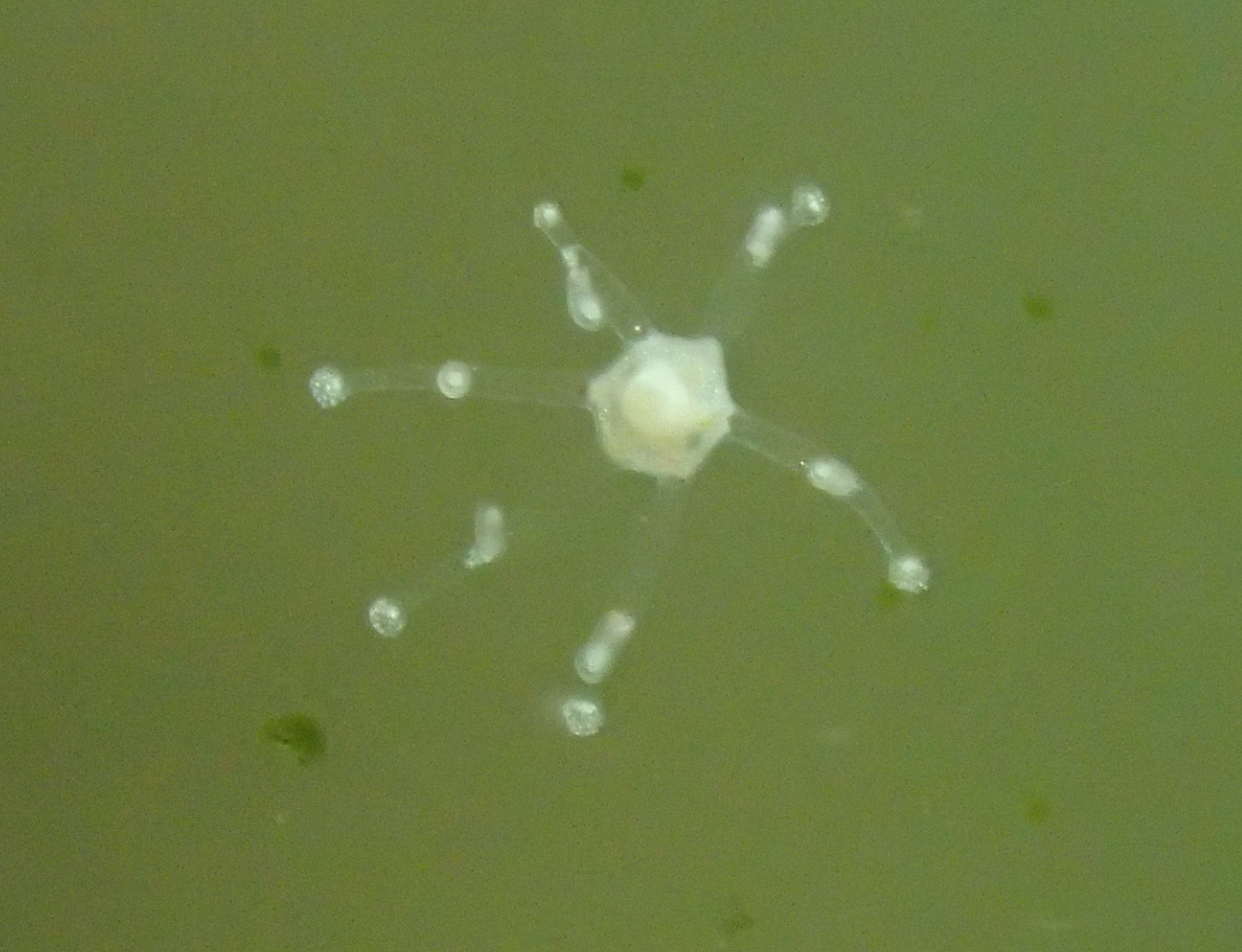
Eleutheria dichotoma
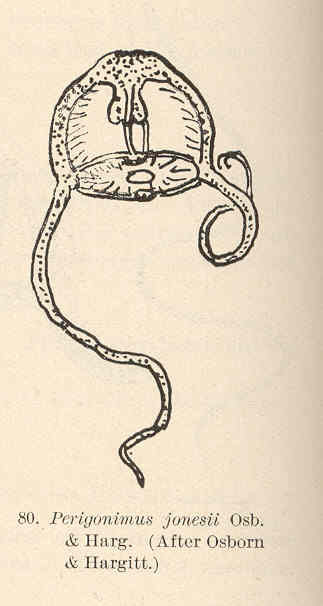
Leuckartiara octona
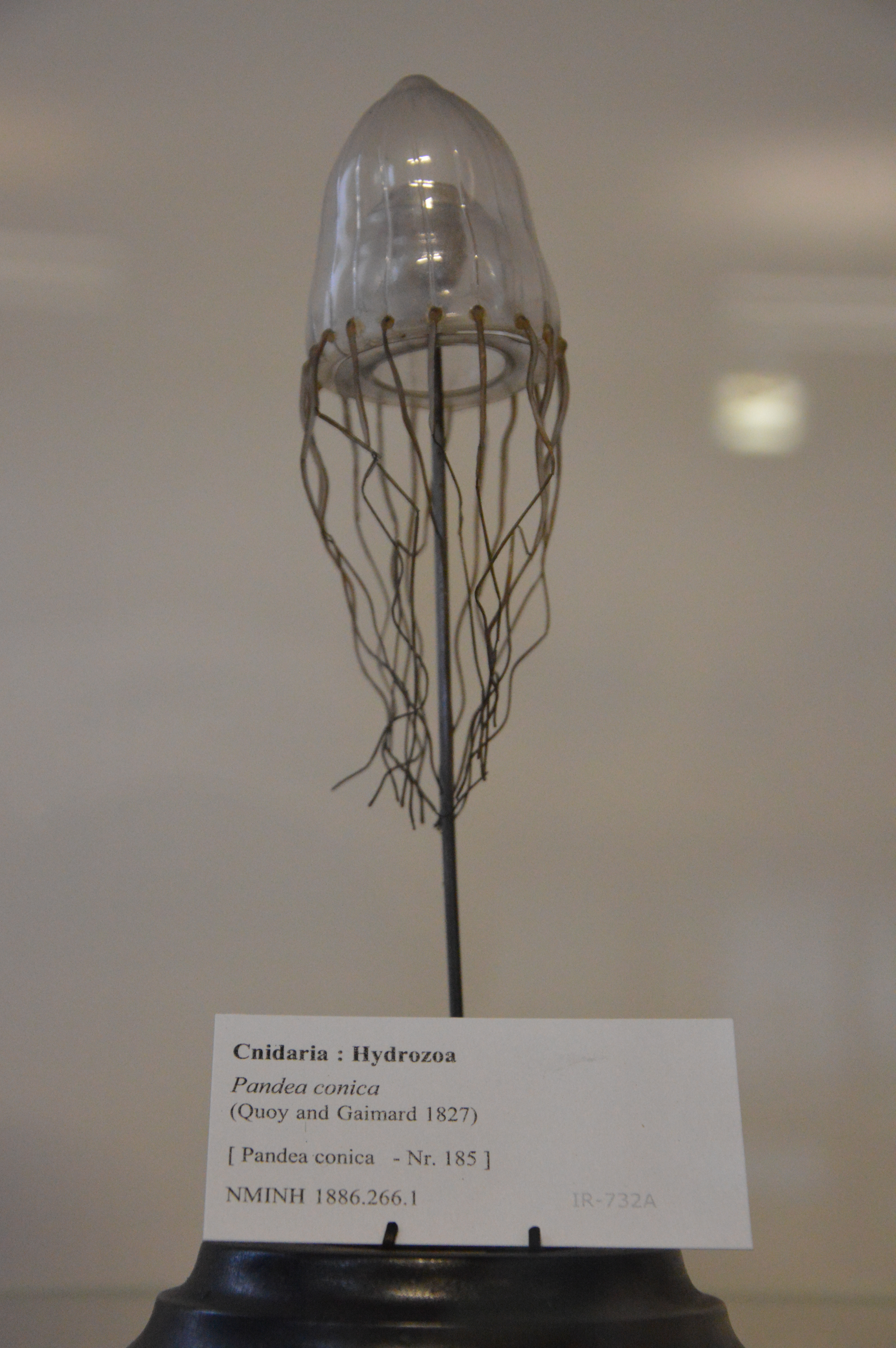
Modèle de Pandea conica
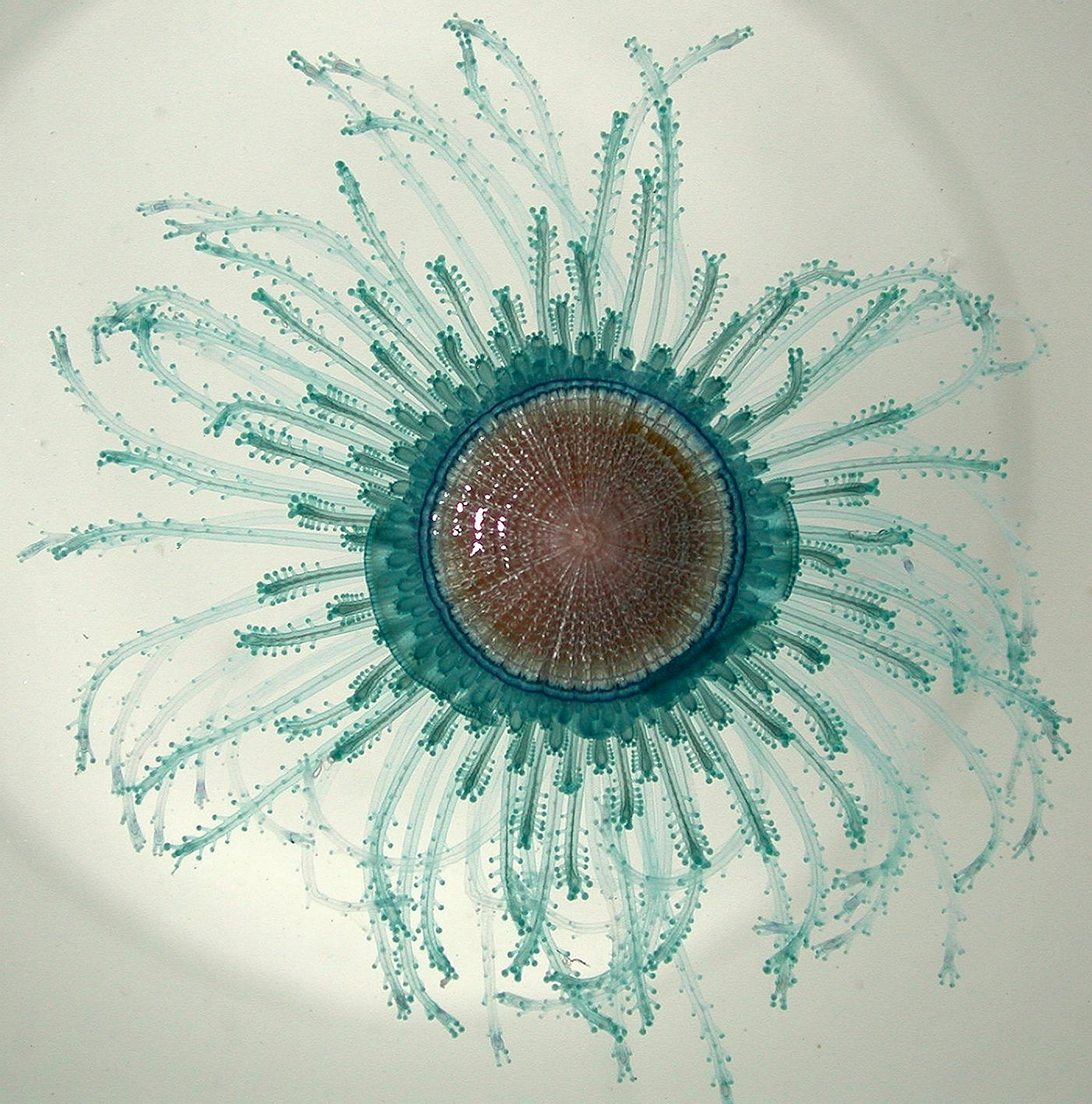
Porpita porpita
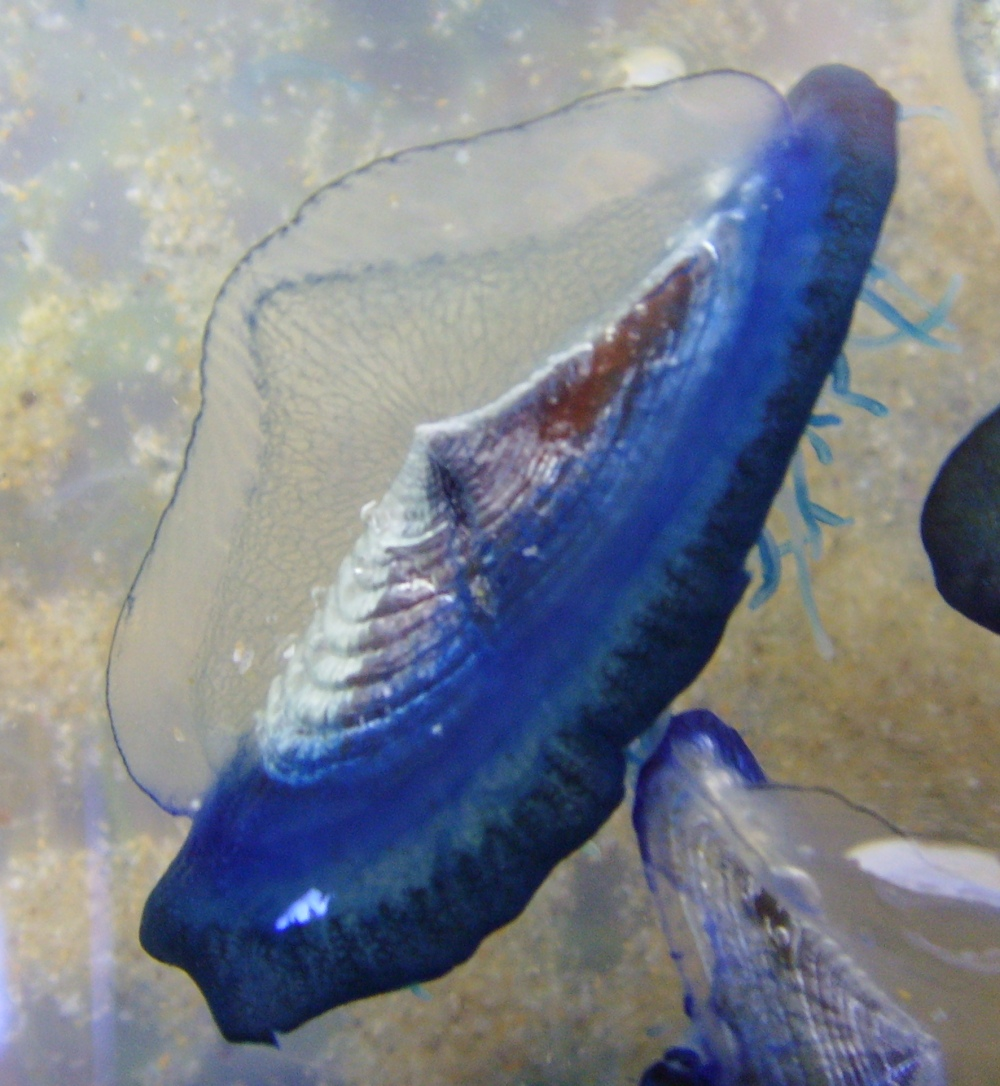
Velella velella

### Stauroméduses(ou Lucernaires)
Les Stauroméduses (ou Lucernaires) sont des méduses scyphistomes n'ayant pas réalisé leur strobilation et devenues sexuées. Il s'agit d'une forme néoténique : la Lucernaire est une sorte de méduse fixée par un pédoncule, vivant un peu à la manière d'une anémone. Elles sont souvent accrochés à une zostère.
Aucune espèce de ce groupe ne semble signalée en Méditerranée. 

### Cuboméduses
Les Cuboméduses (ou Charybdéides) constituent un groupe de petites méduses extrêmement urticantes de forme cubique possédant quatre tentacules creux. Elles sont munies de photorécepteurs (et sont attirées par la lumière la nuit), et possèdent une nage vigoureuse.  Une seule espèce est recensée en Méditerranée (ainsi qu'en Atlantique français). Contrairement à ses congénères tropicales, sa piqûre est tout à fait bénigne. 
- Carybdea marsupialis -- Carybdée marsupiale

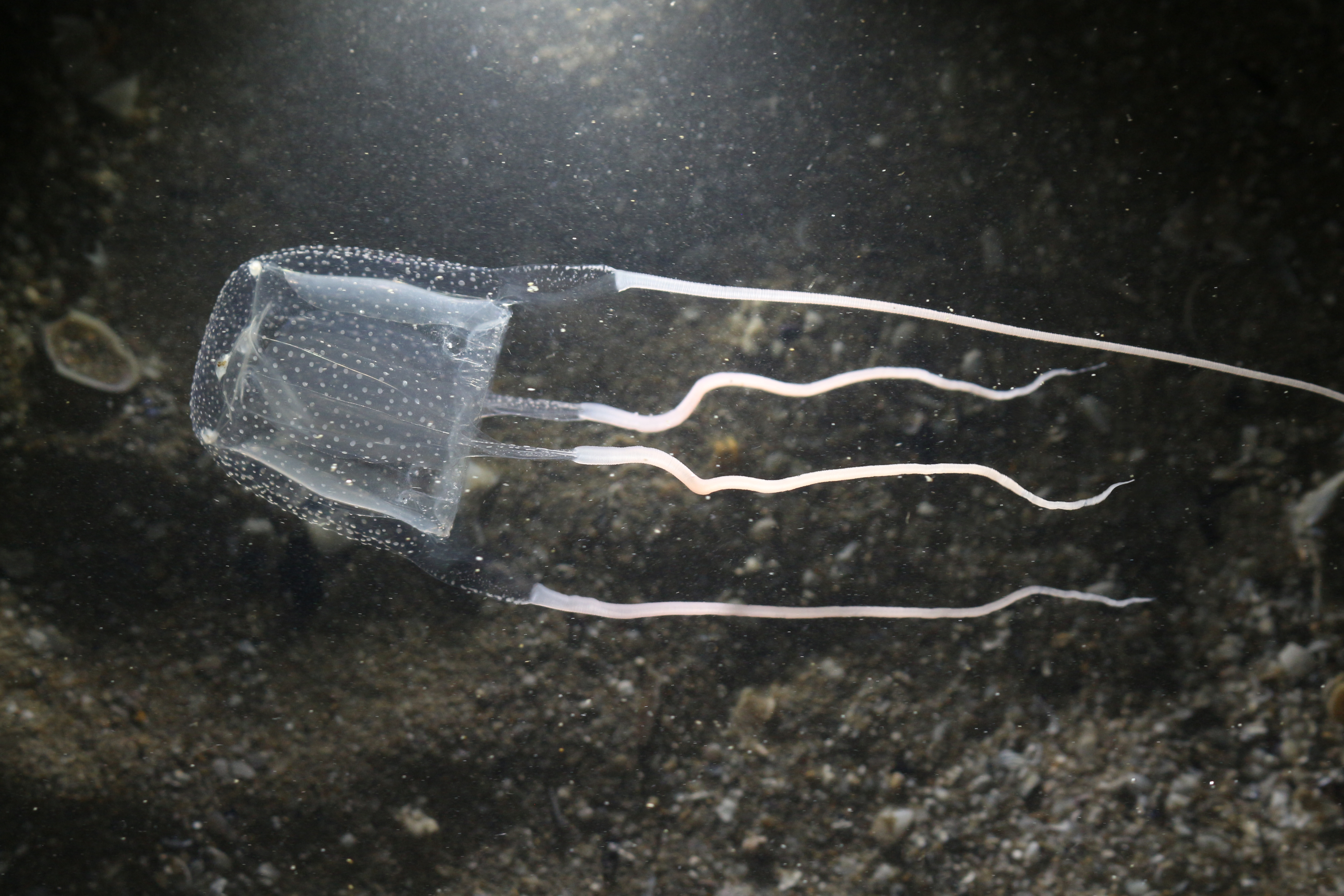
La cuboméduse de Méditerranée, Carybdea marsupialis

## Autres groupes d'animaux pélagiques gélatineux ne faisant pas partie des méduses

### Siphonophores

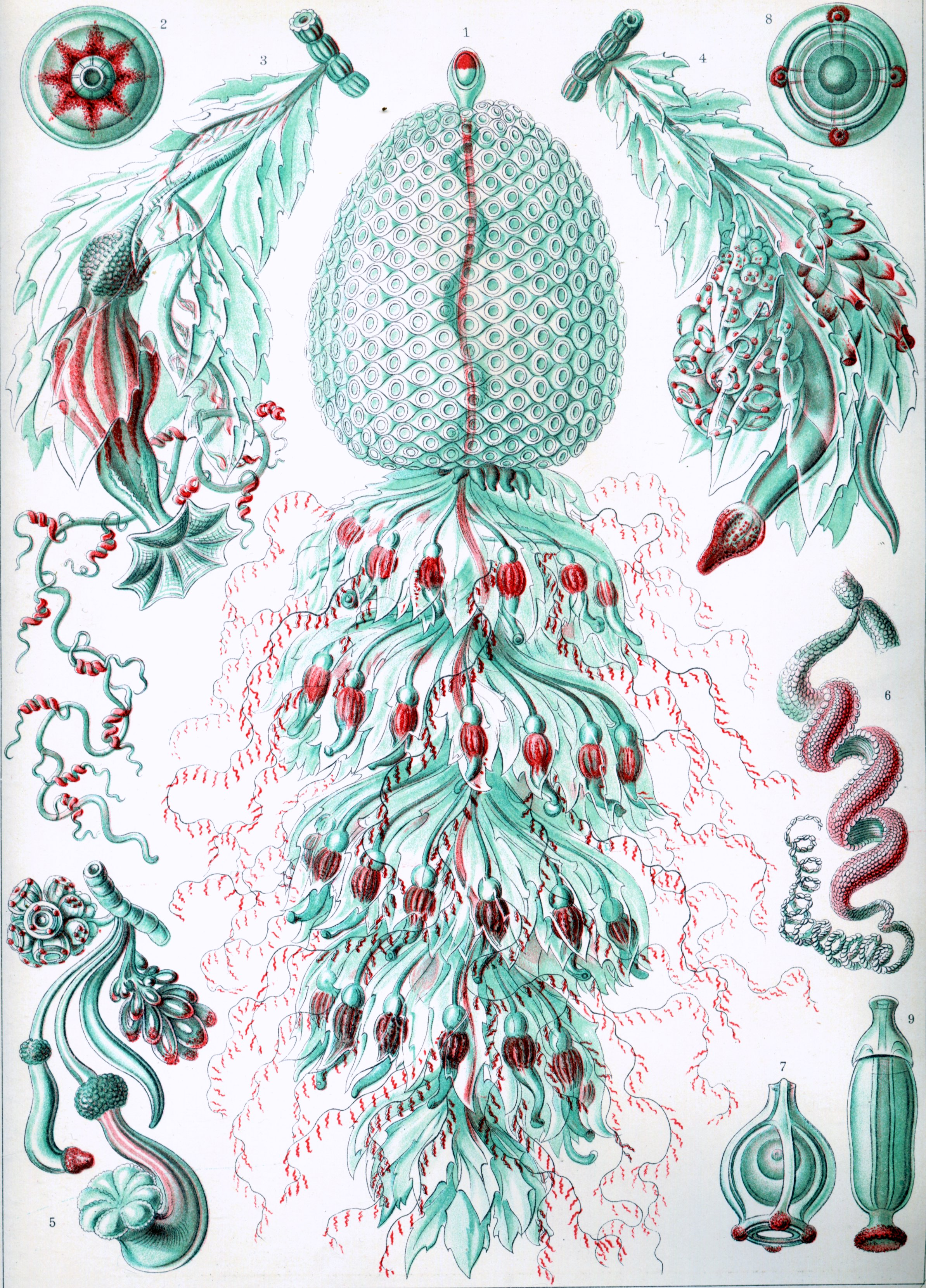
Planche de Forskalia sp. par Ernst Haeckel.

Les Siphonophores (ordre des Siphonophorae au sein des hydrozoaires) sont des cnidaires pélagiques coloniaux, ce qui signifie qu'il s'agit d'agrégats de plusieurs individus (généralement frères) vivant en symbiose et formant un méta-organisme. Ils ne sont pas organisés comme des méduses (ombrelle + filaments) mais possèdent une grande diversité de formes, avec généralement une cloche ou un flotteur pulsatile (nectophore) qui contient également des gonozoïdes (individus dédiés à la reproduction), suivie d'une longue chaîne d'individus dédiés à la chasse, portant chacun un ou plusieurs filaments muni de nématocystes. La plupart vivent dans les abysses mais certains sont communs aux profondeurs de plongée, quoique plus rares (ou saisonniers) près des côtes. L'espèce la plus connue est la « Galère portugaise » ou physalie (Physalia physalis), munie d'un flotteur qui la garde en surface (elle appartient donc au neuston), et dont les filaments peuvent infliger des blessures particulièrement sévères à un baigneur imprudent. Cette espèce océanique est toutefois très rare en Méditerranée, essentiellement cantonnée à des incursions de populations atlantiques autour de la mer d'Alboran, entre Espagne et Maghreb. 
- Apolemia uvaria -- Siphonophore fil de fer
- Bassia bassensis -- Bassia
- Chelophyes appendiculata -- Chélophye appendiculée
- Forskalia contorta
- Forskalia edwardsi
- Hippopodius hippopus -- Siphonophore fer à cheval
- Physalia physalis -- Physalie ou galère portugaise (flottante ; dangereuse mais rare, essentiellement atlantique)
- Physophora hydrostatica -- Physophore-vahiné
- Rhizophysa filiformis

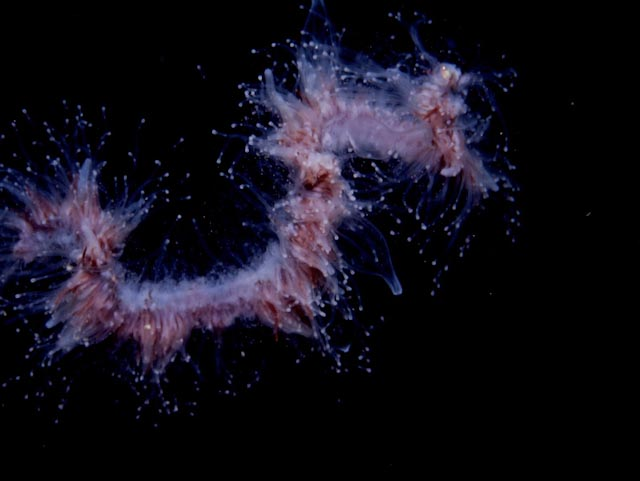
Apolemia uvaria
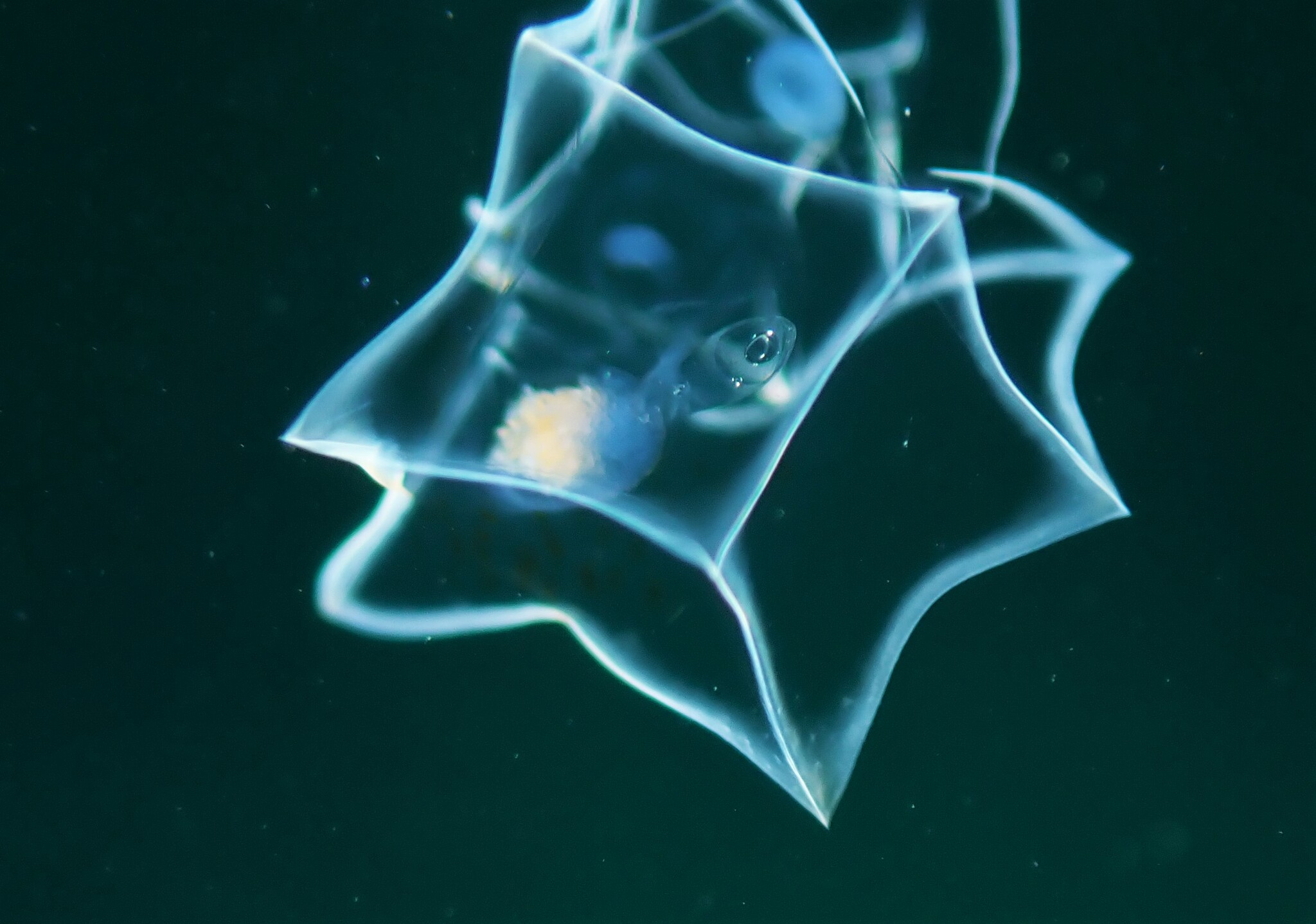
Bassia bassensis
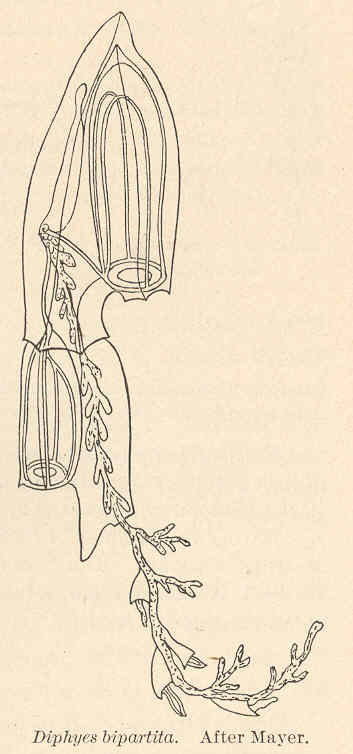
Dessin de Chelophyes appendiculata
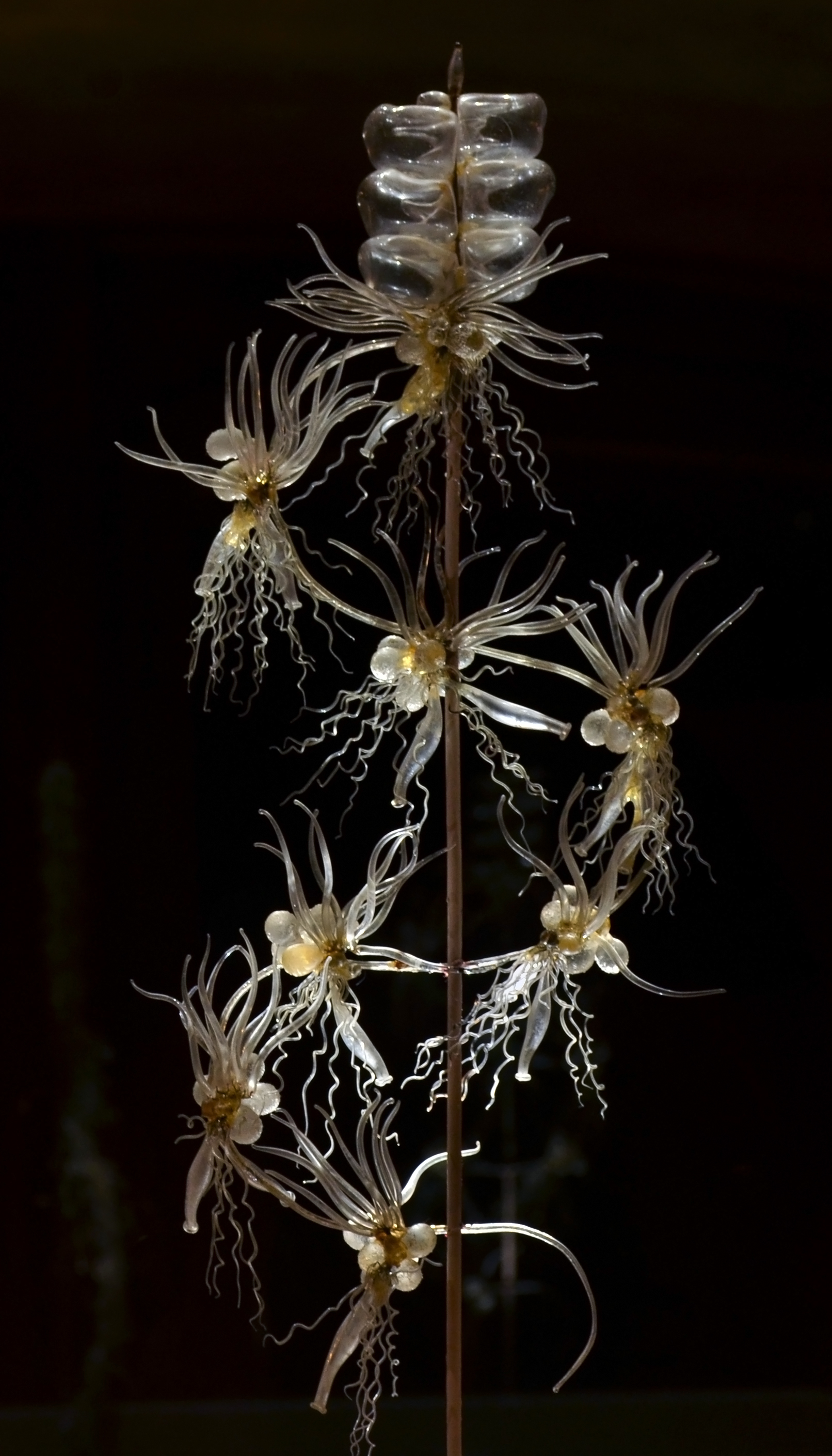
Modèle de Forskalia contorta
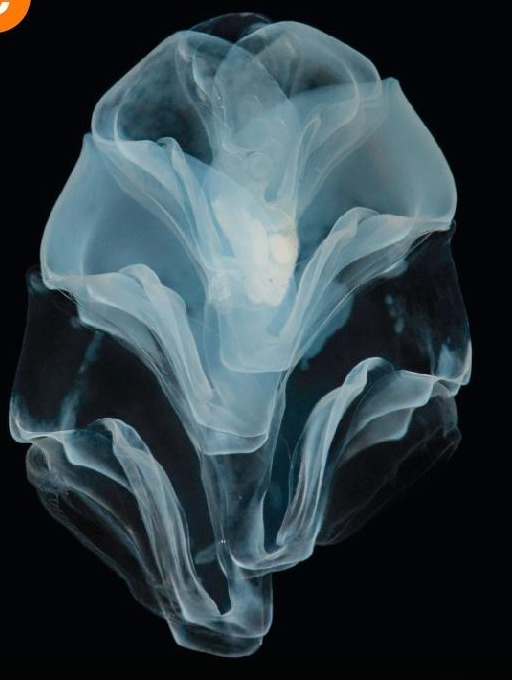
Hippopodius hippopus
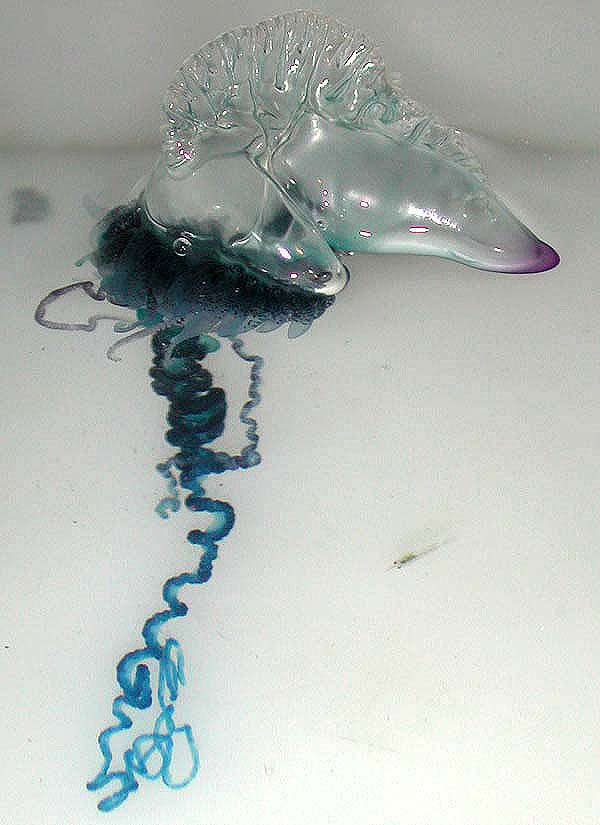
Physalia physalis
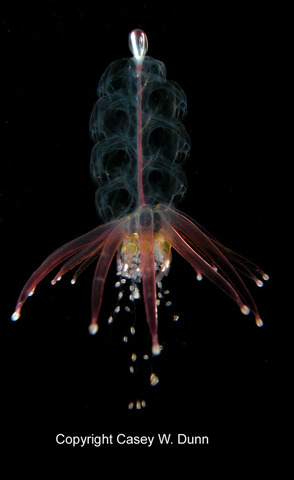
Physophora hydrostatica
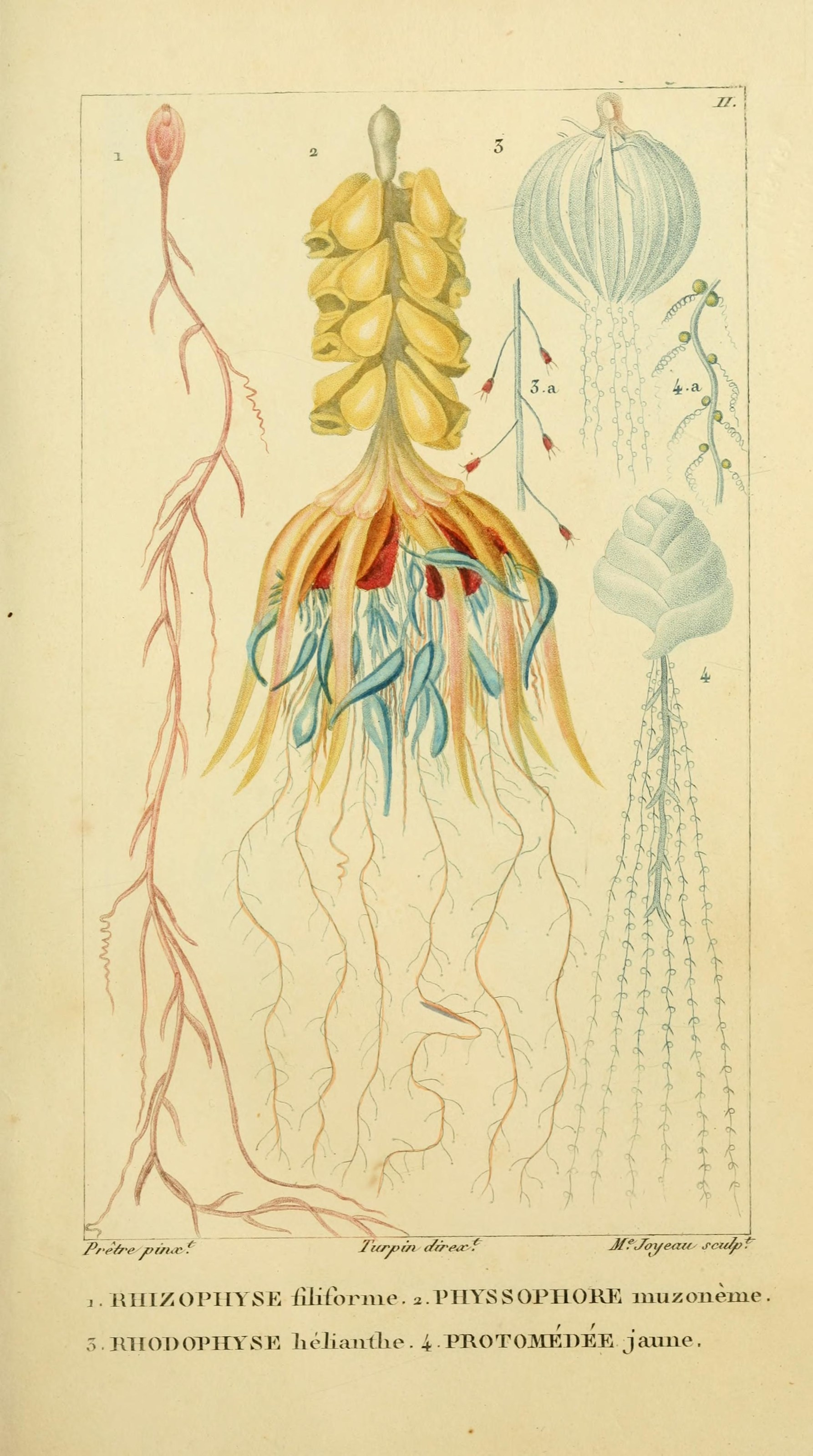
Dessin de Rhizophysa filiformis

### Cténophores

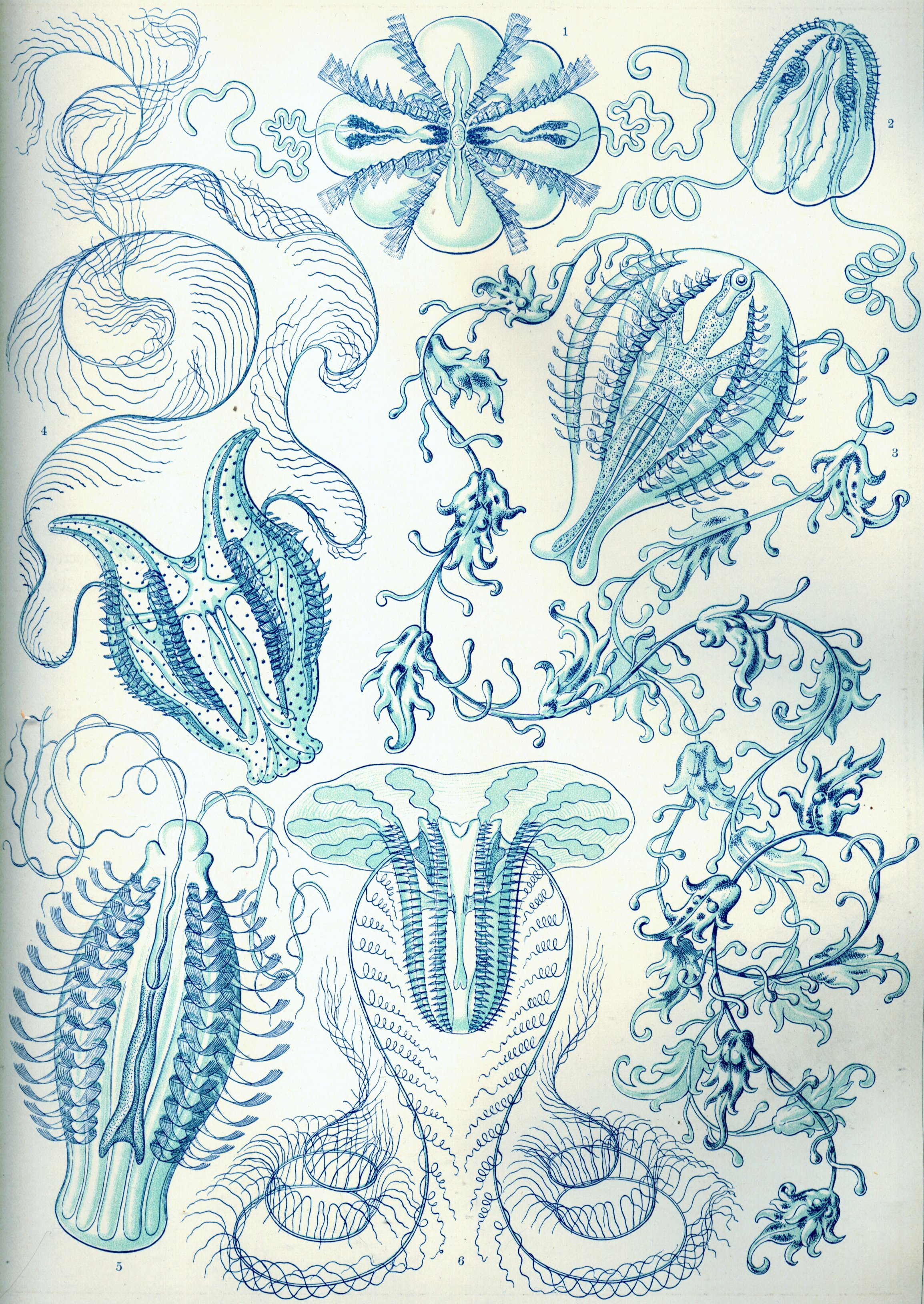
Planche de cténophores par Ernst Haeckel.

Les cténophores (du grec « porteurs de peignes ») ou cténaires sont des organismes marins carnivores transparents, planctoniques et pélagiques mais absolument pas apparentés aux cnidaires : ils constituent à eux seuls un embranchement du vivant. Ils se déplacent grâce à des cils locomoteurs alignés en 8 rangées sur des plaques ciliées et formant des peignes iridescents. Dépourvus de cellules urticantes, ils chassent à l'aide de filaments collants, ou parfois en avalant simplement des proies planctoniques.
On en connaît près de 150 espèces dans tous les océans du monde, mais seulement une quinzaine en Méditerranée.
- Beroe forskalii -- Béroé de Forskal
- Beroe gracilis -- Béroé gracile
- Beroe ovata -- Béroé ovale
- Bolinopsis infundibulum -- Bolinopsis
- Callianira bialata -- Callianira à deux ailes
- Cestum veneris - Ceinture de Vénus
- Deiopea kaloktenota
- Eurhamphaea vexilligera -- Cténophore à points rouges
- Hormiphora plumosa
- Lampea pancerina
- Leucothea multicornis -- Leucothéa
- Mnemiopsis leidyi -- Mnémiopsis (la plus commune)
- Pleurobrachia pileus -- Groseille de mer
- Vallicula multiformis (benthique)

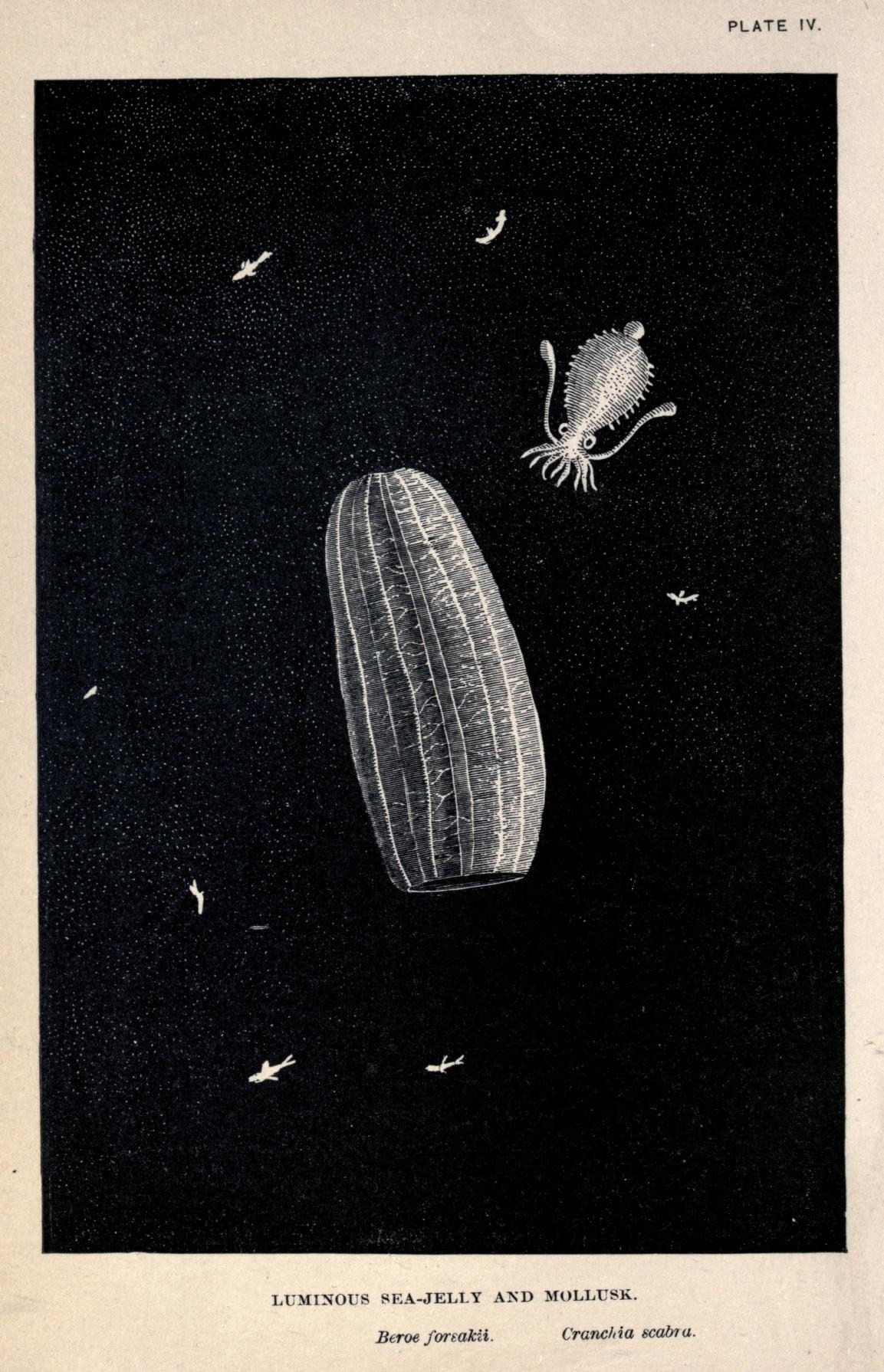
Dessin de Beroe forskalii
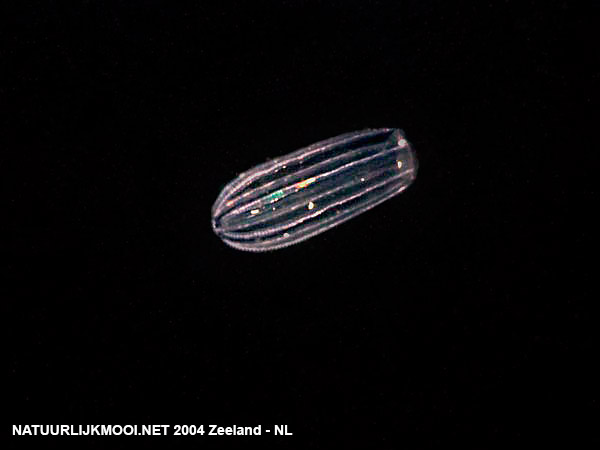
Beroe gracilis
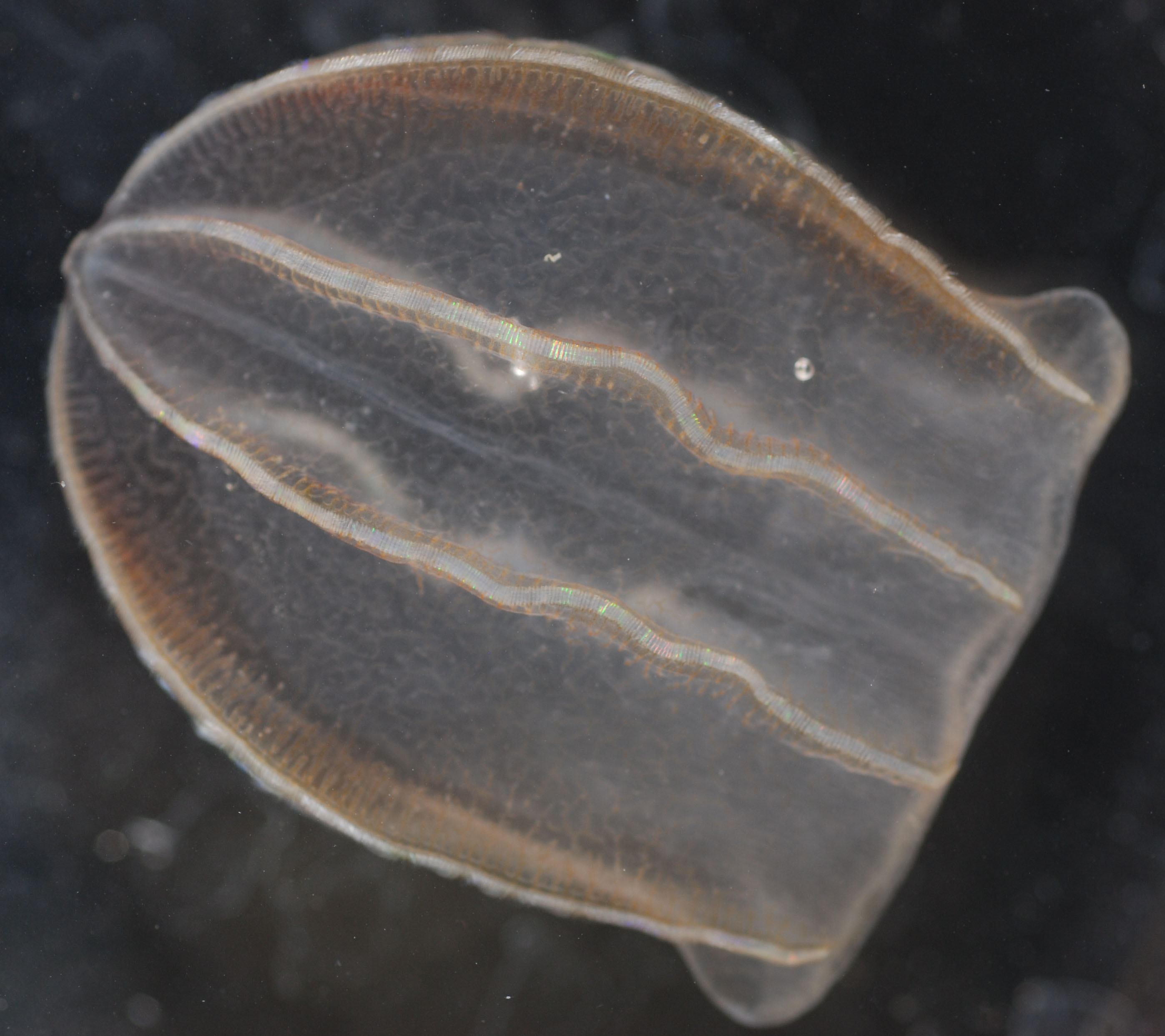
Beroe ovata
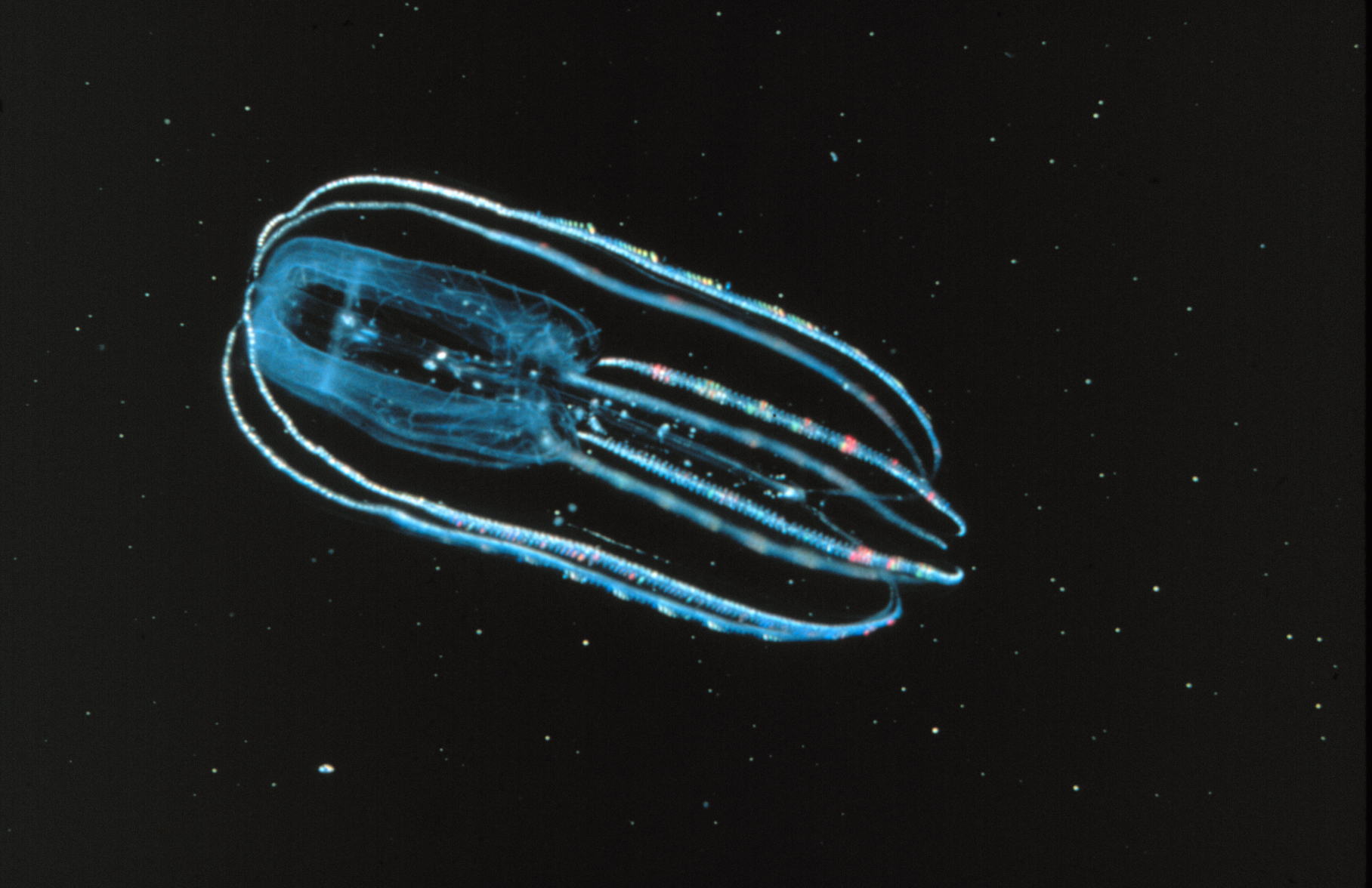
Bolinopsis infundibulum
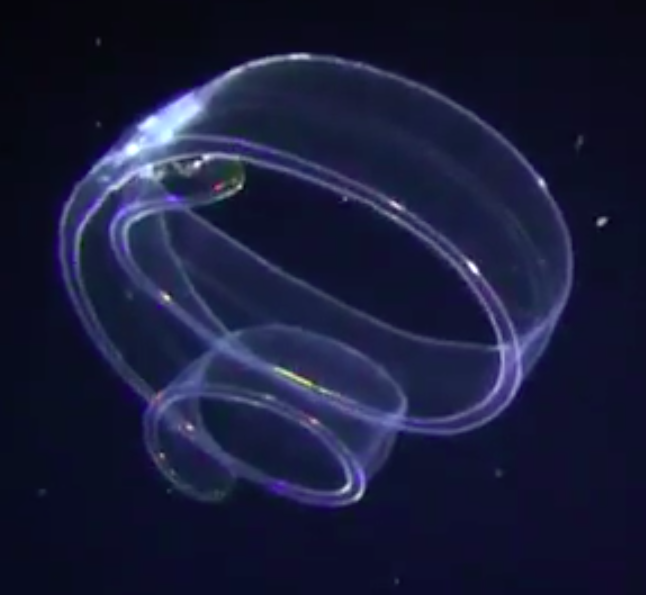
Cestum veneris
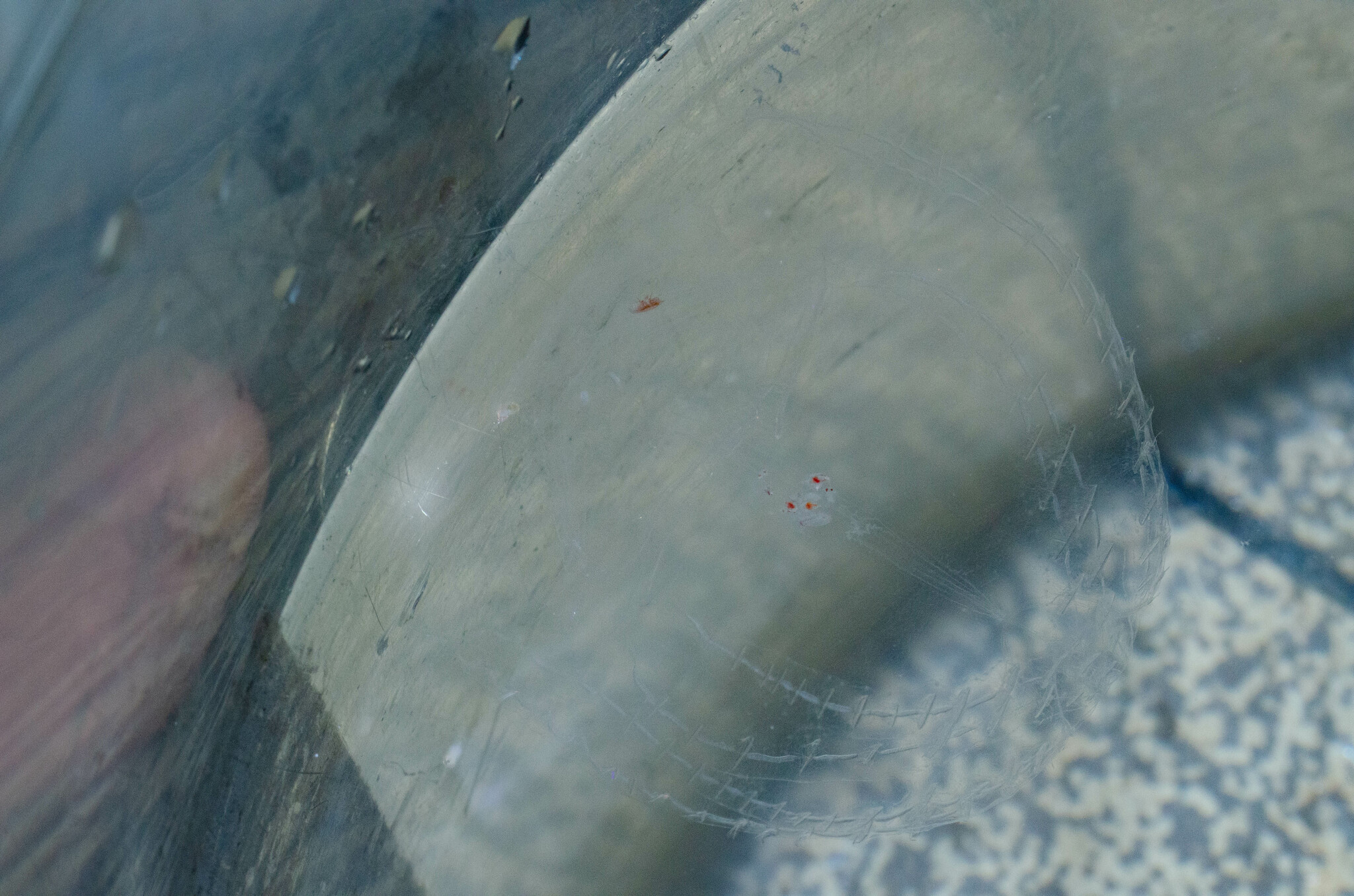
Deiopea kaloktenota
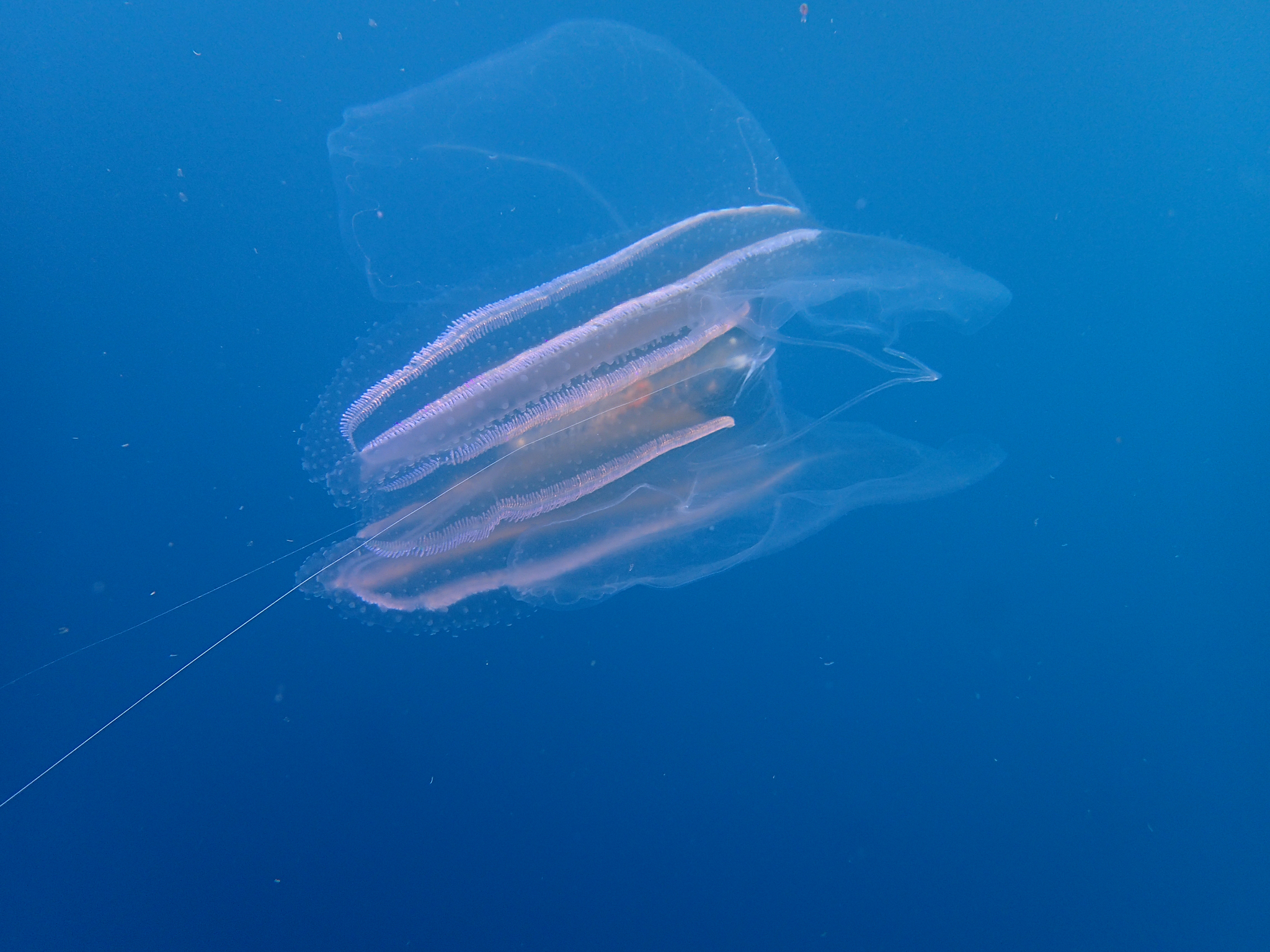
Leucothea multicornis
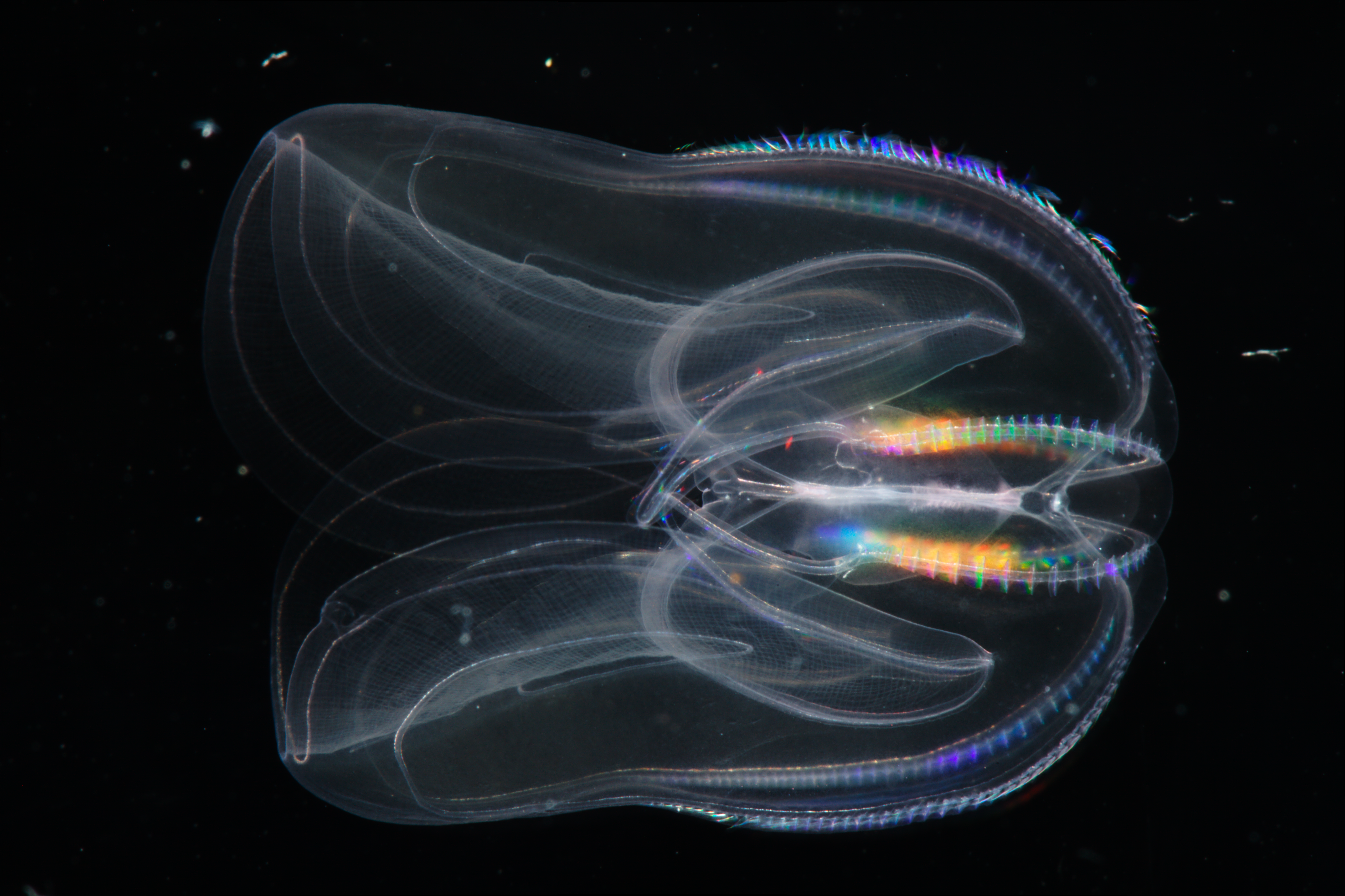
Mnemiopsis leidyi
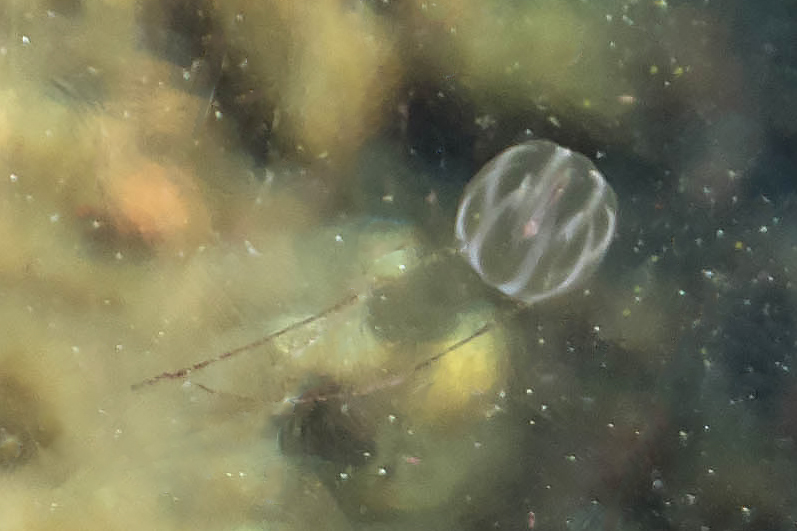
Pleurobrachia pileus

### Tunicierspélagiques
Les Tuniciers (sous-embranchement des Tunicata, anciennement Urochordés), sont des animaux qui appartiennent à l'embranchement des Chordés (Chordata), aux côtés des vertébrés. Certains tuniciers sont des individus solitaires, mais d'autres se reproduisent par bourgeonnement et deviennent des colonies, chaque individu étant alors défini comme un zoïde. Ils se nourrissent de plancton, qu'ils captent grâce à des cellules ciliées. La plupart des espèces sont benthiques et appelées « ascidies », mais deux groupes sont pélagiques et transparents : les Copelata (aussi appelés « Appendiculaires ») et les Thaliacés (regroupant salpes, dolioles et pyrosomes suivant leur niveau de socialité). Les zoïdes peuvent être en forme de cloche, mais jamais d'ombrelle, et n'ont jamais une forme de méduse. 
- Appendiculaires : 
  - Bathochordaeus spp. -- Appendiculaires géants
  - Kowalevskia tenuis -- Appendiculaire ellipsoïdal
  - Oikopleura spp. -- Appendiculaires nains
- Salpes :
- Cyclosalpa pinnata -- Salpe en roue rayonnée
  - Pegea confoederata -- Salpe Pégée
  - Thalia democratica -- Salpe démocratique
  - Salpa fusiformis -- Salpe fuselée
  - Salpa maxima -- Salpe géante
  - Soestia zonaria
  - Thetys vagina -- Salpe Thétys
- Dolioles : 
  - Dolioletta gegenbauri
- Pyrosomes : 
  - Pyrosoma atlanticum

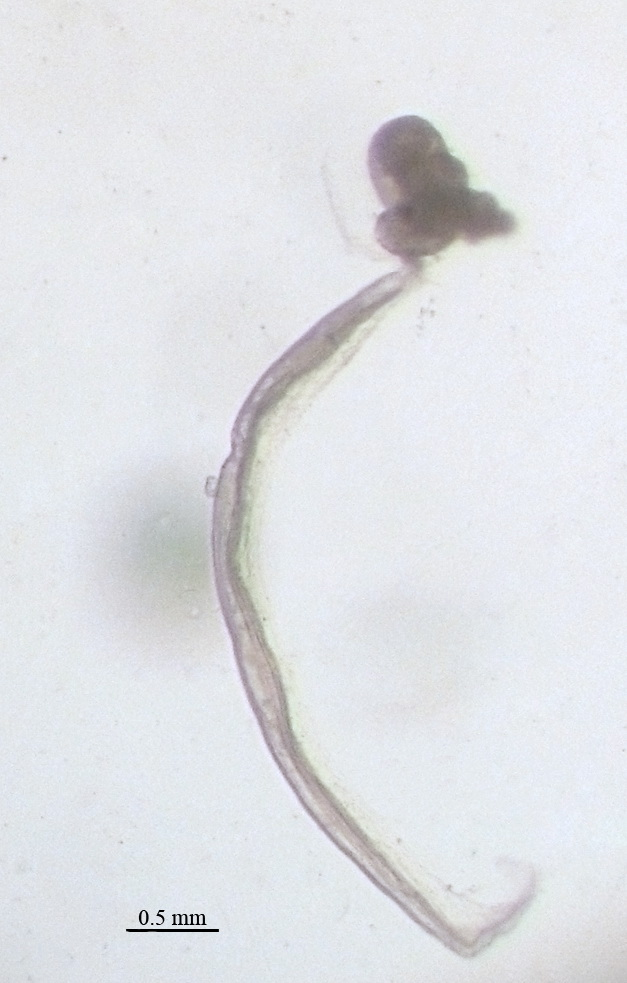
Oikopleura dioica
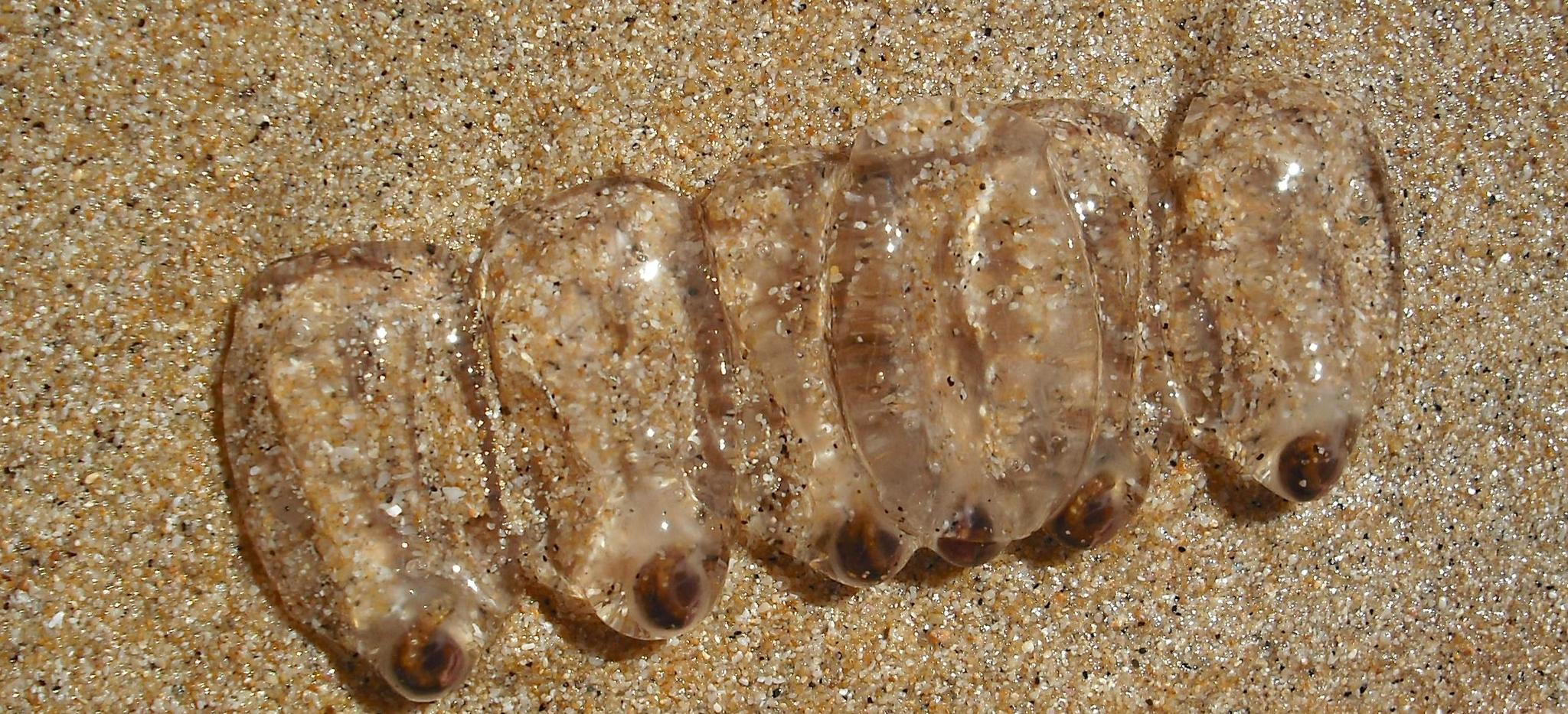
Pegea confoederata
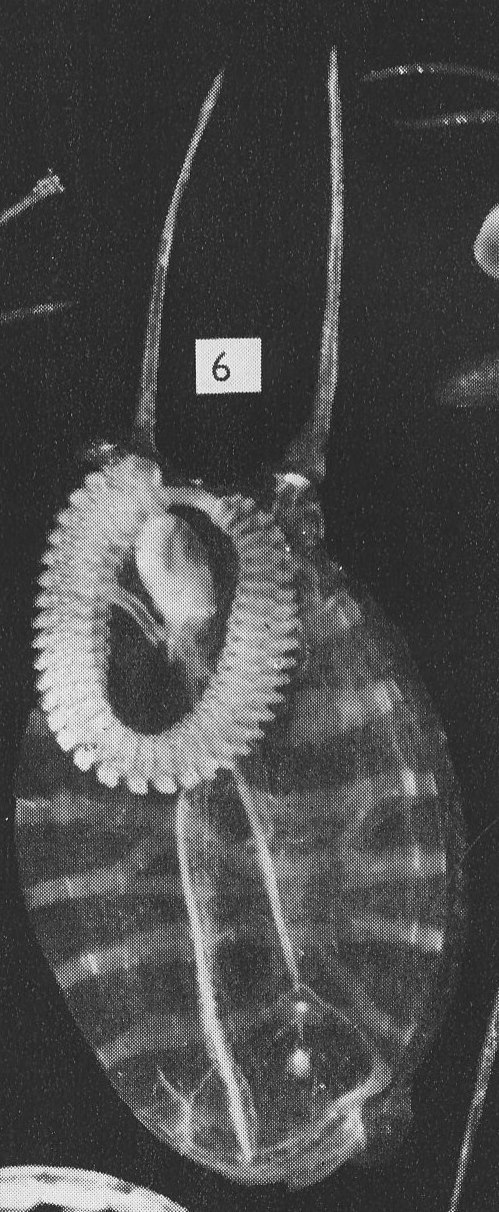
Thalia democratica
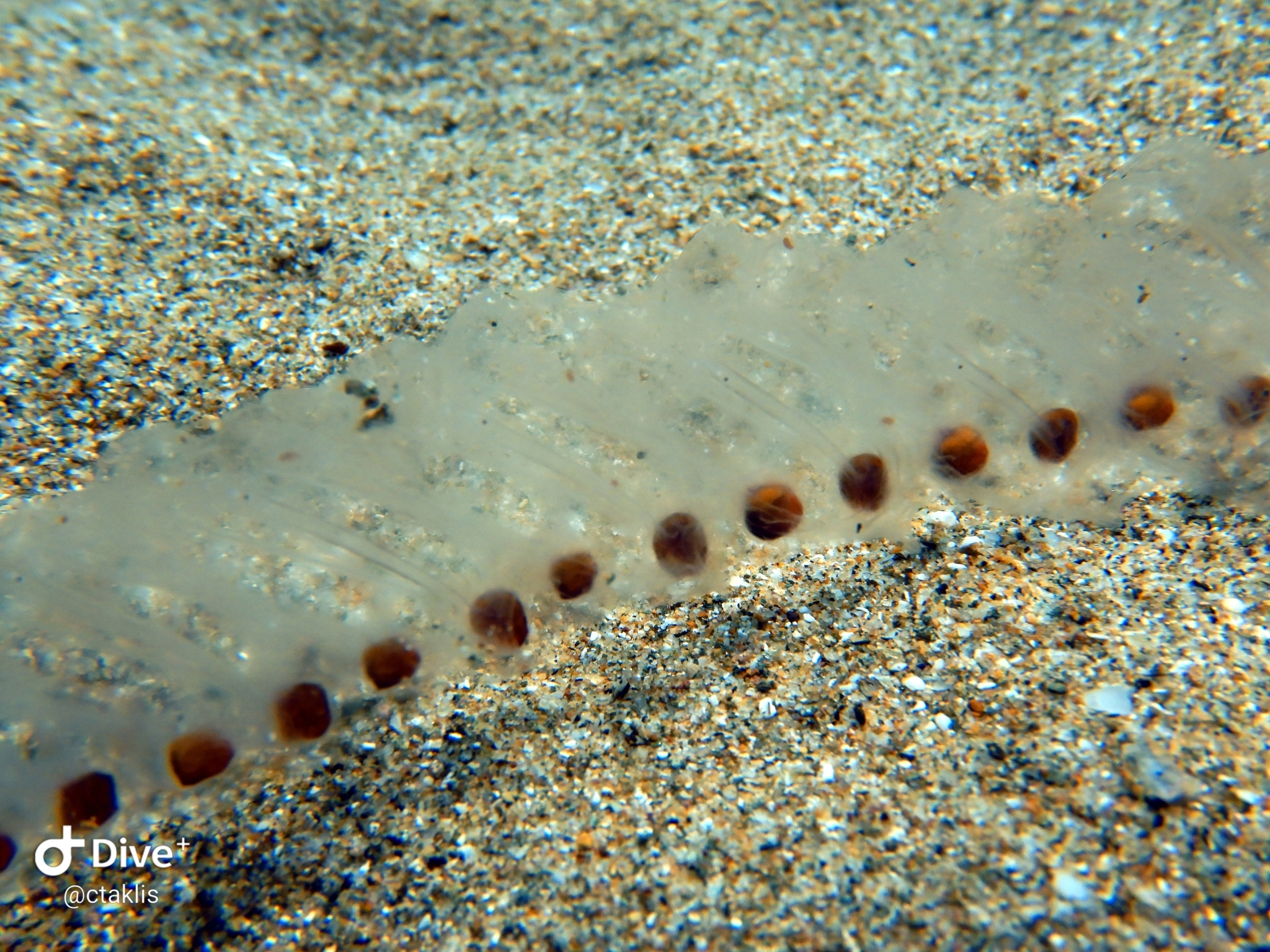
Salpa maxima
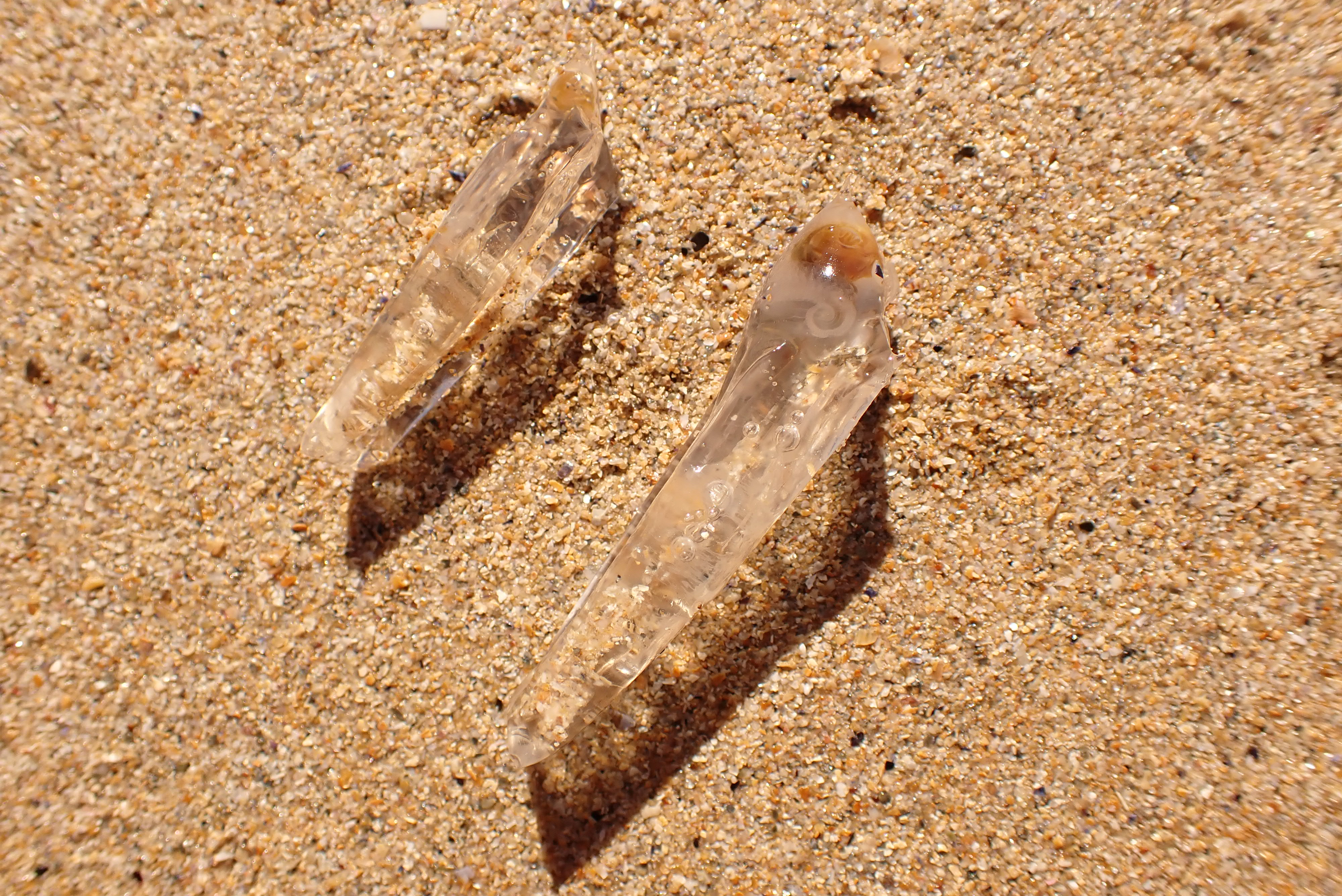
Soestia zonaria
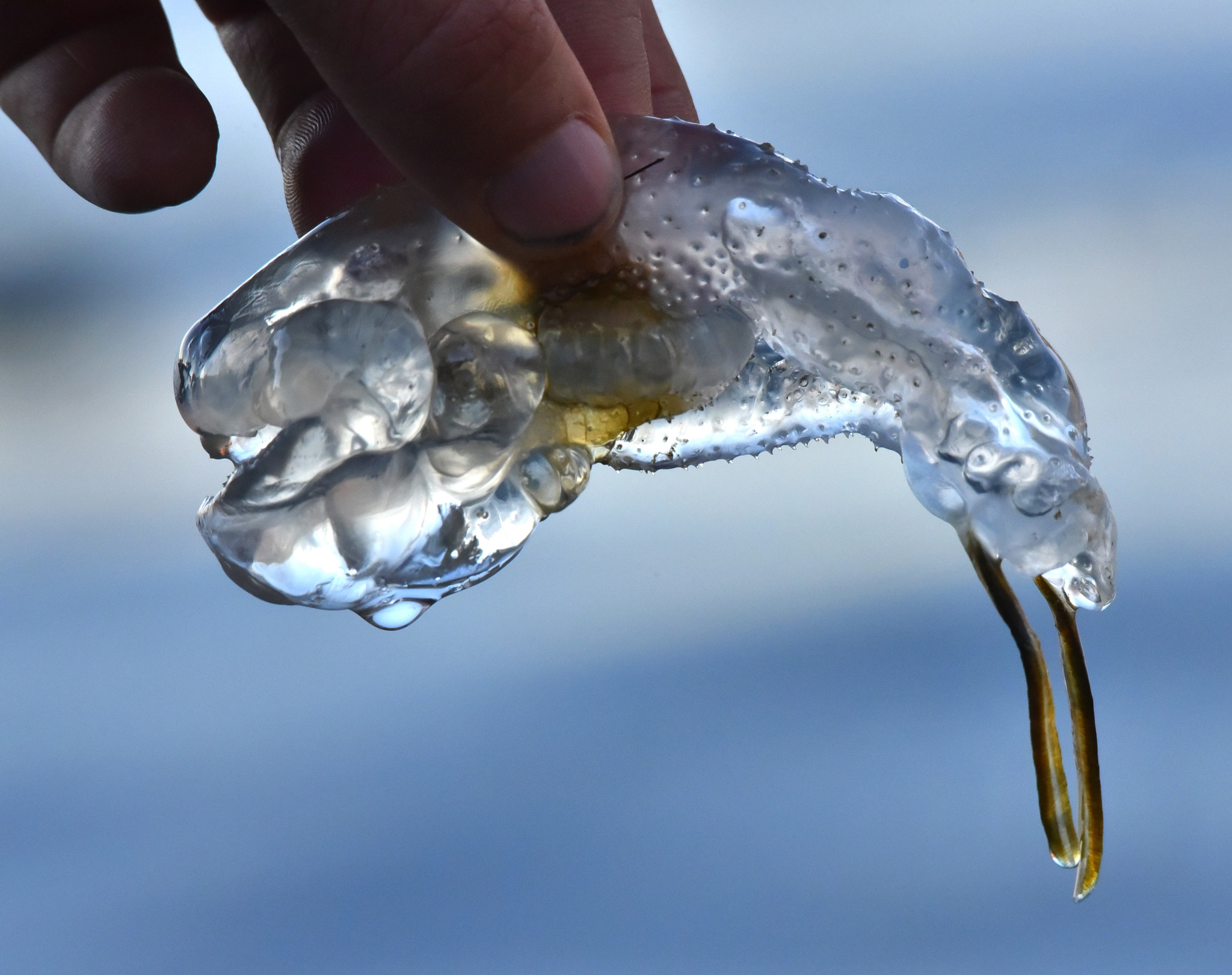
Thetys vagina
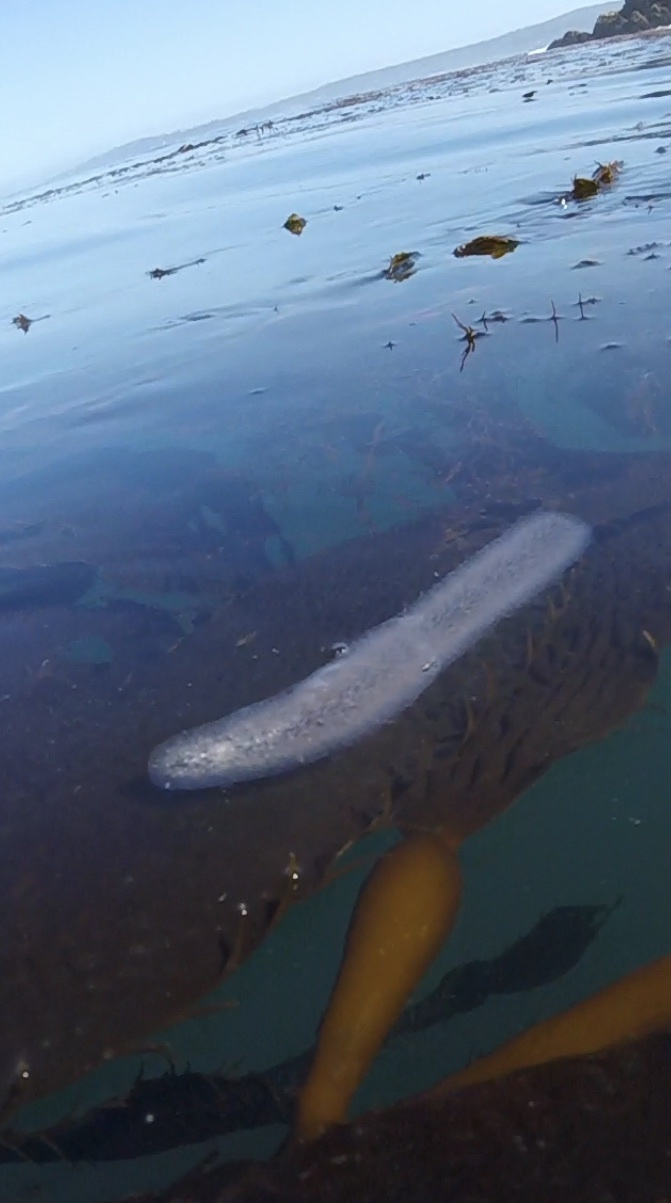
Pyrosoma atlanticum

### Mollusquespélagiques

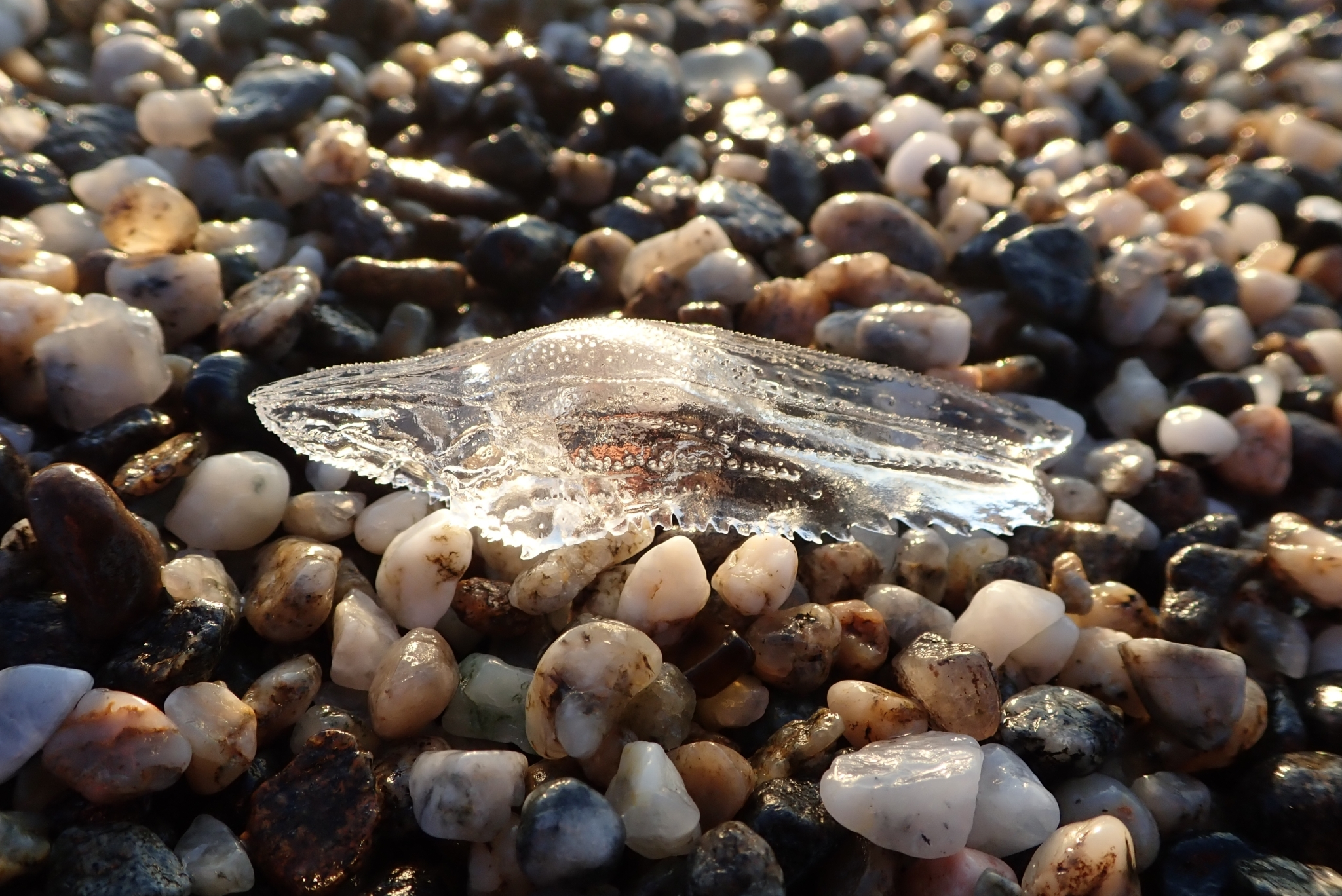
Pseudoconque de Cymbulia peronii (Sabot de Vénus). Cette coquille flottante et gélatineuse est souvent retrouvée échouée au printemps, et facilement prise pour une méduse.

Un certain nombre de mollusques gastéropodes (c'est-à-dire des « coquillages ») ont également adopté un mode de vie pélagique, et par convergence évolutive une certaine transparence afin d'échapper à leurs prédateurs - toutefois aucun n'a adopté une forme de méduse. La plupart sont munis d'une coquille translucide très fine, parfois réduite ou internalisée, qui sont parfois retrouvées sur les plages. En voici quelques exemples méditerranéens. 
- Atlanta peronii
- Carinaria lamarckii
- Cavolinia inflexa
- Cavolinia tridentata
- Clio cuspidata
- Clio pyramidata
- Creseis clava
- Cymbulia peronii -- « Papillon de mer » ou « Sabot de Vénus » (pour la coquille)
- Phylliroe bucephala
- Pterotrachea coronata
- Janthina janthina (neustonique et essentiellement atlantique)
- Janthina pallida (neustonique et essentiellement atlantique)

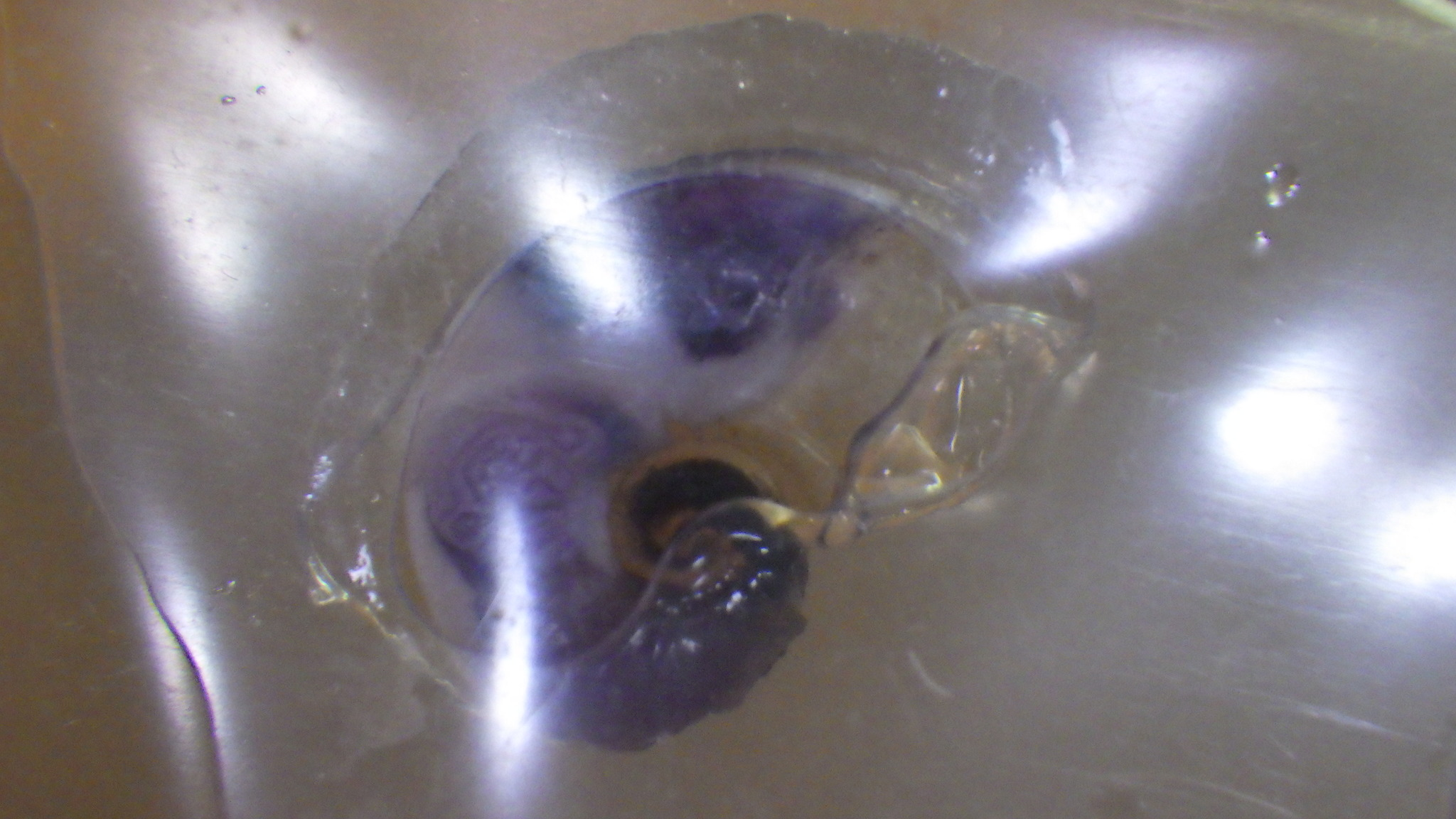
Atlanta peronii
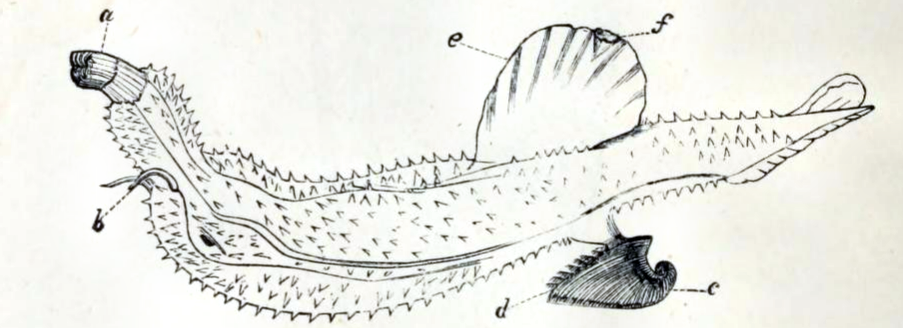
Dessin de Carinaria lamarcki
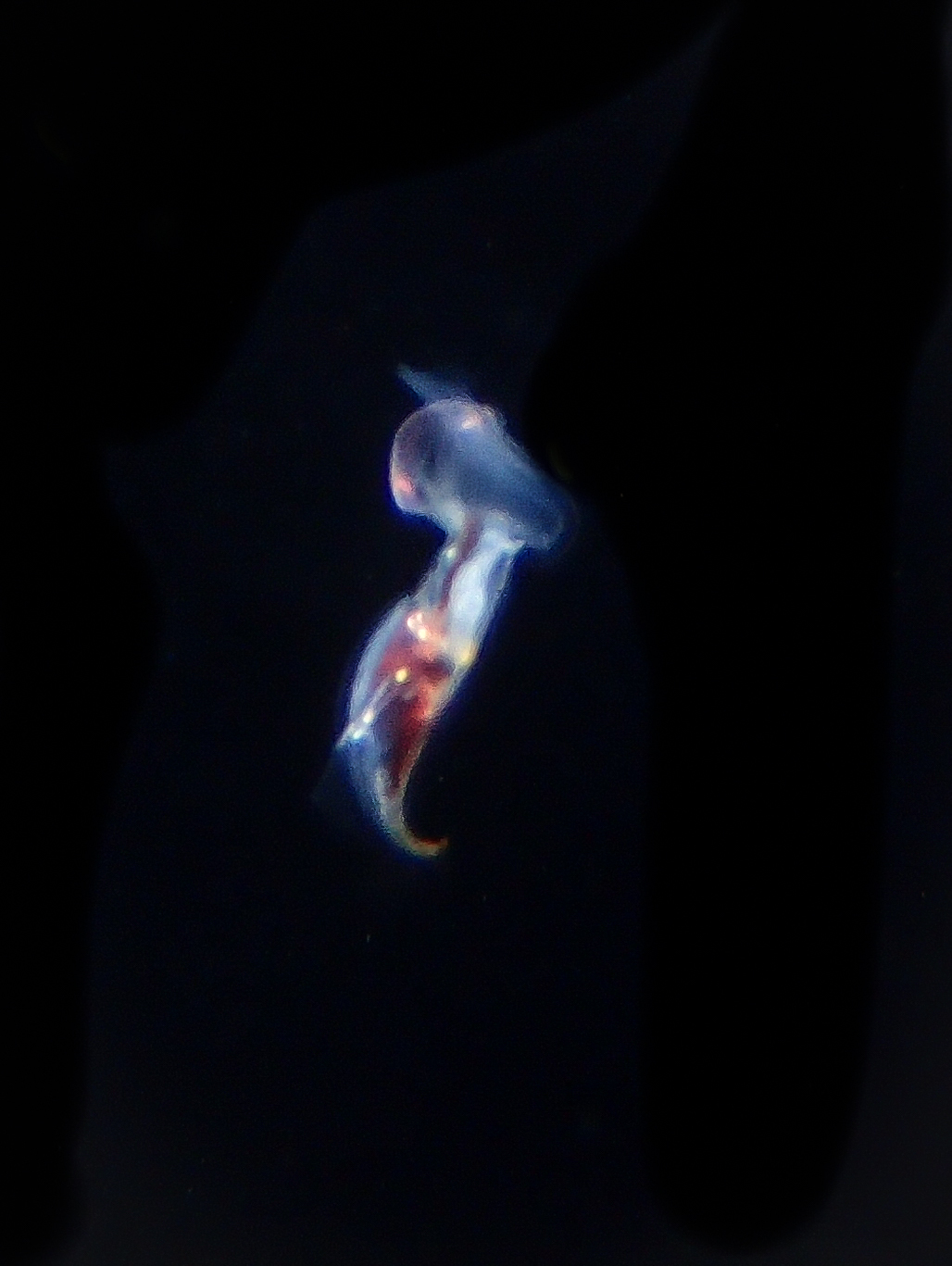
Cavolinia inflexa
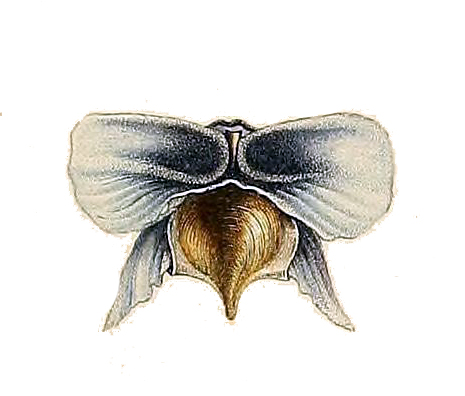
Cavolinia tridentata
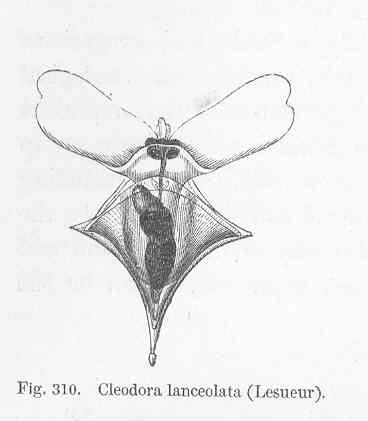
Dessin de Clio pyramidata
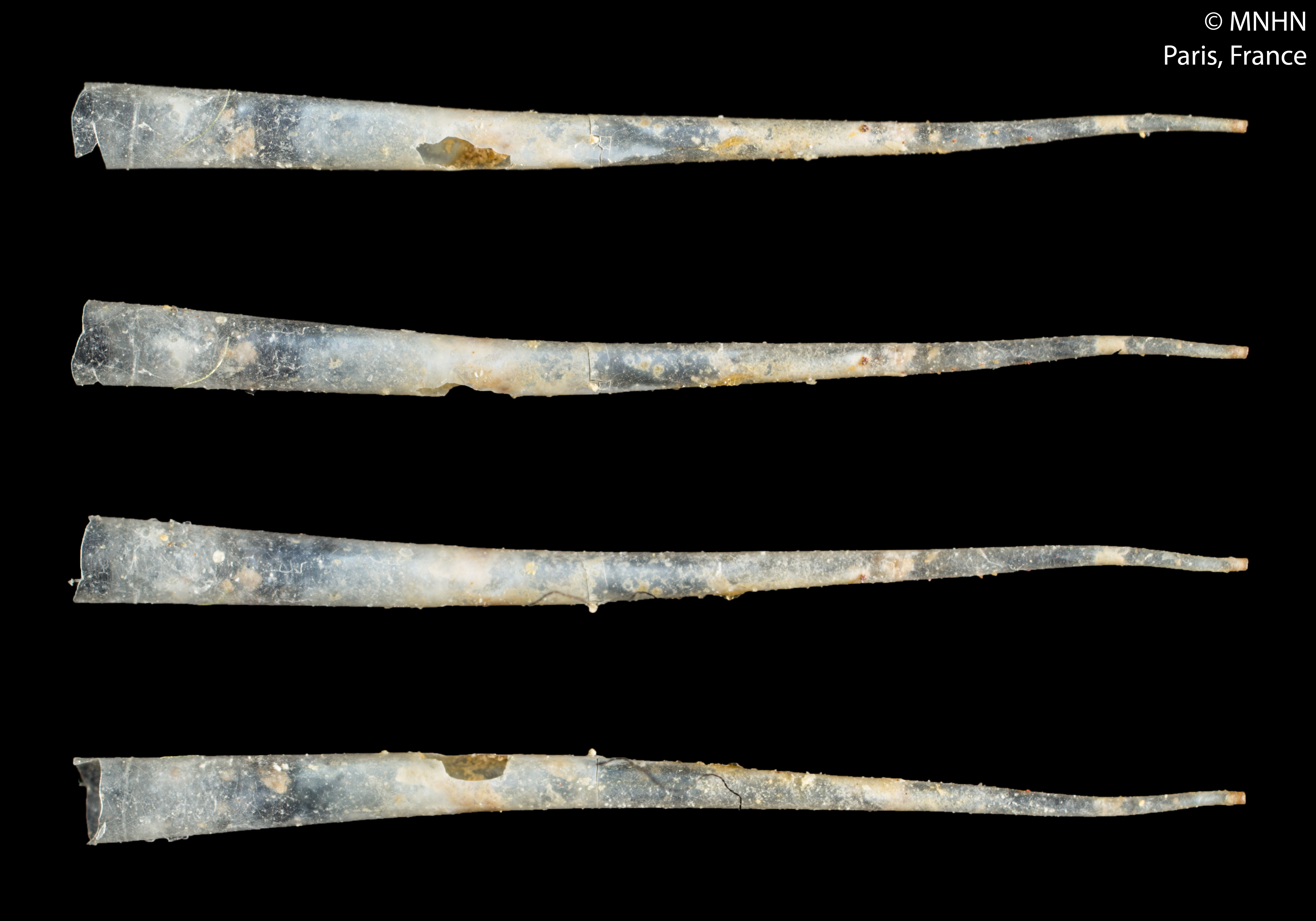
Coquilles de Creseis clava
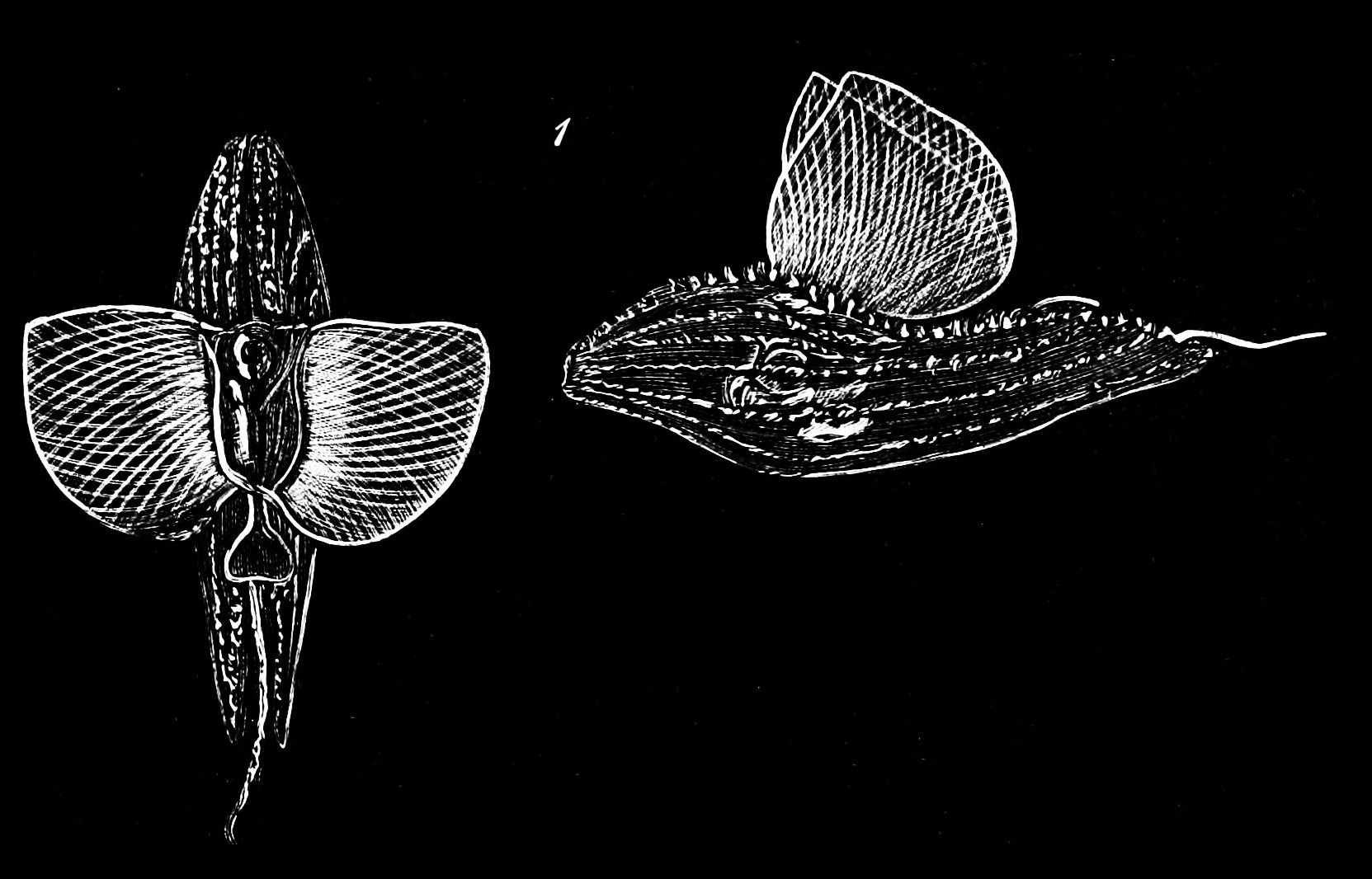
Dessin de Cymbulia peronii (« Papillon de mer »)
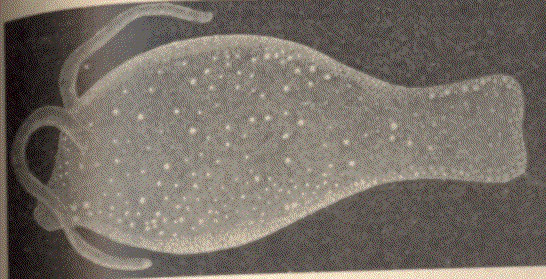
Dessin de Phylliroe bucephala
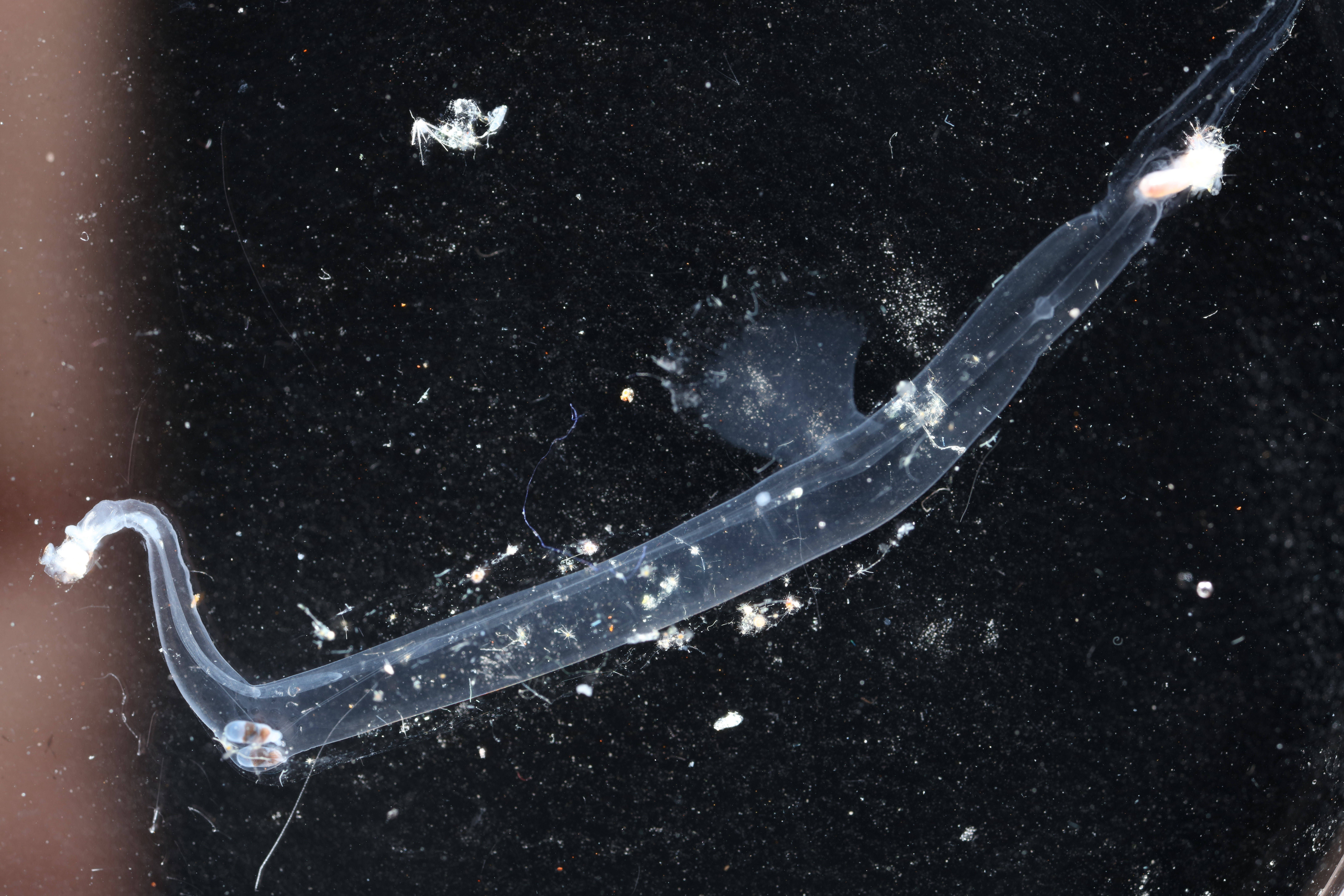
Pterotrachea coronata
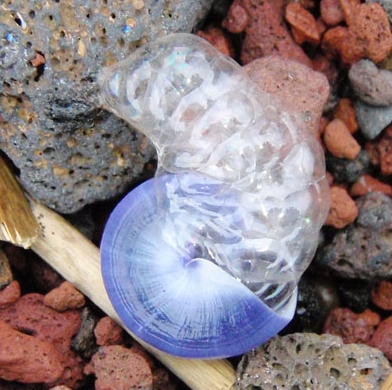
Janthina janthina

## Interactions avec les humains

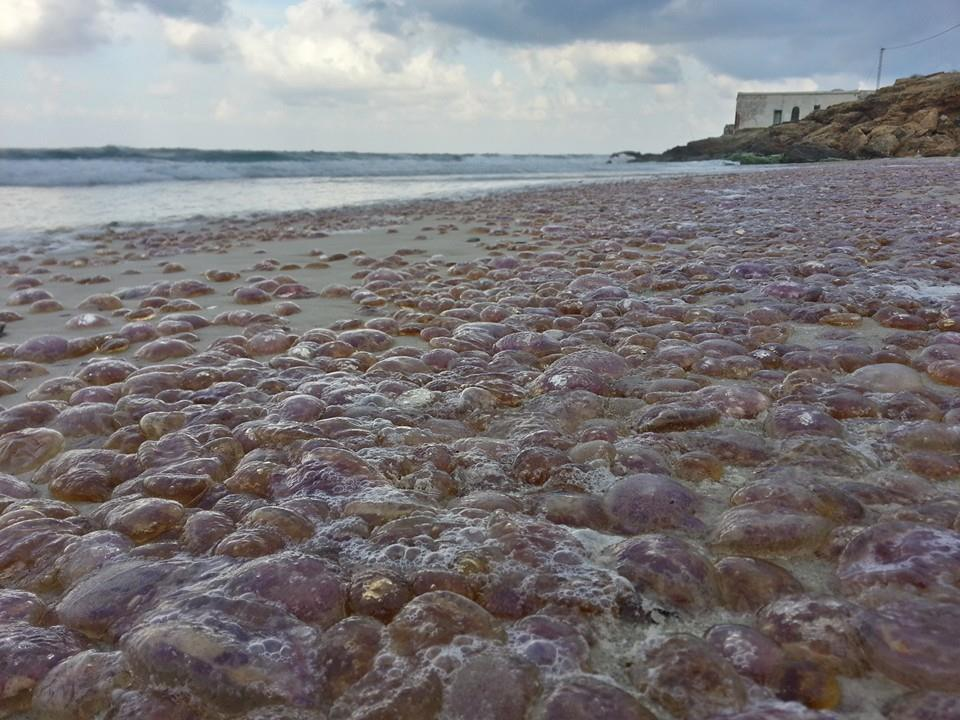
Pullulation de Pelagia noctiluca en Tunisie.

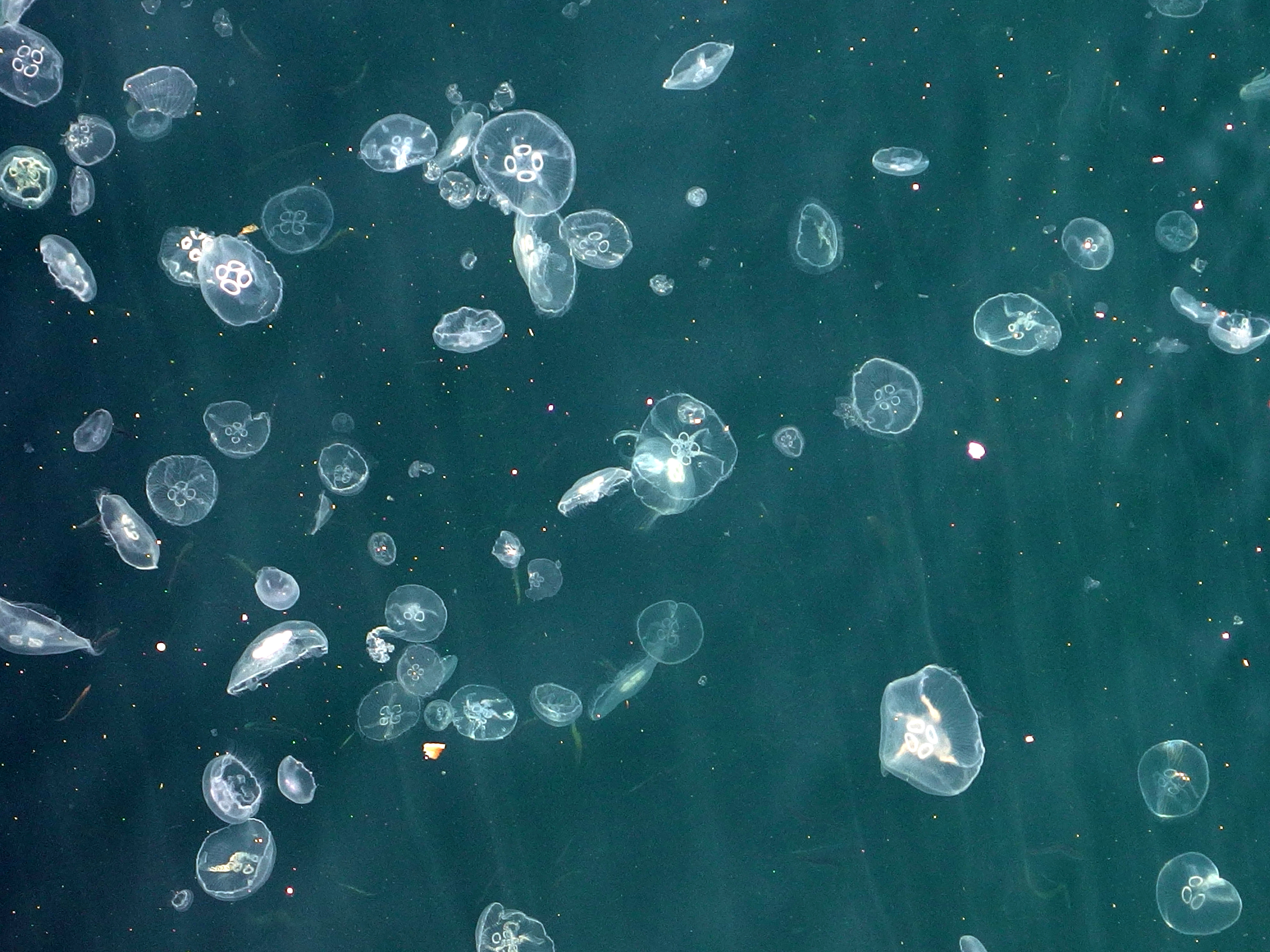
Pullulation dAurelia aurita en Turquie.

Seule une petite fraction des méduses de Méditerranée est capable de piquer un être humain : c'est essentiellement le cas des scyphoméduses séméostomes comme la méduse violette Pelagia noctiluca ou la méduse rayonnée Chrysaora hysoscella. Quelques autres espèces peuvent parfois provoquer des brûlures bénignes et éphémères sur certains épidermes particulièrement sensibles, comme celles du genre Aurelia, des rhizostomes comme Rhizostoma pulmo ou encore la cuboméduse de Méditerranée Carybdea marsupialis, mais sont généralement considérées comme inoffensives. Un siphonophore a une piqûre redoutable, la physalie (Physalia physalis), heureusement très rare en Méditerranée et essentiellement cantonnée à l'interface avec l'Atlantique. 
Certaines espèces peuvent être parfois sujettes à des pullulation de méduses : c'est particulièrement le cas de la méduse urticante Pelagia noctiluca, qui gâche régulièrement une semaine de vacances aux baigneurs de Méditerranée par des invasions parfois spectaculaires pouvant compter plusieurs millions d'individus. Dans les étangs comme celui de Thau, ce sont des méduses inoffensivess du genre Aurelia qui vont souvent former de véritables nuages à la saison chaude. Plus rarement, on signale de petits bancs de méduse rayonnée Chrysaora hysoscella, espèce urticante, sur certaines plages françaises. 
Ces pullulations, de plus en plus fréquentes avec la déstabilisation des écosystèmes marins, ont bien évidemment un effet très négatif sur le tourisme, mais aussi sur la pêche.